# Geografía del Estado de Hidalgo

Ubicación de Hidalgo, en el territorio Mexicano.

Mapa del estado de Hidalgo.

La geografía del estado de Hidalgo; implica la geografía física y humana del estado central de Hidalgo en México.
Está ubicado en la región este del país, limitando al norte con San Luis Potosí y Veracruz, al este con Puebla, al sur con Tlaxcala y el estado de México, y al oeste con Querétaro. Se encuentra ubicado entre las coordenadas: al norte, 21° 23’ 55’’; al sur, 19° 35’ 52’’ de la latitud norte; al este, 97° 59’ 06’’; al oeste, 99° 51’ 34’’ de la longitud oeste. Está conformado por ochenta y cuatro municipios.
De acuerdo al INEGI, tiene una superficie de 20 813.57 km², y representa el 1.06 % de la superficie del país. Es el sexto estado menos extenso —por delante de Querétaro, Colima, Aguascalientes, Morelos y Tlaxcala, el menos extenso—. El municipio más extenso es Zimapán, con una superficie de 872.24 km² representando el 4.19 % de la superficie estatal; y el municipio menos extenso es Tlahuelilpan, con una superficie de 28.18 km² representando el 0.14 % de la superficie estatal.

## Regiones geográficas

### Características

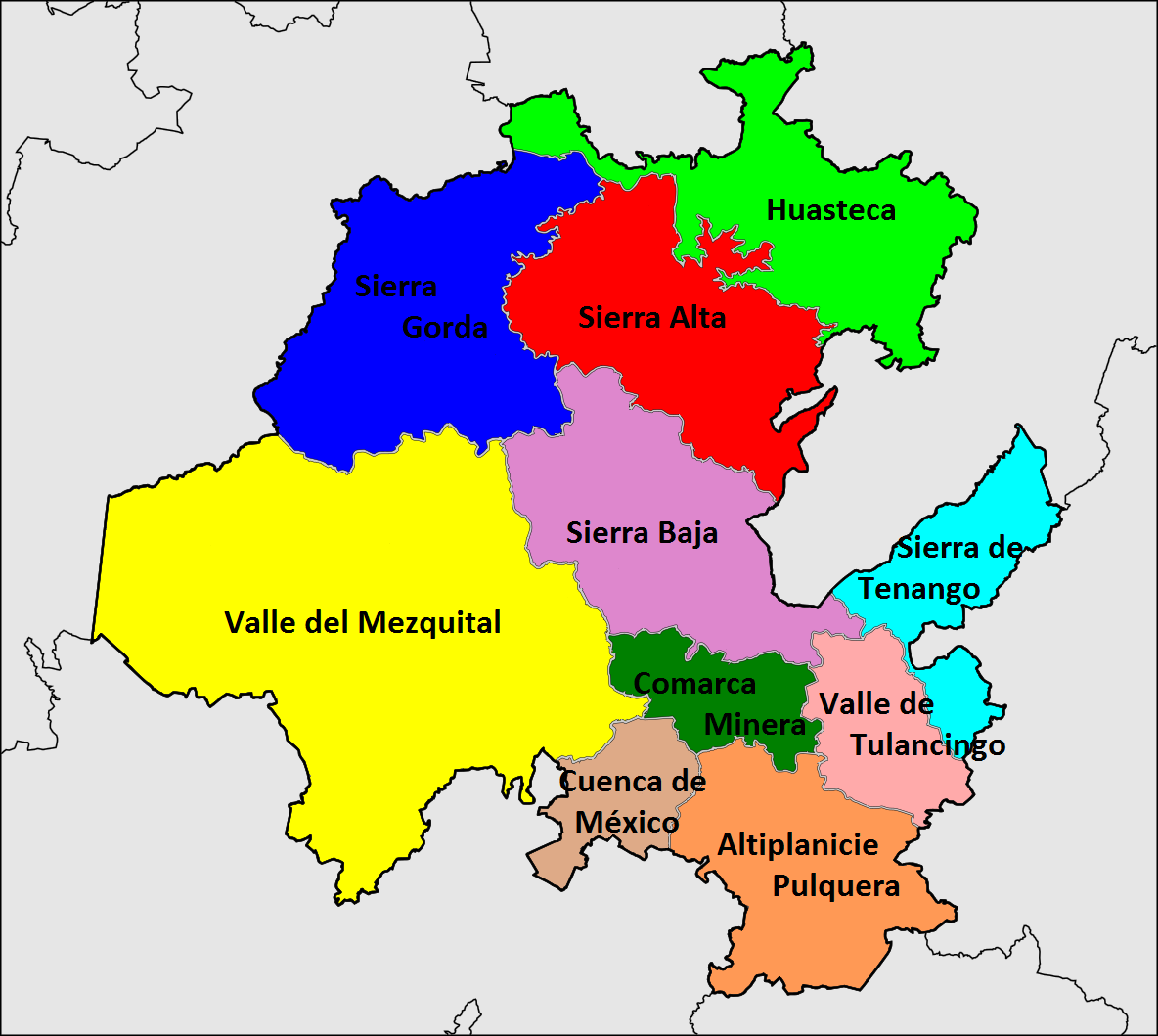
Regiones geográficas del estado de Hidalgo.

El estado de Hidalgo muestra una gran diversidad geográfica, lo cual origina la existencia de una extensa variedad de flora y fauna, así como de condiciones climáticas y geomorfológicas. De norte a sur, hay tres claras regiones: la primera es la Llanura Costera del Golfo del Norte, y la de menor altitud; la segunda está compuesta por la Sierra Madre Oriental, con altitud media, y la tercera es el Eje Neovolcánico, con la mayor altitud en el estado.
Tan distintas y contrastantes entre una región y otra que inciden directamente en los aspectos económicos y forma de vida de sus habitantes; esto ha permitido clasificar e identificar diez regiones naturales que agrupan municipios con características similares. Las regiones geoculturales de Hidalgo, constituyen un ejercicio de agrupación de espacios geográficos con base en las características culturales que comparten.
De esta manera, en la porción noroeste del estado se ha identificado íntegramente a la región Huasteca. En la parte correspondiente a la Sierra Madre Oriental, ubicada al centro del territorio, con dirección sureste-noroeste, se agrupan municipios en cuatro diferentes regiones: Sierra de Tenango, Sierra Baja, Sierra Alta, y Sierra Gorda. En el Eje Neovolcánico, al centro se encuentra la Comarca Minera, en la fracción sureste se encuentra el Valle de Tulancingo y la Altiplanicie pulquera, al oeste y suroeste el Valle del Mezquital, al sur se sitúa la Cuenca de México.
La Huasteca es una franja larga y angosta de abundante vegetación, presenta una superficie poco accidentada, salvo por algunos picos y cerros carece de montañas notables. La Sierra Alta es una región en donde destacan bruscas elevaciones que forman parte de la Sierra Madre Oriental. En la Sierra Baja su paisaje no es precisamente de cerros elevados ni montañas picudas, sino de una llanura que de pronto parece que se hunde por sus barrancas y cañones.
La Sierra Gorda nace en Hidalgo como un ramal de la Sierra Madre Oriental, en esta parte se encuentran superficies muy accidentadas con montañas ásperas y boludas. La Sierra de Tenango también denominada Sierra Otomí-Tepehua es una región de montañas menos abruptas y tiene pequeñas llanos intramontañosos. El Valle de Tulancingo en un gran valle que antiguamente pudo ser una cuenca lacustre, inicia donde la sierra termina su conformación, se caracteriza por la presencia de algunas formaciones rocosas de origen volcánico. La Comarca Minera tiene relieve de serranía es una zona rica en yacimientos de metales como plomo, oro y la plata.
La Altiplanicie pulquera también conocida como los llanos de Apan, es una altiplanicie con tres áreas lacustres, pequeñas las denominadas lagunas de Tochac-Atocha, Apan y Tecocomulco; cuenta con paisajes de cultivo especialmente el maguey pulquero. La Cuenca de México también denominada Valle de Pachuca-Tizayuca corresponde a llanos semiáridos altamente aprovechables para actividades agrícolas, es un corredor protegido por una cadena de cerros a cada lado. El Valle del Mezquital se encuentra conformada por diversos valles y llanos, limitados por sierras volcánicas aisladas y derrames basálticos; comprende una superficie de extrema aridez.

### Delimitación
El número de regiones que conforman al estado de Hidalgo depende de la obra y del autor consultado. En ocasiones la Sierra Alta y la Sierra Baja son puestas en una sola región denominada la Sierra hidalguense. Y al Valle de Tulancingo, la Comarca Minera, la Altiplanicie pulquera, la Cuenca de México; son puestas en una sola región denominada el Altiplano hidalguense. La Sierra de Tenango, se confunde con las laderas que bajan a la región Huasteca; algunas cartas geográficas la nombran como parte de la Sierra Norte de Puebla y otras como parte de la Sierra de Huayacocotla. Incluso al municipio de Acaxochitlán se le nombra como parte de la región del Totonacapan.
La región Huasteca es una región multicultural  que comprende la parte sur del estado de Tamaulipas, el norte de Veracruz, el oriente de San Luis Potosí, el norte del estado de Hidalgo, una porción norte de Querétaro. La Huasteca hidalguense, se encuentra al norte del territorio estatal, pero unas fuentes la extienden al sur, hasta los municipios de Molango de Escamilla, Metztitlán y Zacualtipán de Ángeles. Incluso anexando partes del municipio de Huasca de Ocampo, y la Sierra de Tenango, llegando hasta la parte norte de Puebla.
La Cuenca de México era una cuenca endorreica formada por un gran sistema de lagos: Chalco, Xochimilco, Texcoco, San Cristóbal-Xaltocan y Zumpango. La región está formada por cuatro valles el Valle de México, Valle de Cuautitlán, Valle de Apan y el Valle de Pachuca-Tizayuca; está comprendida entre cuatro entidades federativas: el estado de México, Ciudad de México, Hidalgo y Tlaxcala. La Sierra Gorda nace en Hidalgo como un ramal de la Sierra Madre Oriental y culmina en San Luis Potosí, después de cruzar Querétaro y Guanajuato. El Valle del Mezquital puede extenderse hasta la parte del norte del estado de México y una limitada zona del sureste del estado de Querétaro.

Regiones geográficas del estado de Hidalgo.
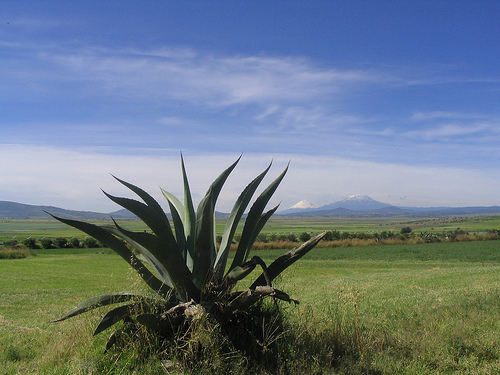
Municipio de Apan en la Altiplanicie pulquera.
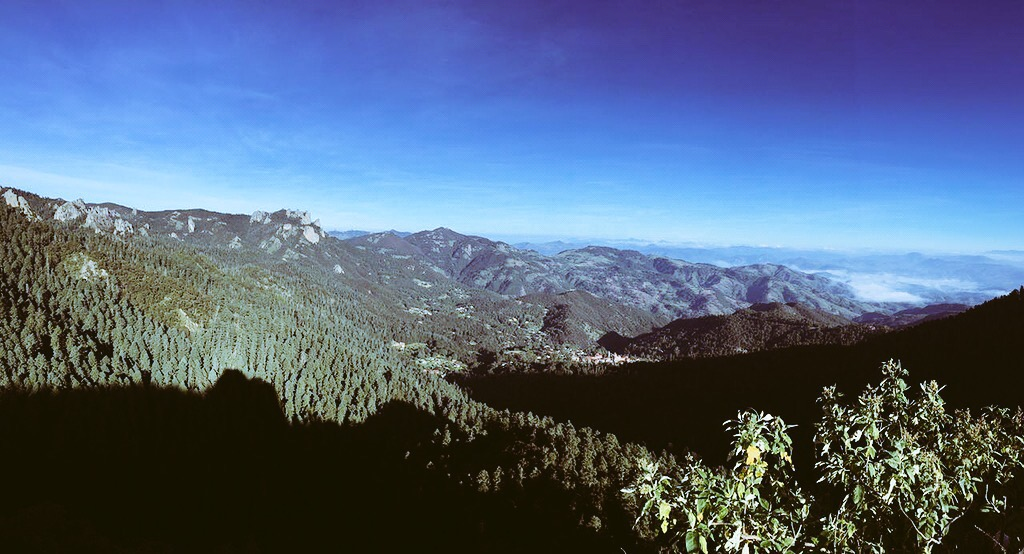
Municipio de Mineral del Chico en la Comarca Minera.
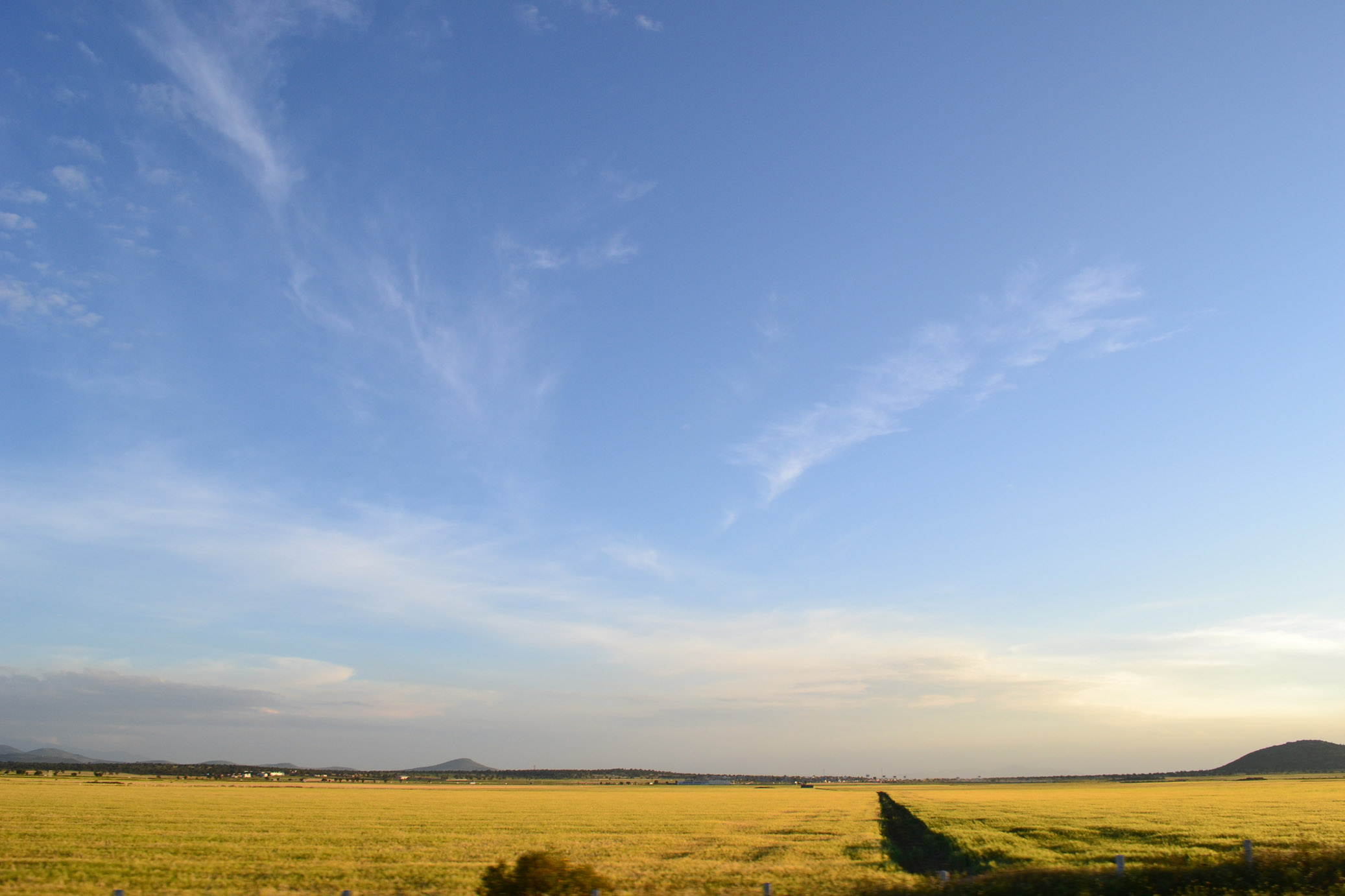
Municipio de Tizayuca en la Cuenca de México.
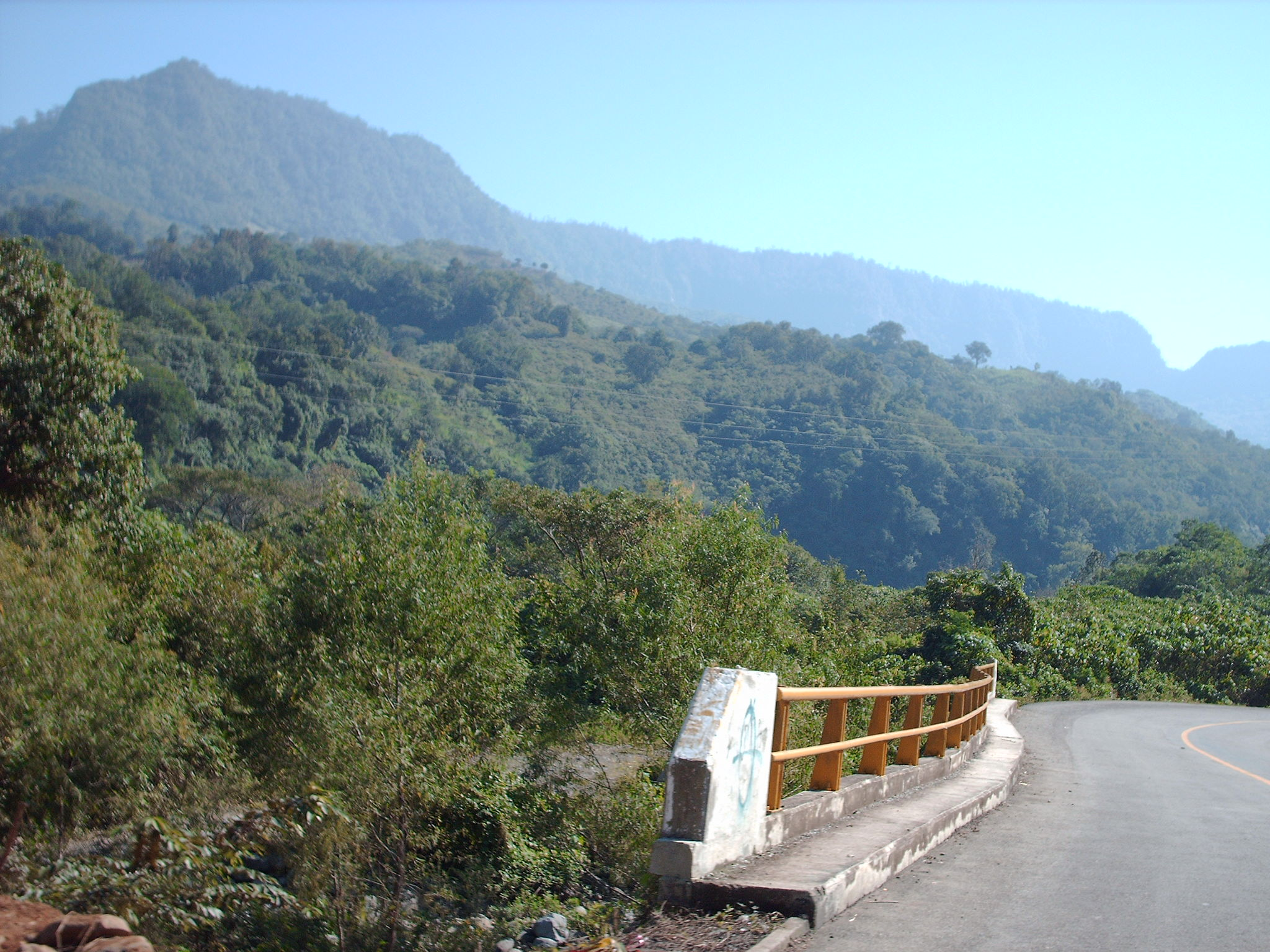
Municipio de San Felipe Orizatlán en la Huasteca.
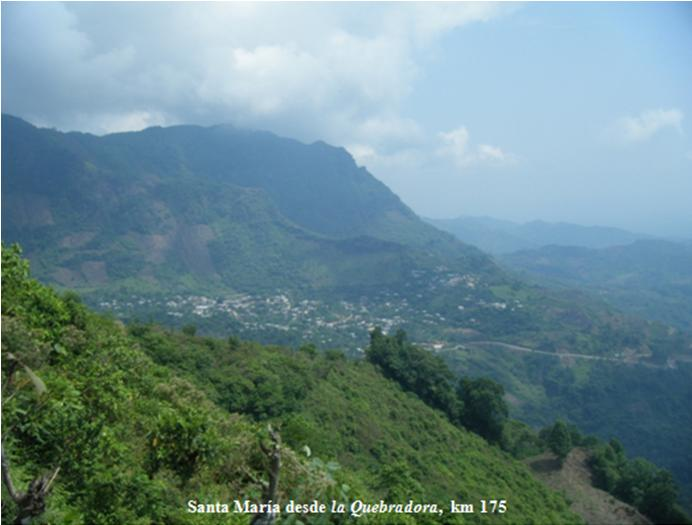
Municipio de Tlanchinol en la Sierra Alta.
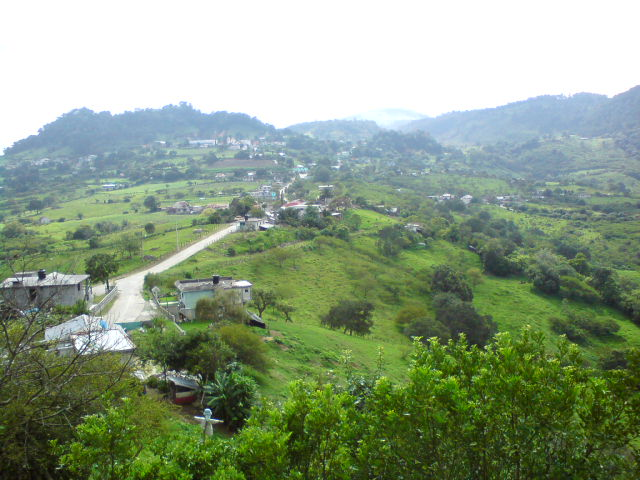
Municipio de Juárez Hidalgo en la Sierra Baja.
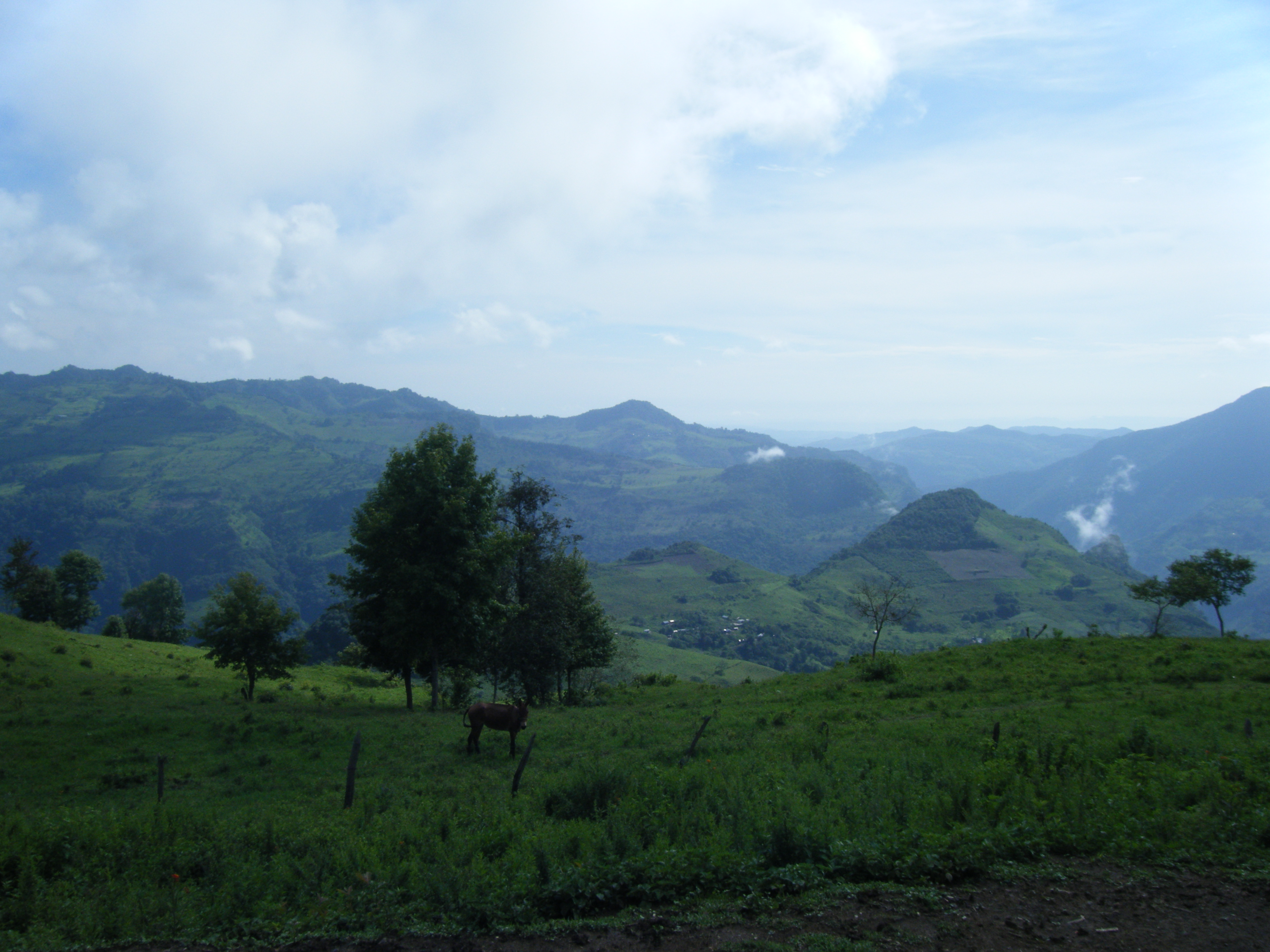
Municipio de San Bartolo Tutotepec en la Sierra de Tenango.
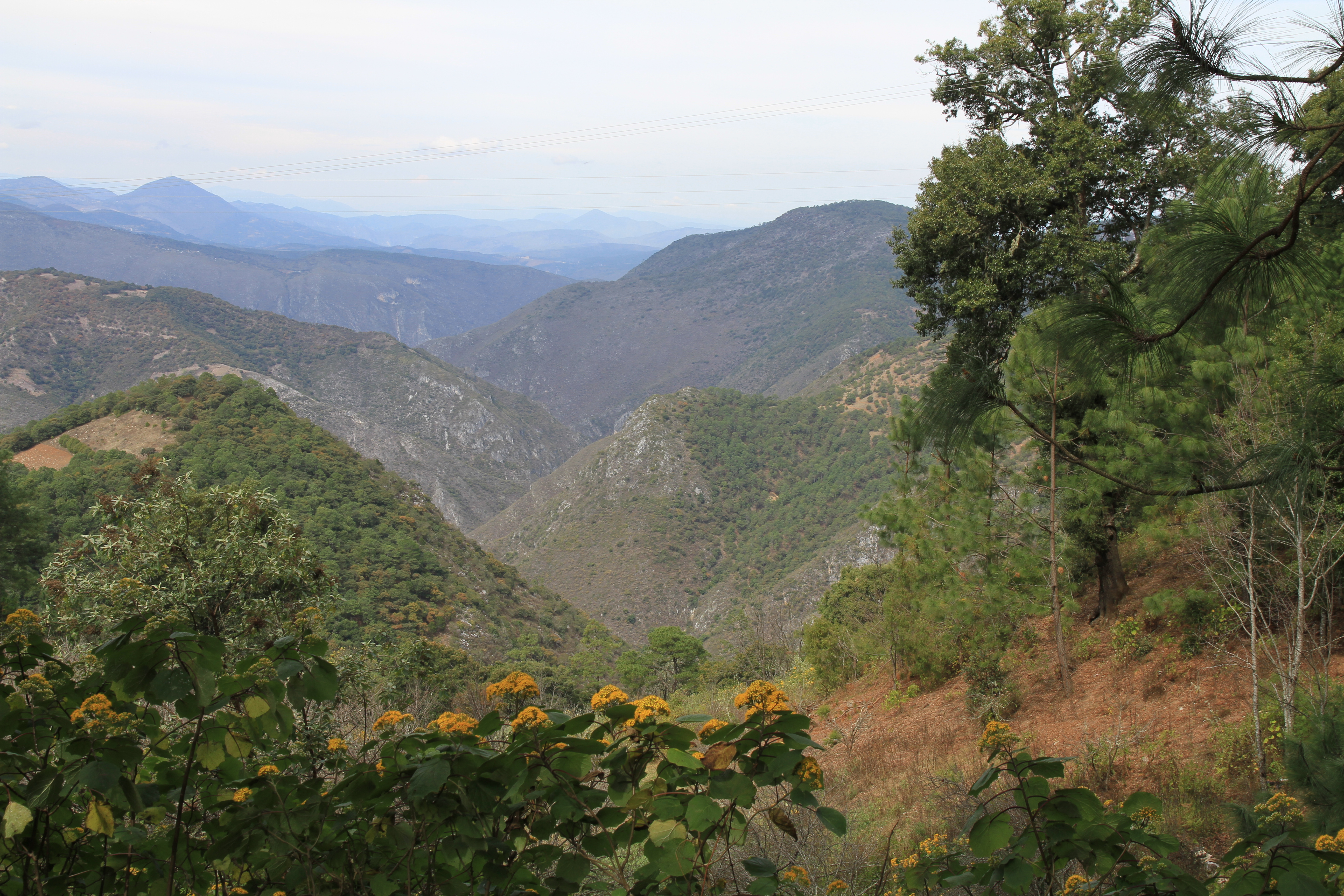
Municipio de Zimapán en la Sierra Gorda.
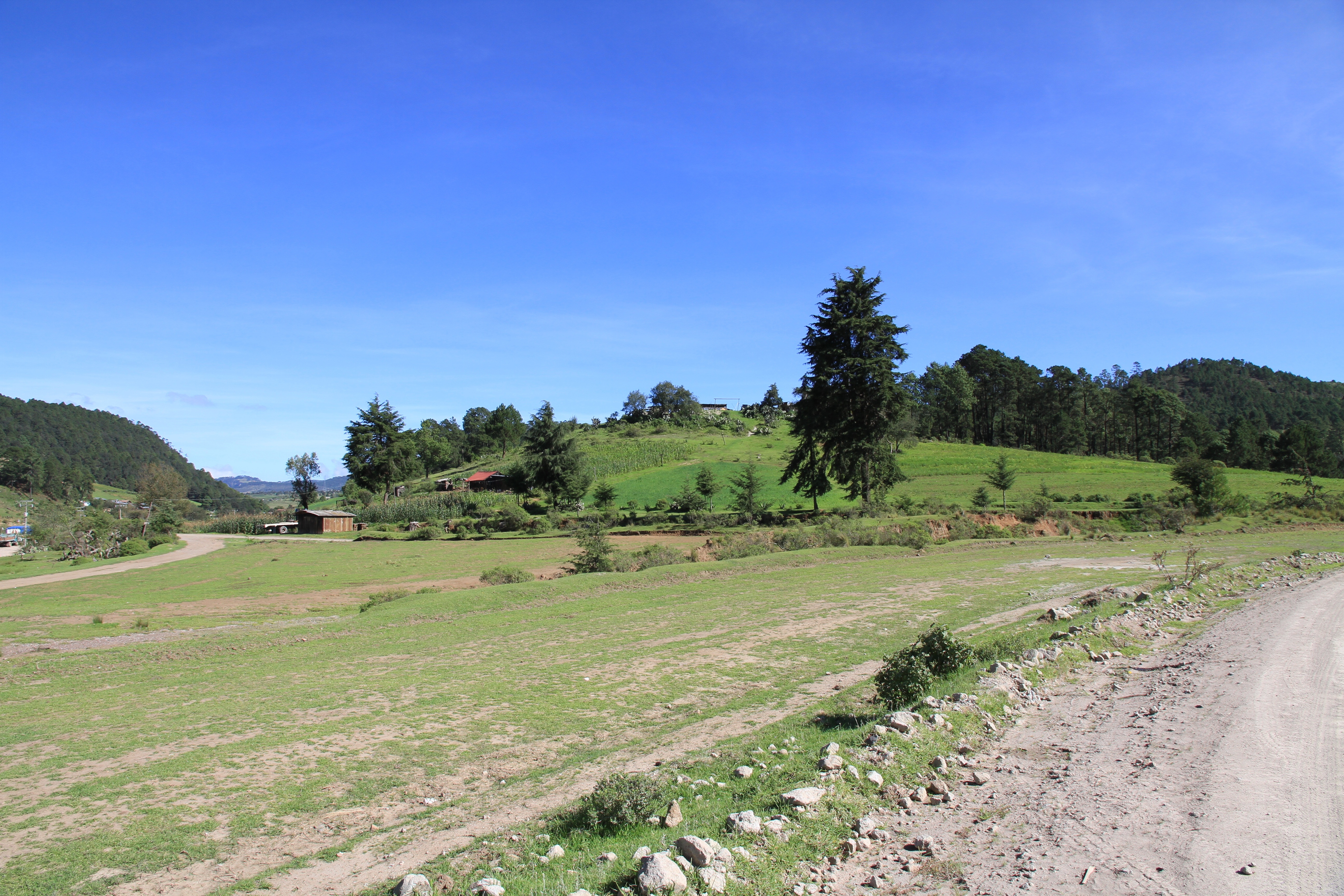
Municipio de Cuautepec de Hinojosa en el Valle de Tulancingo.
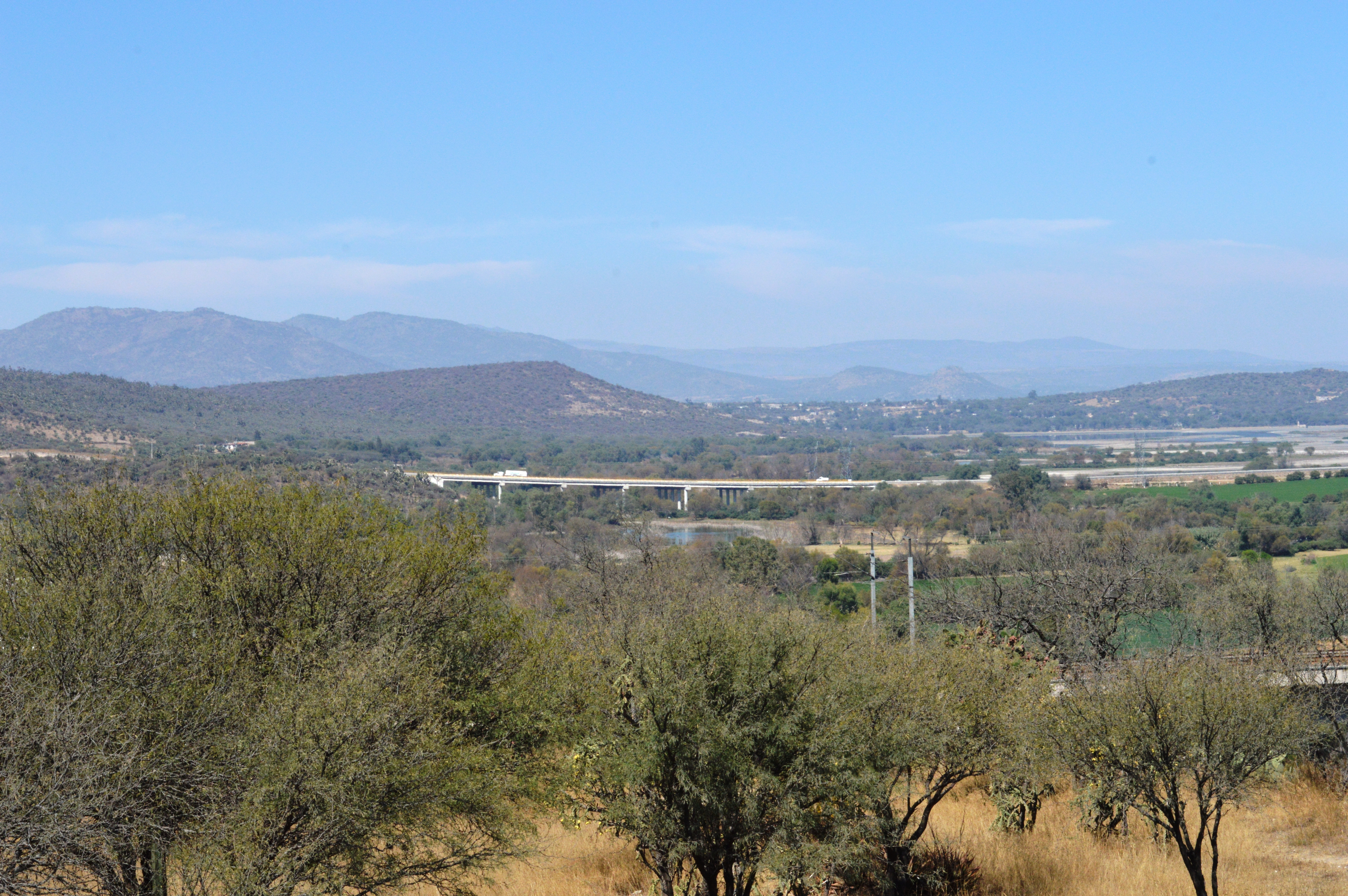
Municipio de Tula de Allende en el Valle del Mezquital.

## Geología

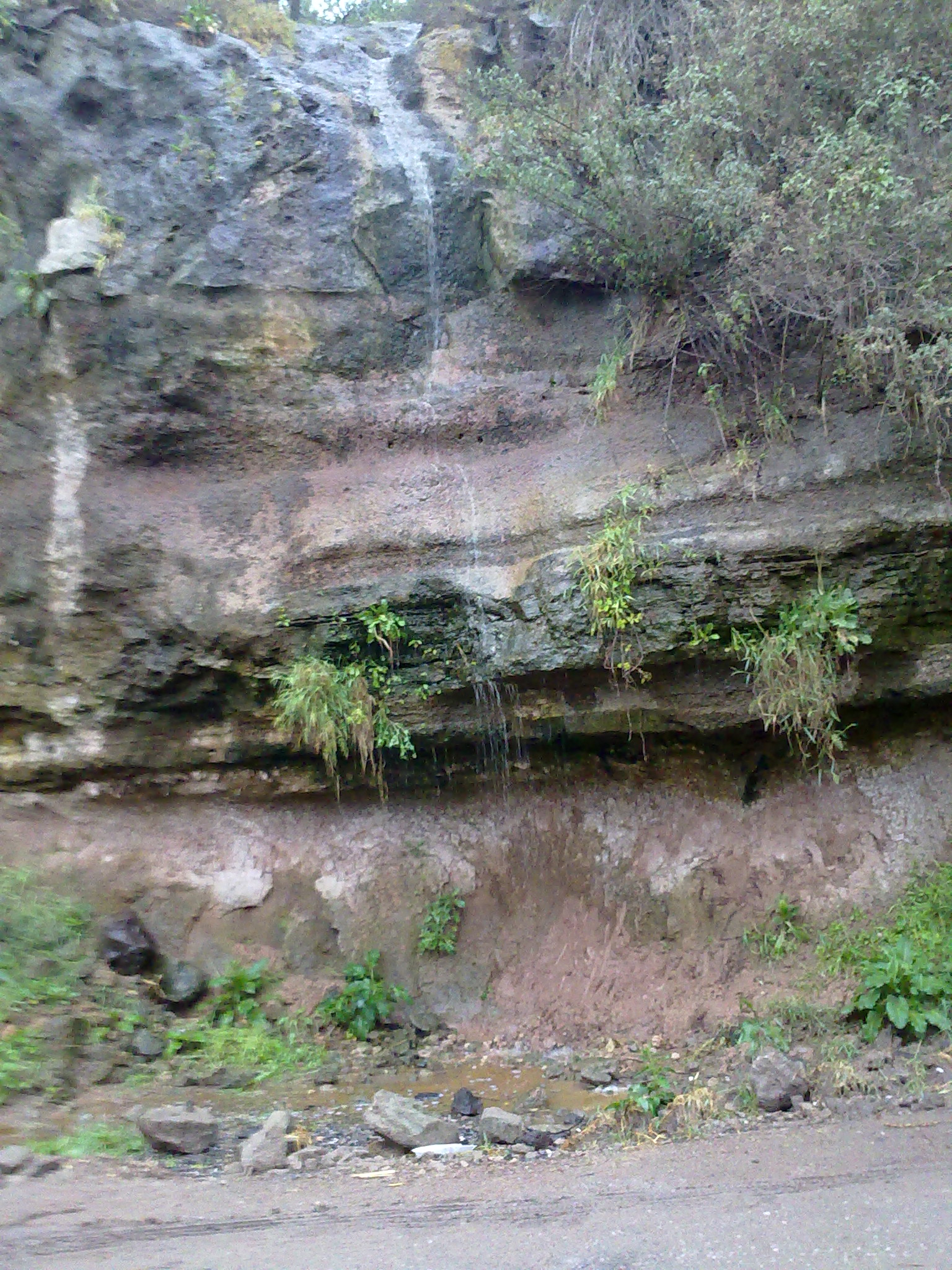
Estratos en el Municipio de Mixquiahuala de Juárez.

El territorio que ocupa el Estado de Hidalgo es de una vasta complejidad geológica, por su posición geográfica se encuentra entre tres provincias fisiográficas de las quince que existen en México: Sierra Madre Oriental, Eje Neovolcánico y Llanura Costera del Golfo del Norte. En el estado de Hidalgo se tiene un acervo de treinta y seis formaciones estratigráficas reconocidas oficialmente. El basamento de dichas formaciones lo constituye un complejo metamórfico de edad precámbrica que soporta una potente columna de rocas sedimentarias paleozoicas y mesozoicas, las cuales están coronadas por una importante secuencia volcánica de composición andesítica a basáltica.
Precámbrico
Del Precámbrico (PE) son las rocas más antiguas que se conocen en Hidalgo gneisses granulíticos de color gris verdoso, se encuentran en las cercanías del río Chinameca y Huiznopala con una edad de 1200 millones de años. Están formados por cuarzo, ortoclasa, plagioclasa, biotita, apatita, zircón y granate. Esta unidad denominada Gneiss Huiznopala, infrayace discordantemente a la Formación Guacamaya del Pérmico.
Paleozoico
El Paleozoico (PZ) se caracterizó por el depósito de rocas sedimentarias marinas, las cuales se agrupan en la Formación Guacamaya. Esta ha sido descrita al noreste de Zacualtipán, Molango y Otongo, consta de una secuencia rítmica de sedimentos del Pérmico formados por lutitas, limolitas y areniscas; así como montículos de caliza biógena. En Calnali, la Formación Guacamaya presenta más de 200 m de espesor con un contenido fósil de fusilínidos, pelecípodos y braquiópodos.
Mesozoico

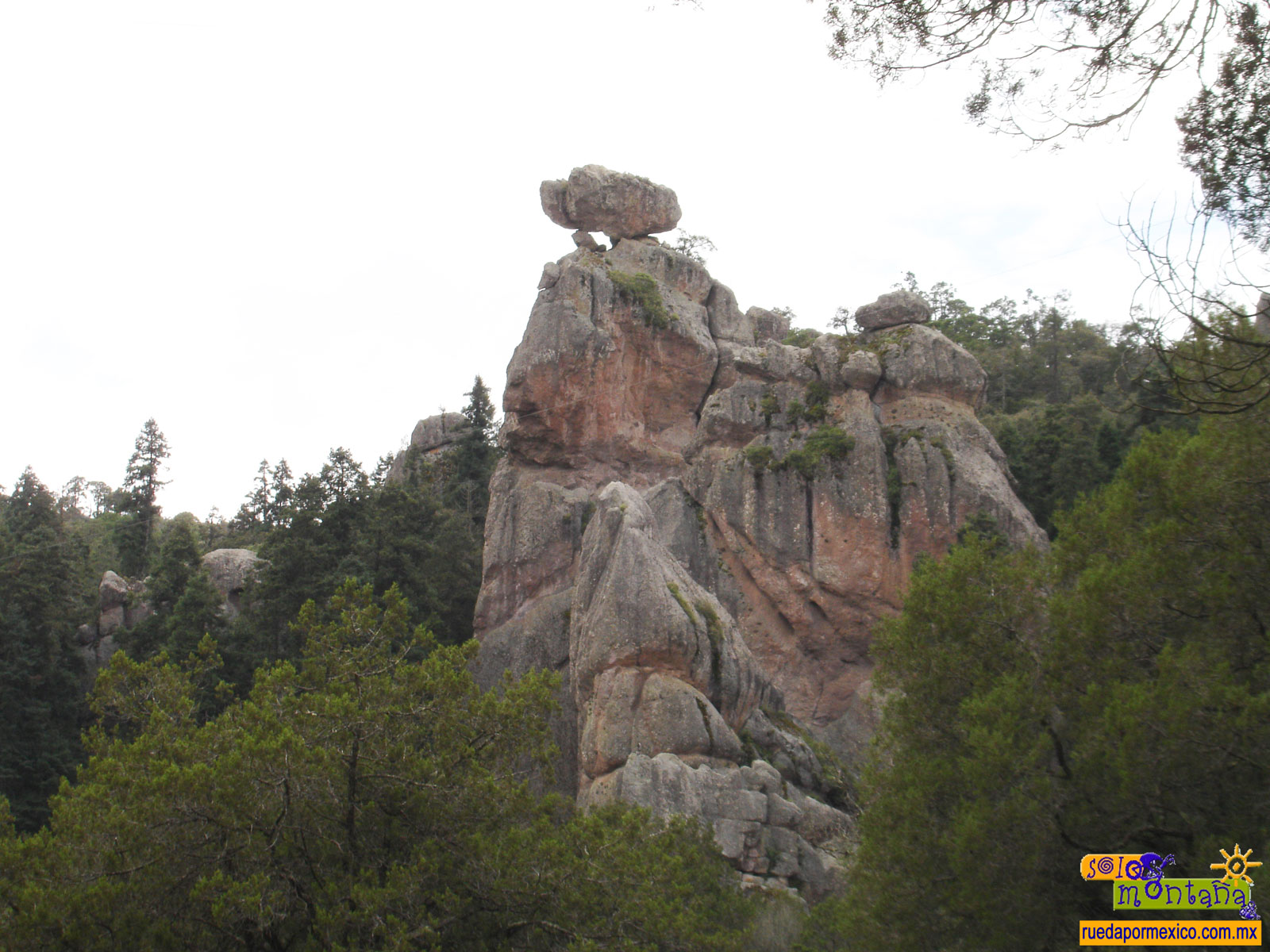
Peñas Cargadas en el municipio de Mineral del Monte. Recibe este nombre por las formas que adquieren los basaltos columnares.

Del Mesozoico en el Triásico (TR) se encuentra la Formación Huizachal, consiste en una secuencia de hasta 2000 m de espesor de lutitas, lutitas arenosas, areniscas y conglomerados de color rojo. Estas rocas afloran en el anticlinorio Huizachal-Peregrina y en la barranca de Chipoco, en Otongo. El contacto inferior de esta formación en la región de Calnali, es discordante y angular con las rocas pérmicas de la Formación Guacamaya.
Del Jurásico Inferior (JI) se encuentra la Formación Huayacocotla a una sección de más de 300 m de espesor, situada en Tlahuelompa, Tianguistengo y norte de Tulancingo, la cual está constituida por una secuencia de lutitas negras bandeadas, apizarradas, fracturadas. Esta unidad también contiene areniscas de grano fino en bancos gruesos. Dichas rocas sobreyacen discordantemente a rocas Pérmicas y del Triásico. En la porción norte sobreyacen discordantemente a la Formación Huizachal.
Del Jurásico Medio (JM) se encuentra la Formación Cahuasas, una secuencia de sedimentos de origen continental constituida por areniscas, conglomerados y limolitas de color rojo de aproximadamente 1000 m de espesor. Su localidad tipo está en el rancho de Cahuasas, a un costado del río Amajac, al sureste de Chapulhuacán. Esta formación sobreyace discordantemente a la formación Huayacocotla e infrayace estratigráficamente a la formación Tamán. Del Jurásico Superior (JS) se comprende las formaciones: Las Trancas, Tamán, San Andrés y Pimienta.
El Cretácico está representado por una amplia variedad de rocas calcáreas marinas con intercalaciones de lutitas, limolitas, con presencia de pedernal negro. Estas rocas ocupan la mayor parte de la porción norte central del territorio y abarcan aproximadamente 3750 km² de la Sierra Madre Oriental. El Cretácico Inferior (KI) ha sido estudiado en el área de Huayacocotla en el río Chinameca y en el camino Yatipán en Tianguistengo. Comprende cuatro unidades estratigráficas que están distribuidas en la porción norte-central, se tiene: Formación Tamaulipas Inferior, Formación Tamaulipas Superior, Horizonte de Otates, y la Formación El Doctor.
El Cretácico Superior (KS) es una secuencia de rocas calcáreas marinas tiene una menor distribución; aflora principalmente en los flancos oriental y occidental de la Sierra Madre Oriental, forma alturas de pendientes más suaves que las que conforman las sierras del Cretácico Inferior. Se encuentra constituida por cinco unidades: Formación Soyatal, Formación Mezcala, Formación Agua Nueva, Formación San Felipe y Formación Méndez.
Cenozoico

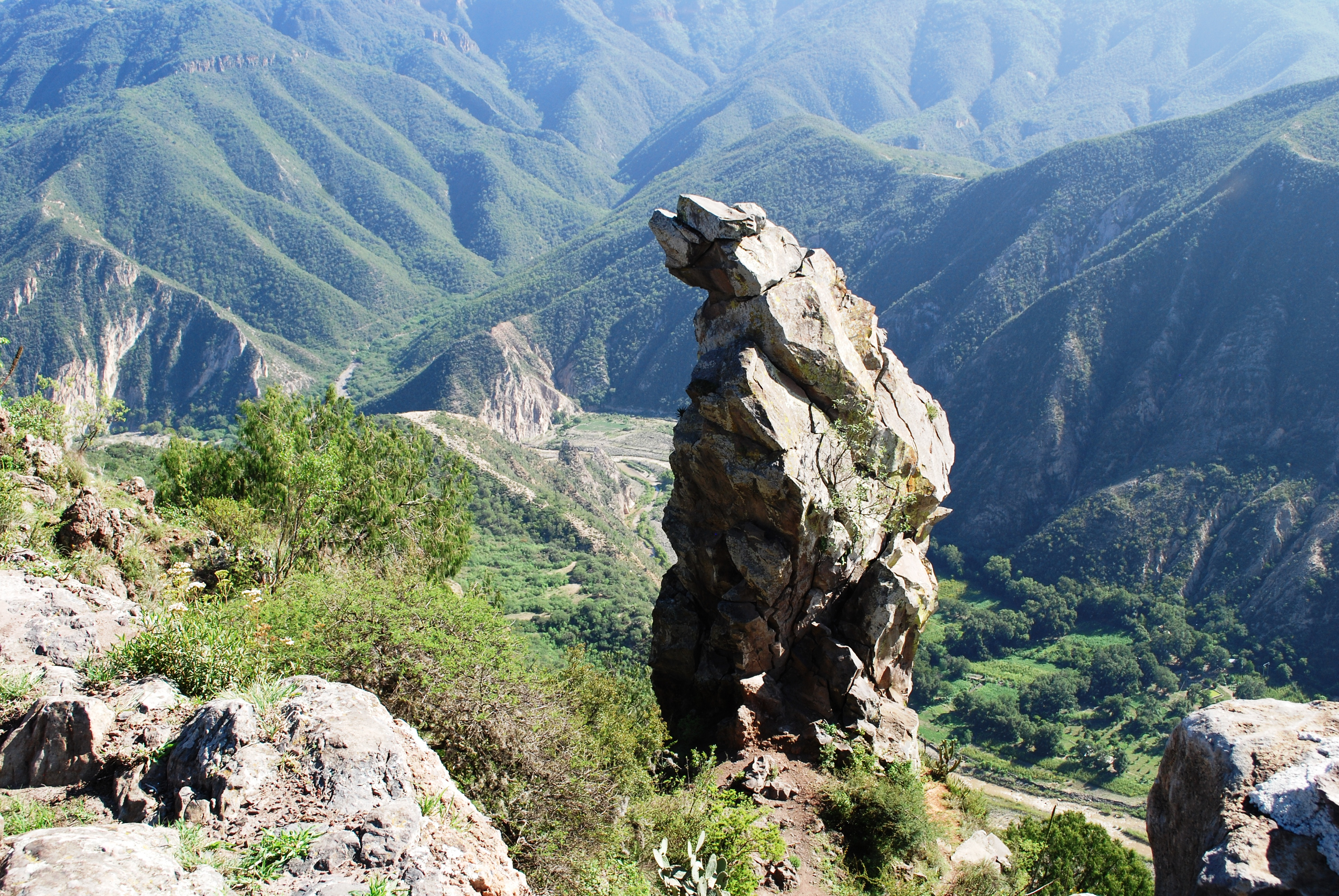
Piedra en el Aire en el municipio de Huasca de Ocampo, una enorme roca de basalto equilibrada sobre un peñasco.

El Cenozoico comprende dos grandes dominios: el Paleoceno marino de la cuenca de Chicontepec y el Terciario volcánico continental; así como, las unidades del Cuaternario. El Terciario Marino (TM) se encuentra ampliamente distribuida en la porción noreste, abarca una superficie aproximada de 2800 km²; representada por la Formación Chicontepec.
El Terciario Continental (TC) esta unidad litológica está representada por la Formación El Morro compuesta por un conglomerado polimíctico fluvio-lacustre que aflora hacia el poniente y norte de Pachuca, está cementado por una matriz areno-arcillosa de coloración rojiza y sus líticos están constituidos por fragmentos de calizas, areniscas, pedernal y rocas volcánicas.
Del Terciario Volcánico (TV) se distinguen tres épocas de vulcanismo. El más antiguo, Pre-Mioceno superior, de composición andesítica; el intermedio del Mioceno superior al Plioceno, rocas basálticas, andesíticas y traquíticas, características del eje neovolcánico (calco-alcalinas) y por último, el de finales del Plioceno y Cuaternario, tobas, brechas e ignimbritas muy ampliamente distribuidas. Las unidades correspondientes son: Grupo Pachuca, Formación Las Espinas, Formación Don Guiño, Formación Zumate, Formación Tezoantla, Formación San Cristóbal, Formación Tlanchinol, Formación Tarango, y la Formación Atotonilco El Grande.
El Terciario Ígneo Intrusivo (TII) este tipo de rocas abarca aproximadamente el 5% del área del territorio hidalguense; su composición varía de granodiorítica a diorítica. En Jacala existe un intrusivo granítico con una superficie de 0.25 km². Este afloramiento es el más septentrional de un grupo de intrusivos de composición granítica y diorítica que afloran en la región de Encarnación, San Nicolás, Cerro del Águila.
En el Cuaternario Basáltico (QB) la actividad volcánica fue particularmente intensa en la zona que comprende al Eje Neovolcánico. En la porción que ocupa el territorio hidalguense, de oriente a occidente se observan un sinúmero de pequeños volcanes monogenéticos, volcanes de escudo, estratovolcanes, cauldrons y calderas, tales como la de Huichapan y la del norte de la laguna de Tecocomulco. En su mayor parte, estas estructuras volcánicas se componen de dacitas, andesitas y basalto de olivino. Del Cuaternario Deposicional (QAL) los depósitos se conforman de aluviones y suelos residuales, que en su mayor parte están cubriendo a las rocas más antiguas. Los conglomerados fluviales depositados en las inmediaciones de Zimapán.

### Sitios de interés geológico
La minería es una de las actividades más antiguas, con una larga tradición en la entidad. Se explotan aproximadamente cuarenta y cinco minas en el estado; los municipios de Tula de Allende, Francisco I. Madero y Zimapán, son productores de yacimientos de caliza, producen además agregados pétreos como grava, arena y sello para las carreteras, elaboran materias primas para la elaboración de cal y cemento. En Huichapan, Tecozautla y Chapantongo, se tiene depósitos de cantera para la industria de la construcción. En Zimapán existen yacimientos de carbonato de calcio. En los municipios de Agua Blanca de Iturbide y Metepec se cuenta con yacimientos de caolín, insumo en la producción de la industria del cemento. Tepehuacán de Guerrero cuenta con una de las vetas más grandes de manganeso.
La cristobalita es un mineral de la clase de los minerales óxidos, fue descubierta en 1887 en el cerro San Cristóbal siendo nombrada así por esta localización. La vanadinita es un mineral descubierto en 1830 en Zimapán por el profesor A.M. del Río, de la Escuela de Minas de México.

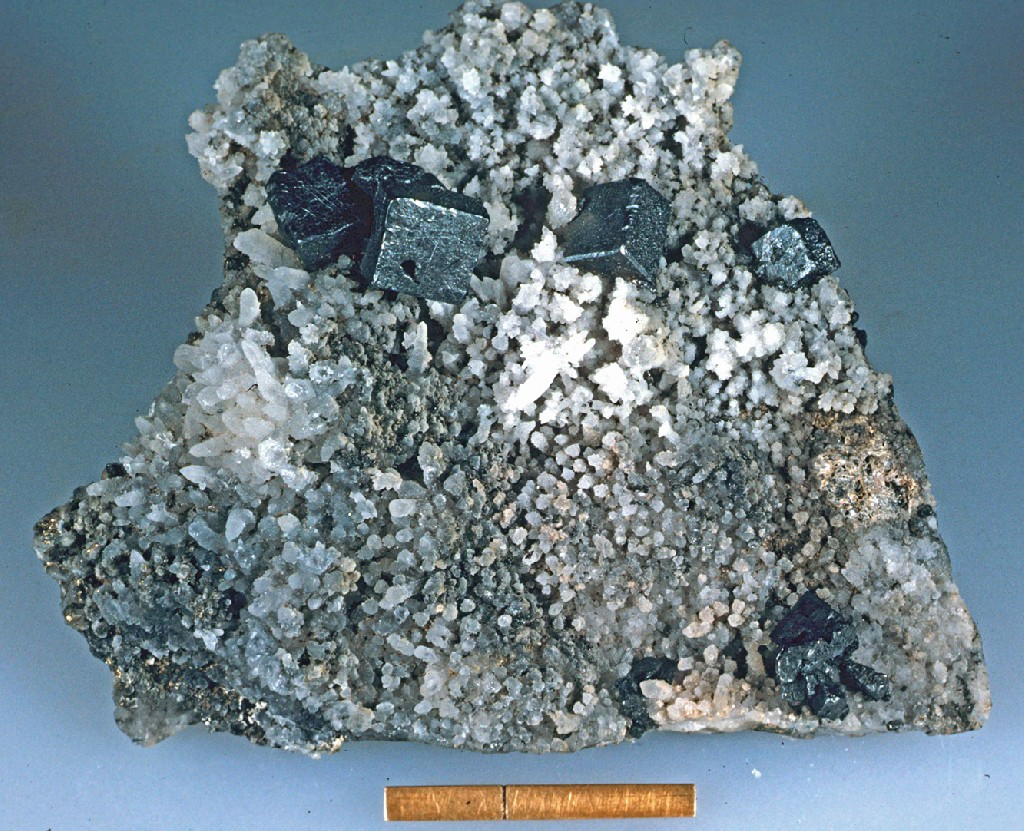
Cuarzo encontrado en la mina San Nicanor, Pachuca de Soto.
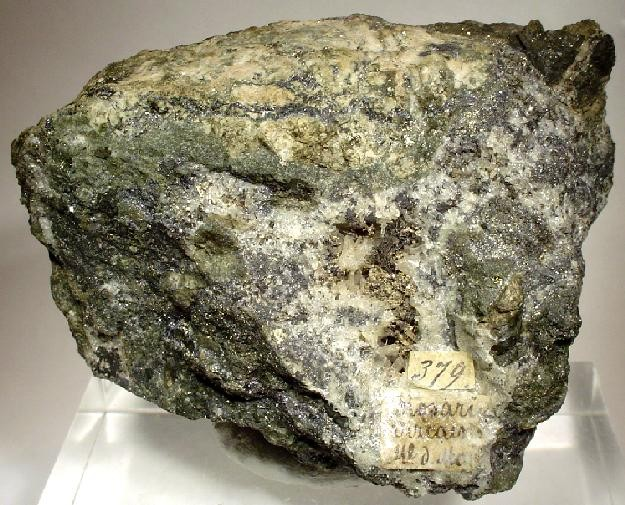
Plata encontrada en la mina Vizcaína, Mineral del Monte.
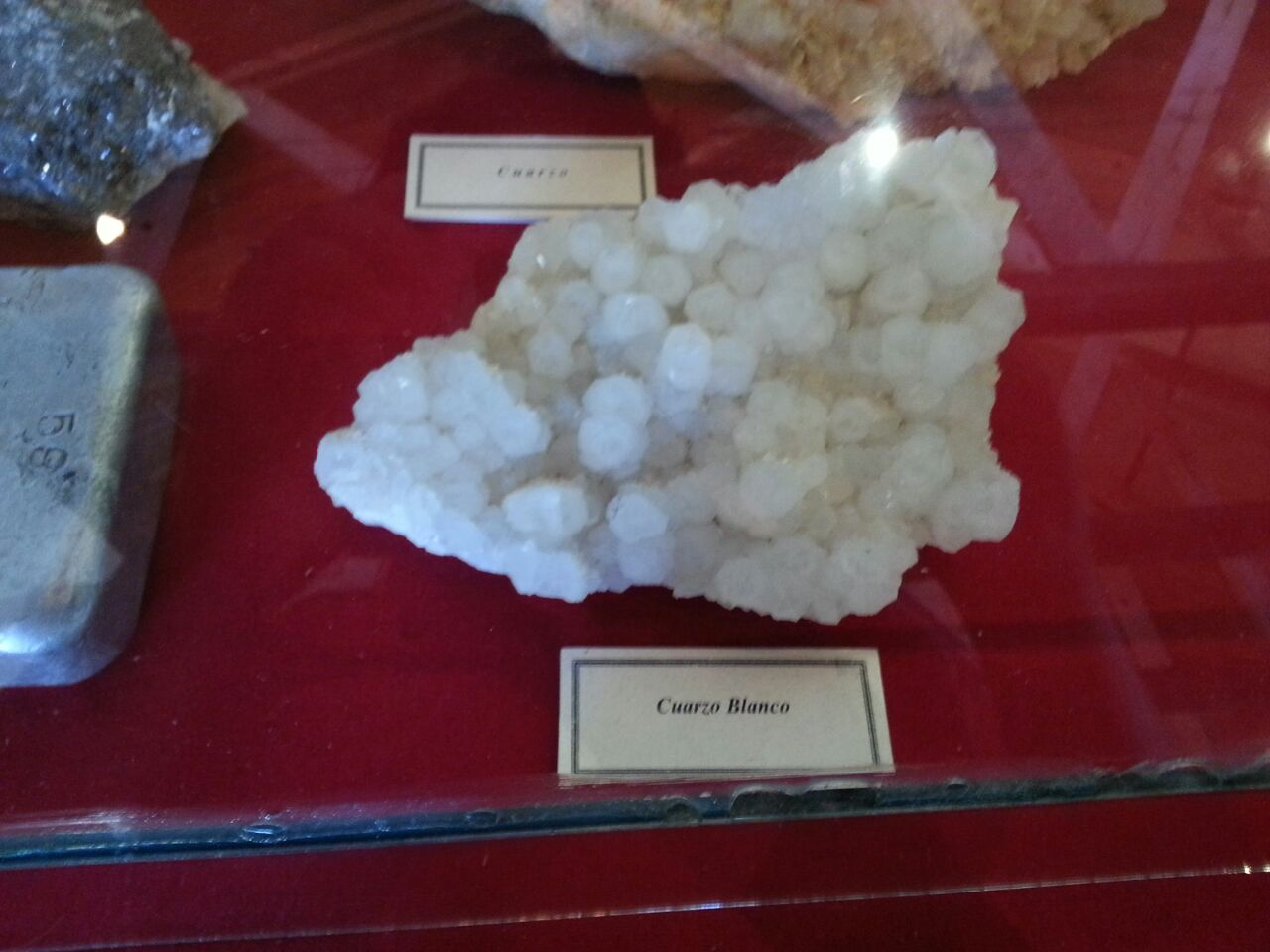
Cuarzo blanco encontrado en la mina de Acosta, Mineral del Monte.
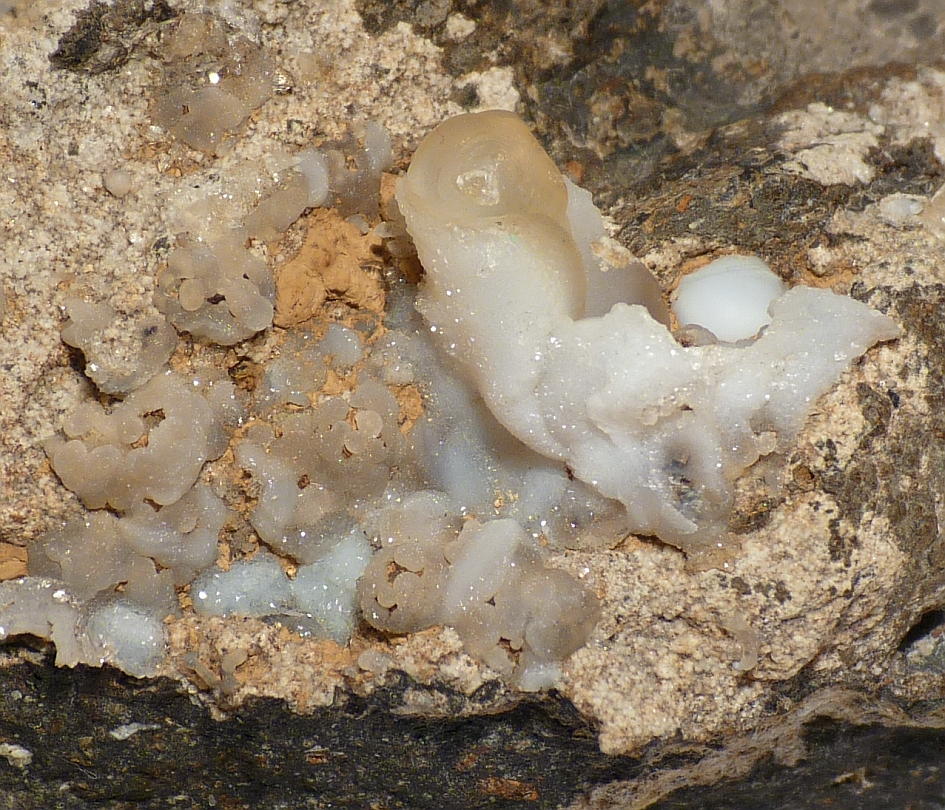
Cristobalita.
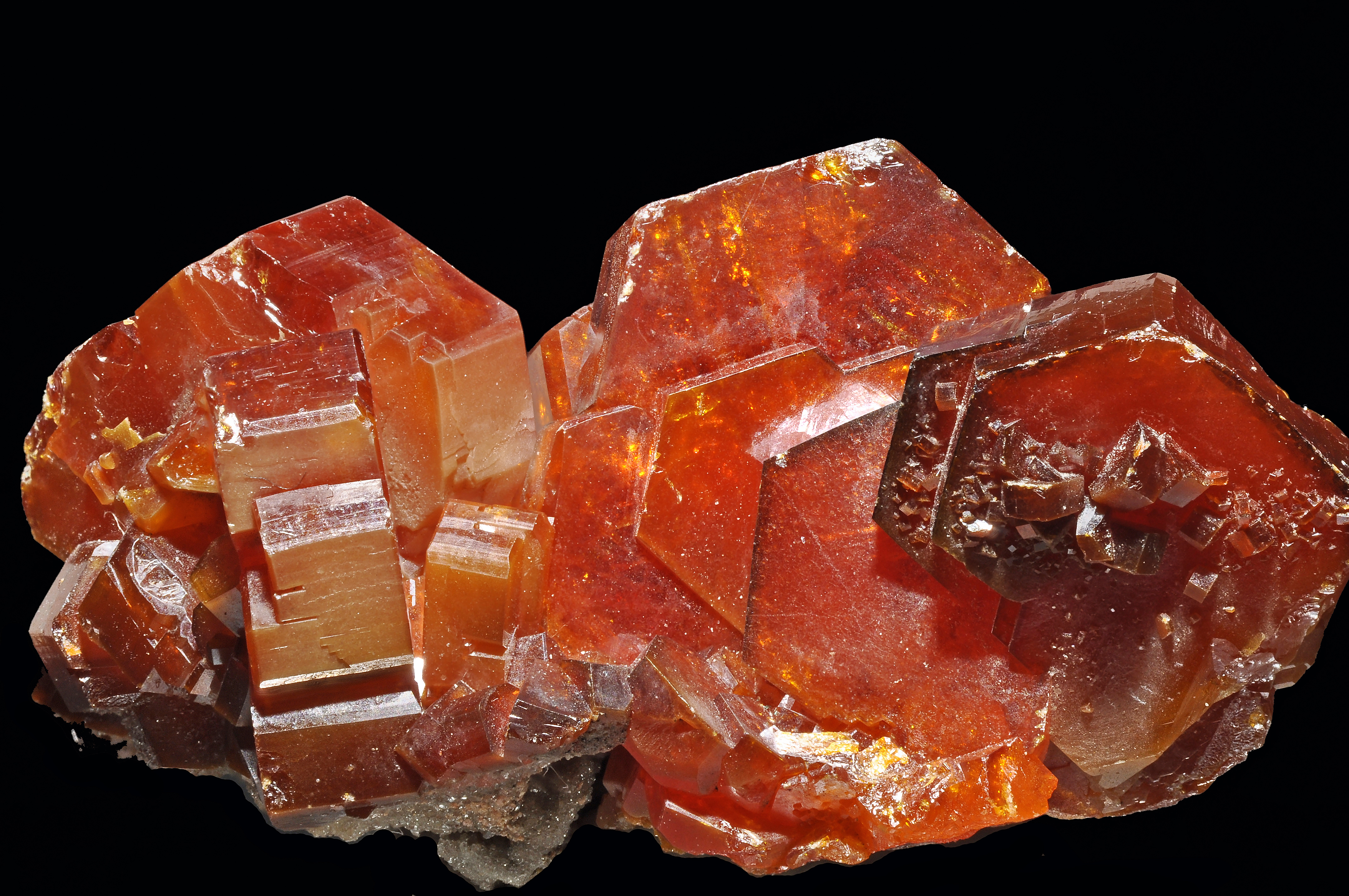
Vanadinita.

### Sismicidad

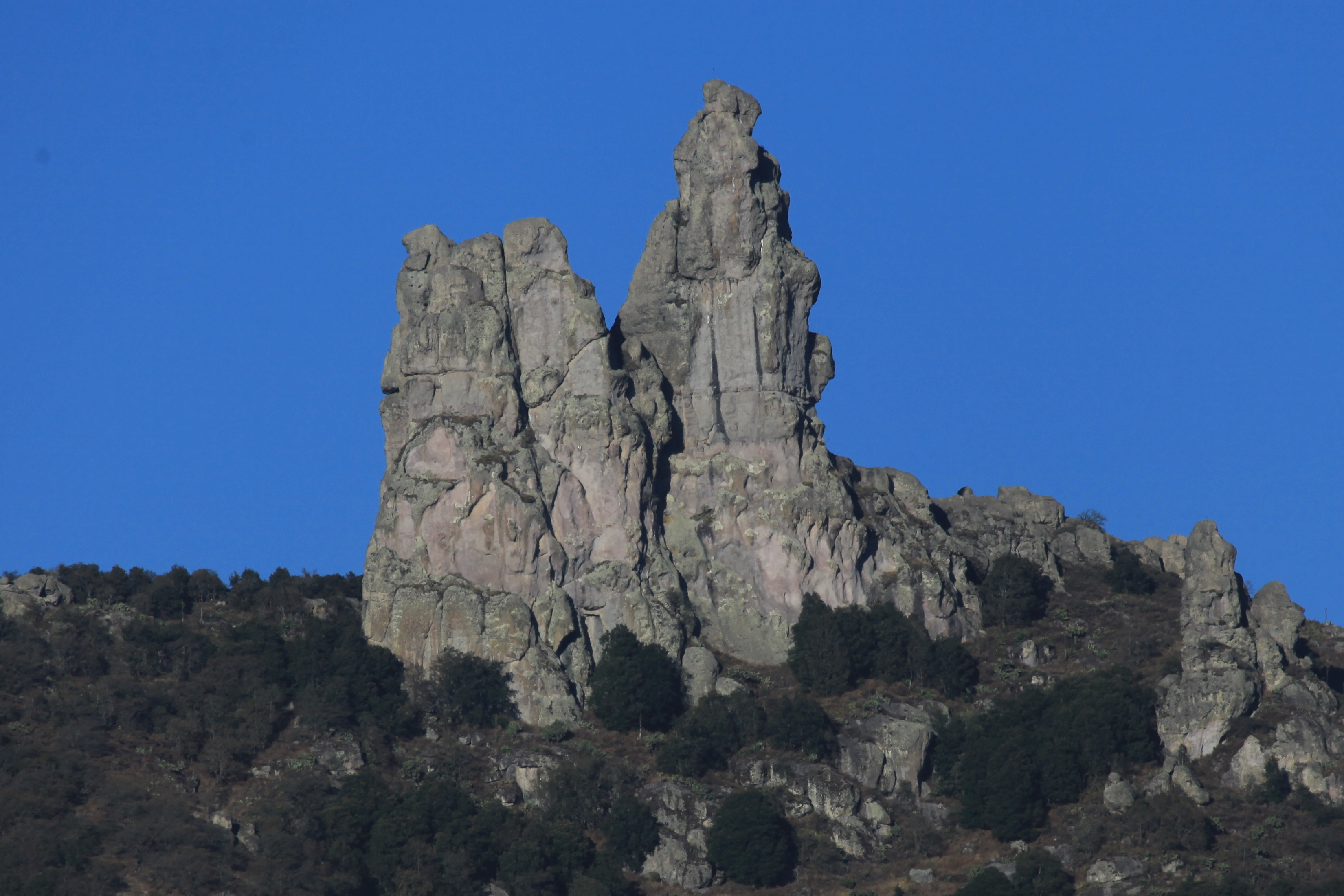
Los Frailes en el municipio de El Arenal, formaciones rocosas semejantes a figuras humanas que parecieran frailes cubiertos por sus hábitos, de ahí el nombre.

Al estar en el límite del Eje Neovolcánico y la Sierra Madre Oriental, le confiere características geológicas y tectónicas particulares, por lo que en la región existen fallas, provocando una actividad sísmica. En los municipios de San Salvador, Tasquillo, Progreso de Obregón, Actopan e Ixmiquilpan se han dado este tipo de fenómenos. La región del centro del estado es de baja sismisidad, de acuerdo con el Sistema Estatal de Protección Civil, sobre todo la región de pachuca. En los municipios de San Salvador, Tasquillo, Progreso, Actopan e Ixmiquilpan se han dado este tipo de fenómenos. La zona se encuentra enclavado en una zona con sismos poco frecuentes;  el Terremoto de México de 1985, se sintió levemente en Pachuca. El 27 de enero de 1987 se reportó un sismo de 4.1 Richter; con una profundidad de 15&nbspkm.
Del 17 al 21 de mayo de 2010 se presentaron 22 sismos en la región. El 17 de abril de 2010 se reportó un sismo de 4.1 en escala Richter; el movimiento se produjo a las 02:03 a. m. y su epicentro se ubicó 13 km al norte de la ciudad. El 18 de mayo de 2010 se registraron cinco sismos; el primero a las 00:29 a. m. con una intensidad de 4.3. El segundo a las 00:32 a. m. de 3.6 y el tercero, a las 00:36 a. m. de 3.3. El cuarto ocurrió a las 02:37 a. m. de 3.3. Y el quinto y que más se sintió en Pachuca, fue a las 11:34 p. m. de 3.2. El epicentro ocurrió a 12 km al noreste de la ciudad, con una profundidad de 3 km.
El 20 de mayo de 2010 se reportó, a las 16:11 horas, un sismo de 3.8 en escala Richter, ocurrido a 11 km al norte de la ciudad, con una réplica esa misma noche de 3.2. El 21 de mayo se registraron tres movimientos más, registrados al norte y al noroeste. El primero, a las 00:29 a. m. de 3.2, el segundo, a las 00:30 a. m. de 3.3 y el tercero, a las 8:56 a. m. de 3.1. También el terremoto de Guerrero de 2011 y los terremotos de Guerrero-Oaxaca de 2012 se sintieron levemente en la entidad. El 7 de julio de 2015 se reportó un sismo de 3.0 en escala Richter, y se suscitó a las 07:32 p. m. el Servicio Sismológico Nacional (SSN) indica que el epicentro se situó a 16 km al noroeste de Actopan en el municipio de Santiago de Anaya. El 15 de marzo de 2016 se reportó otro sismo de 3.0, a las 9:54 a. m. con epicentro a 8 km al noreste de Actopan. En 2016 se registraron 47 eventos sísmicos.
El 9 de septiembre de 2017 el SSN reportó a las 09:03 p. m. un sismo de 4.0 en escala de Richter, en el municipio de Zacualtipán de Ángeles. En 2017 el terremoto del 7 de septiembre en Chiapas y el terremoto del 19 de septiembre en Puebla se sintieron en la entidad, no hubo daños personales. Sin embargo, fueron reportadas cuarteaduras y fisuras en Pachuca, Mineral de la Reforma, Tulancingo, Mixquiahuala y Tizayuca. El 5 de diciembre de 2017 se registró un sismo a 10 kilómetros al este de Zimapán, con una profundidad de 5 kilómetros y una magnitud de 4 grados. En 2017 hubo 95 sismos, siendo de los más significativos el del Zacualtipán, el 9 de septiembre con una magnitud de 4 grados.
En 2018 la plataforma del SSN reportó que fueron registrados 39 movimientos telúricos en Hidalgo en los municipios Ixmiquilpan, Tizayuca, Huejutla, Progreso de Obregón, Actopan, Santiago Tulantepec, Ciudad Sahagún, Mixquiahuala y Tepeapulco. El sismo de mayor intensidad registrado durante 2018 en el estado ocurrió el 20 de marzo a las 16:06 horas en Actopan, con 3.9 grados en la escala de Richter. En Huejutla se registraron dos sismos; el primero el 22 de octubre de magnitud de 3.7, y el segundo el 7 de diciembre con una profundidad de 5 km con una magnitud de 3.8.
Durante los primeros seis meses de 2019 se registraron 14 temblores en Hidalgo, el movimiento de mayor intensidad tuvo como epicentro el municipio de Zimapán con 3.8 grados en la escala de Richter. El SSN registró cuatro sismos en un lapso de 48 horas, entre el 3 y 5 de abril, tres de los movimientos telúricos se dieron en Actopan, y uno más en Progreso de Obregón. El 22 de abril el SSN informó que a las 04:44 horas se registró un sismo de magnitud 3.1 grados con epicentro al suroeste de Pachuca de Soto.

## Relieve

### Provincias fisiográficas
Se encuentra entre tres provincias fisiográficas de las quince existentes en México: Sierra Madre Oriental, Eje Neovolcánico y Llanura Costera del Golfo del Norte.
- Llanura Costera del Golfo del Norte: Hidalgo se encuentra en la subprovincia "Llanuras y Lomeríos", se ubica en la parte noreste del estado, ocupa una pequeña porción que representa el 1.33 % del territorio estatal.[. 10][55] Está constituida por rocas sedimentarias clásticas de origen marino, que únicamente en la zona limítrofe con el frente este de la Sierra Madre Oriental presentan una perturbación intensa, reflejo de los esfuerzos que sufrió dicha cordillera al plegarse hacia la planicie costera.[. 12] Esta subprovincia comprende, en parte de los municipios de Huautla, San Felipe Orizatlán y Huejutla de Reyes.[. 13]

- Sierra Madre Oriental: Hidalgo se encuentra en la subprovincia "Carso Huasteco" en la parte centro, norte y noroeste de la entidad; y ocupa el 45.21 % de la superficie estatal.[55][. 10] Está constituida principalmente por rocas sedimentarias, continentales y marinas, algunas muy antiguas en función de las características litoestratigráficas y estructurales de la provincia.[. 14]

Esta subprovincia comprende completamente los municipios de Atlapexco, Calnali, Chapulhuacán, Eloxochitlán, Huazalingo, Huejutla de Reyes, Jacala de Ledezma, Jaltocán, Juárez Hidalgo, Lolotla, La Misión, Nicolás Flores, San Felipe Orizatlán, Pacula, Pisaflores, Tepehuacán de Guerrero, Tlahuiltepa, Tlanchinol, Xochiatipan y Yahualica; así como partes de los de Acatlán, Actopan, Agua Blanca de Iturbide, Atotonilco el Grande, Cardonal, Huasca de Ocampo, Huautla, Huehuetla, Ixmiquilpan, San Agustín Metzquititlán, Metztitlán, Mixquiahuala de Juárez, Molango de Escamilla, Progreso de Obregón, San Bartolo Tutotepec, San Salvador, Santiago de Anaya, Tasquillo, Tenango de Doria, Tianguistengo, Xochicoatlán, Zacualtipán de Ángeles y Zimapán.
- Eje Neovolcánico: en Hidalgo está conformado por dos subprovincias, la subprovincia "Llanuras y Sierras de Querétaro e Hidalgo" ocupa el 36.15 % del territorio, cubriendo el suroeste, centro y sur de la entidad; la subprovincia "Lagos y volcanes de Anáhuac" ocupa el 17.31 % del territorio estatal, al sur de la entidad.[55][. 10] Está constituida predominantemente por rocas volcánicas terciarias y cuaternarias (brechas, tobas y derrames riol íticos, intermedios y basálticos), de composición y textura variada.[. 16]

La subprovincia "Llanuras y Sierras de Querétaro e Hidalgo" engloba totalmente a los municipios de Tecozautla, Huichapan, Nopala de Villagrán, Chapantongo, Alfajayucan, Tepetitlán, Tezontepec de Aldama, Tlaxcoapan, Atitalaquia, Tetepango, Tlahuelilpan, Chilcuautla, El Arenal, Omitlán de Juárez, Francisco I. Madero y Metepec; además, parte de los de municipios de Zimapán, Tasquillo, Ixmiquilpan, Tula de Allende, Tepeji del Río de Ocampo, Atotonilco de Tula, Mixquiahuala de Juárez, Progreso de Obregón, San Bartolo Tutotepec, San Salvador, Actopan, Zapotlán de Juárez, San Agustín Tlaxiaca, Pachuca de Soto, Mineral del Chico, Mineral del Monte, Mineral de la Reforma, Epazoyucan, Zempoala, Huasca de Ocampo, Atotonilco el Grande, Acatlán, Tulancingo de Bravo, Acaxochitlán, Santiago Tulantepec de Lugo Guerrero, Cuautepec de Hinojosa, Tenango de Doria, Agua Blanca de Iturbide, San Agustín Metzquititlán, Zacualtipán de Ángeles, Metztitlán, Molango de Escamilla, Tianguistengo, Xochicoatlán, Tolcayuca, Ajacuba, Cardonal, Santiago de Anaya y Singuilucan.
La subprovincia "Lagos y volcanes de Anáhuac" completamente los municipios de Tizayuca, Villa de Tezontepec, Tlanalapa, Tepeapulco, municipio de Emiliano Zapata, Apan y Almoloya; y parte de los de San Agustín Tlaxiaca, Mineral del Chico, Tolcayuca, Zapotlán de Juárez, Zempoala, Epazoyucan, Mineral de la Reforma, Singuilucan, Cuautepec de Hinojosa, Santiago Tulantepec de Lugo Guerrero, Tulancingo de Bravo, Acaxochitlán, Ajacuba, Atotonilco de Tula, Tepeji del Río de Ocampo, y Tula de Allende.

### Fisiografía

#### Llanura Costera del Golfo del Norte

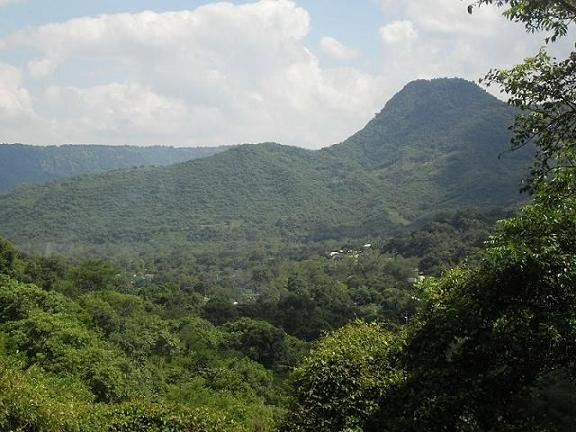
Sierra Huasteca o Sierra de Huejutla, en la parte norte del estado.

En la parte noreste del estado la Llanura Costera del Golfo Norte proporciona un suelo bajo y plano, donde se encuentra la altitud más baja del estado el río Tecoluco con elevaciones que rondan entre los 100 m s. n. m., localizado en el municipio de Huejutla de Reyes. Junto con la parte más plana y baja de la Sierra Madre Oriental conforman la denominada Sierra Huasteca; ha esta sección ubicada en Hidalgo, también se le ha llegado a denominar Sierra de Huejutla. Su altitud nunca excede de 800 m s. n. m. (metros sobre el nivel del mar), y se encuentra muy cerca de la costa del Golfo de México. Esta región está integrada por los municipios de Atlapexco, Huautla, Huazalingo, Huejutla de Reyes, Jaltocán, San Felipe Orizatlán, Xochiatipan y Yahualica; y parte de los municipios de Calnali y Tlanchinol.

#### Sierra Madre Oriental

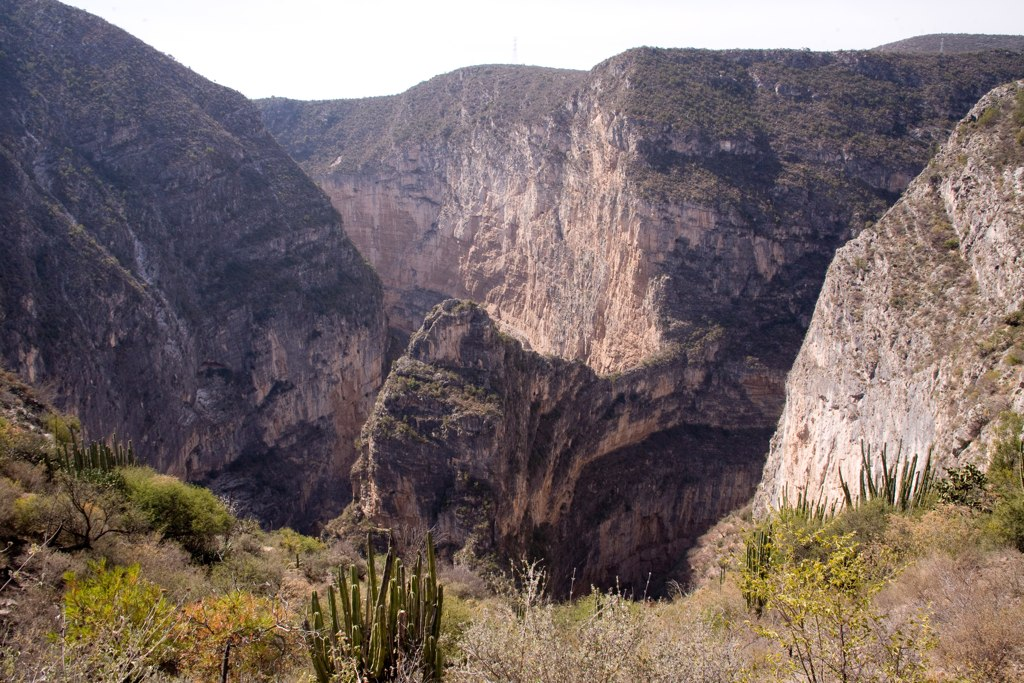
Cañón del Infiernillo formado por el río Moctezuma al noroeste del estado.

La Sierra Madre Oriental atraviesa el territorio por el centro,  con dirección sureste-noroeste; formando tres principales ramificaciones o estribaciones de cadenas de montañas conforman la región serrana. La primera al noroeste entre los municipios de Zimapán y Jacala de Ledezma. La segunda cadena montañosa se inicia en Tulancingo y se une al núcleo central en el cerro de Agua Fría en Eloxochitlán. La tercera se sitúa desde Mineral del Monte hacia Pachuca de Soto y continúa hacia el noroeste por Actopan y Cardonal. Todas estas ramificaciones toman distintos nombres locales como los de sierras de Zimapán, Jacala, Zacualtipán, Pachuca.
Al noroeste se encuentran la Sierra de Zimapán, sus cumbres más elevadas se localizan al norte del municipio de Zimapán y exceden los 2000 m s. n. m. También al noroeste se encuentra la Sierra de Jacala con elevaciones menores a los 2000 m s. n. m.; en ella dominan rocas calizas, que al ser disueltas por el agua originan rasgos de carso, como las dolinas ubicadas al sur de Jacala, o la de Cuesta Colorada, que tiene unos 4 km de largo, alrededor de 1 km de ancho y aproximadamente 150 m de profundidad. El Cañón de Infiernillo formado por el río Moctezuma, atraviesa esta región; el cañón que se va haciendo estrecho conforme se avanza, hasta alcanzar alrededor de 900 metros de altura, y entre 40 a 100 metros de ancho. También se encuentran barrancas como la de San Vicente-Los Mármoles.
Al noreste se ubica la Sierra de Zacualtipán, se caracteriza por presentar un relieve accidentado con pendientes mayores a 45 %, y la altitud varía de 1900 a 2200 m s. n. m. También al noreste se encuentran cinco grandes barrancas orientadas de sur a norte que reciben los nombres del río que las cruza; estas son las barrancas de Amajac, Metztitlán, Almolón, Metzquititlán y Tolantongo. Al este del territorio en la región de la sierra integrada por los municipios de Acaxochitlán, Agua Blanca de Iturbide, Huehuetla, San Bartolo Tutotepec y Tenango de Doria; se le denomina de varias formas: Sierra de Tenango, Sierra de Tutotepec, o Sierra de Huehuetla; algunas cartas geográficas la nombran como parte de la Sierra Norte de Puebla o de la Sierra de Huayacocotla.

Relieve del estado de Hidalgo.
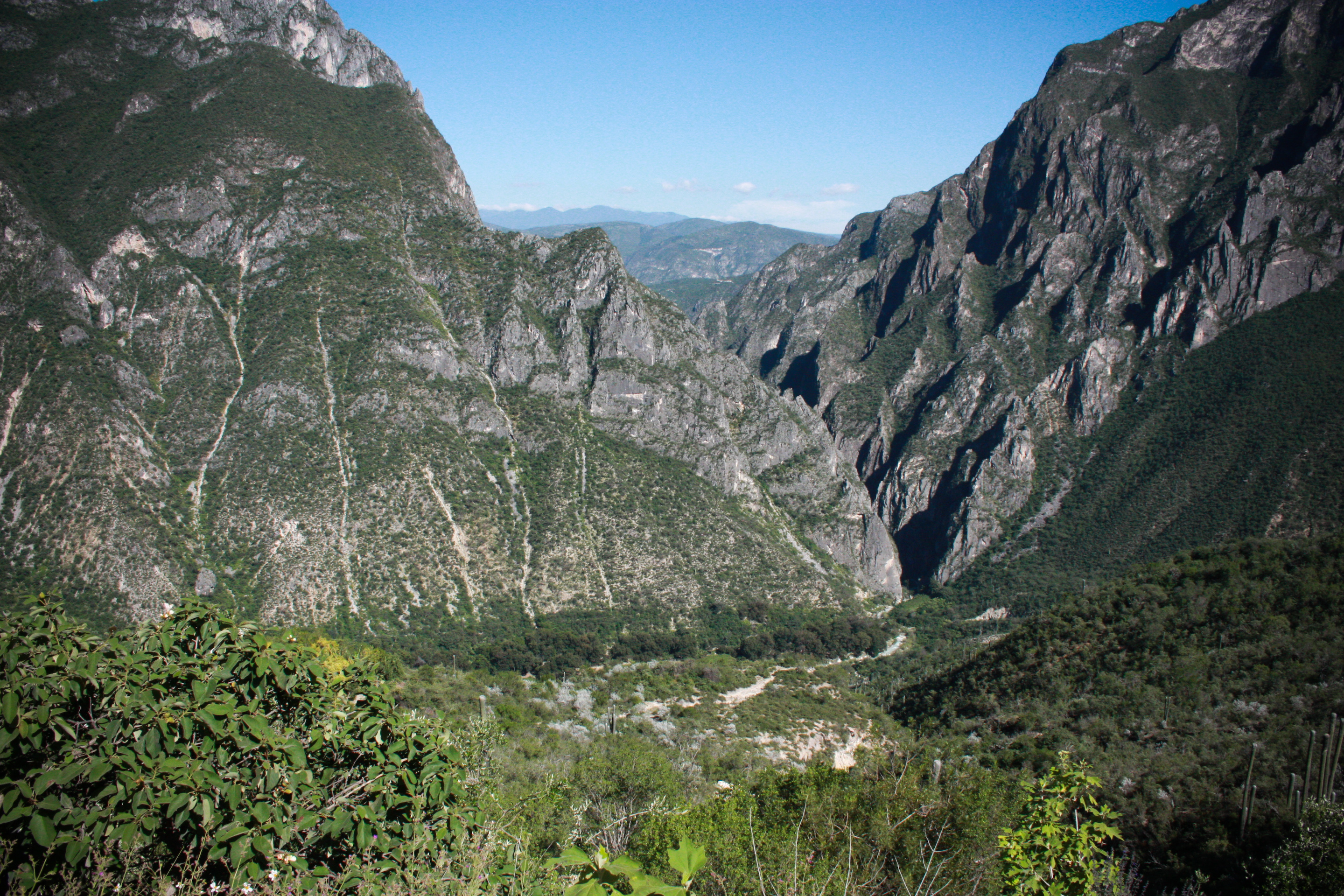
Barranca de Tolantongo al centro del estado.
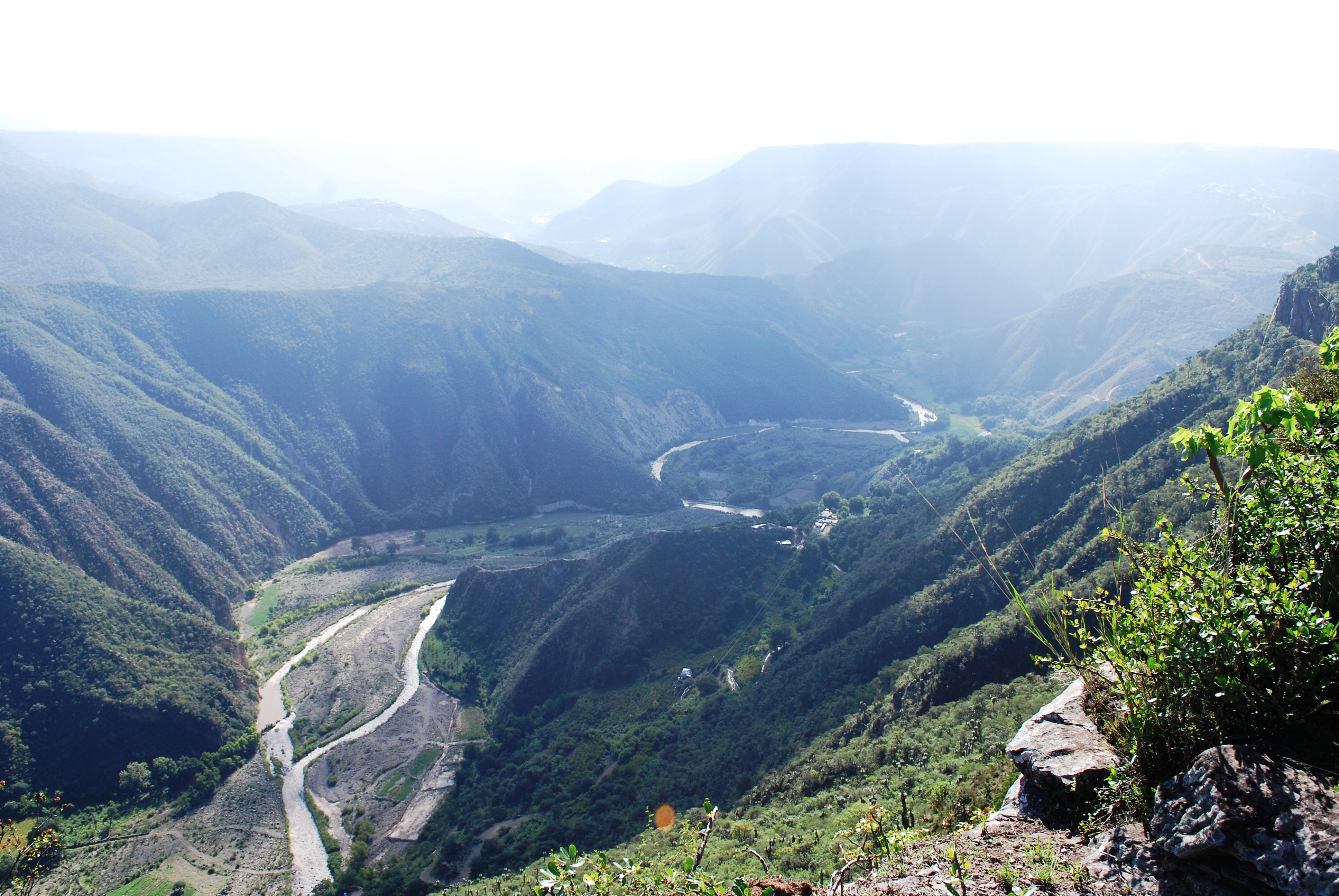
Barranca de Metztitlán al oriente del estado.
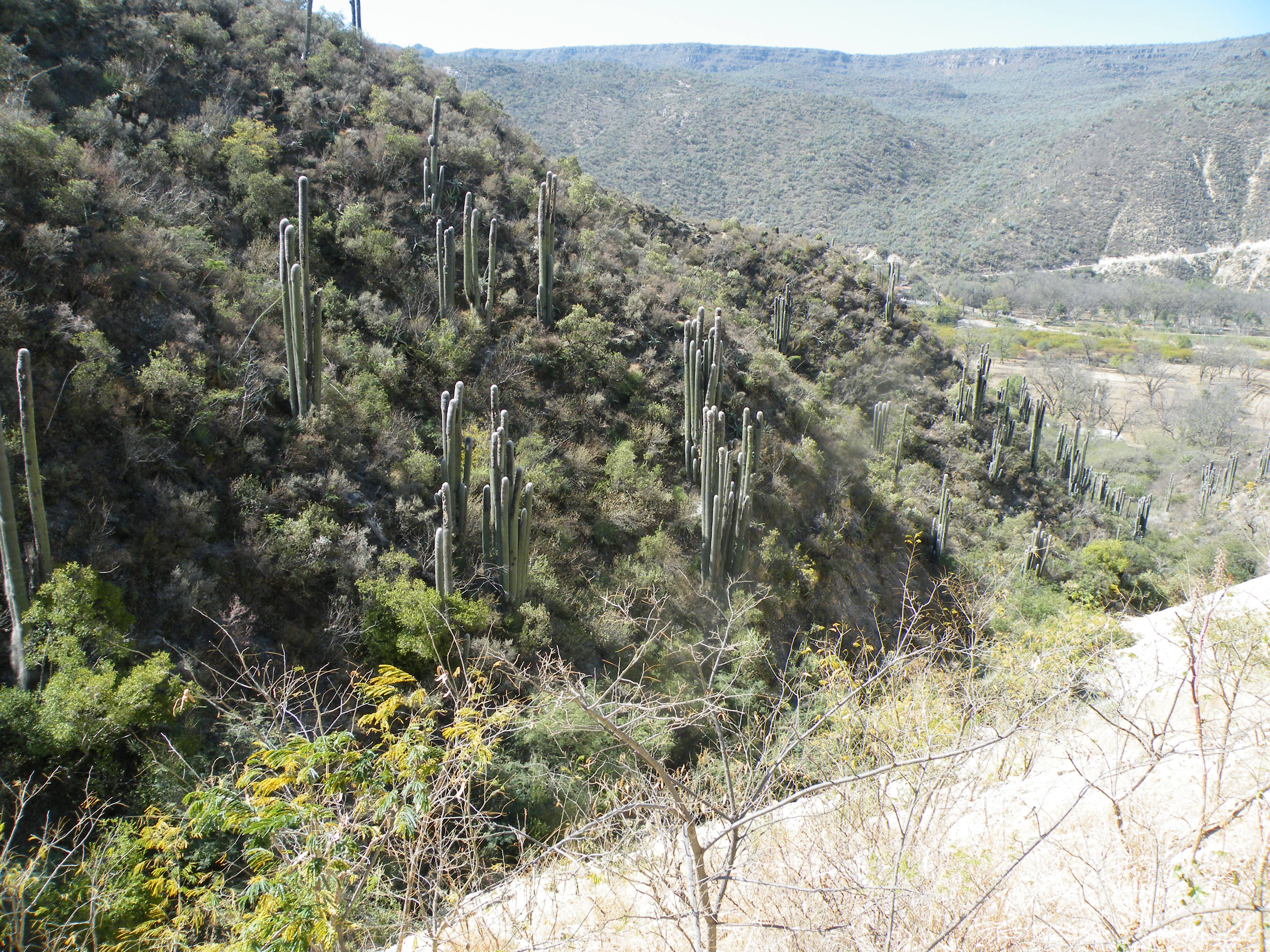
Barranca de Metzquititlán al este del estado.
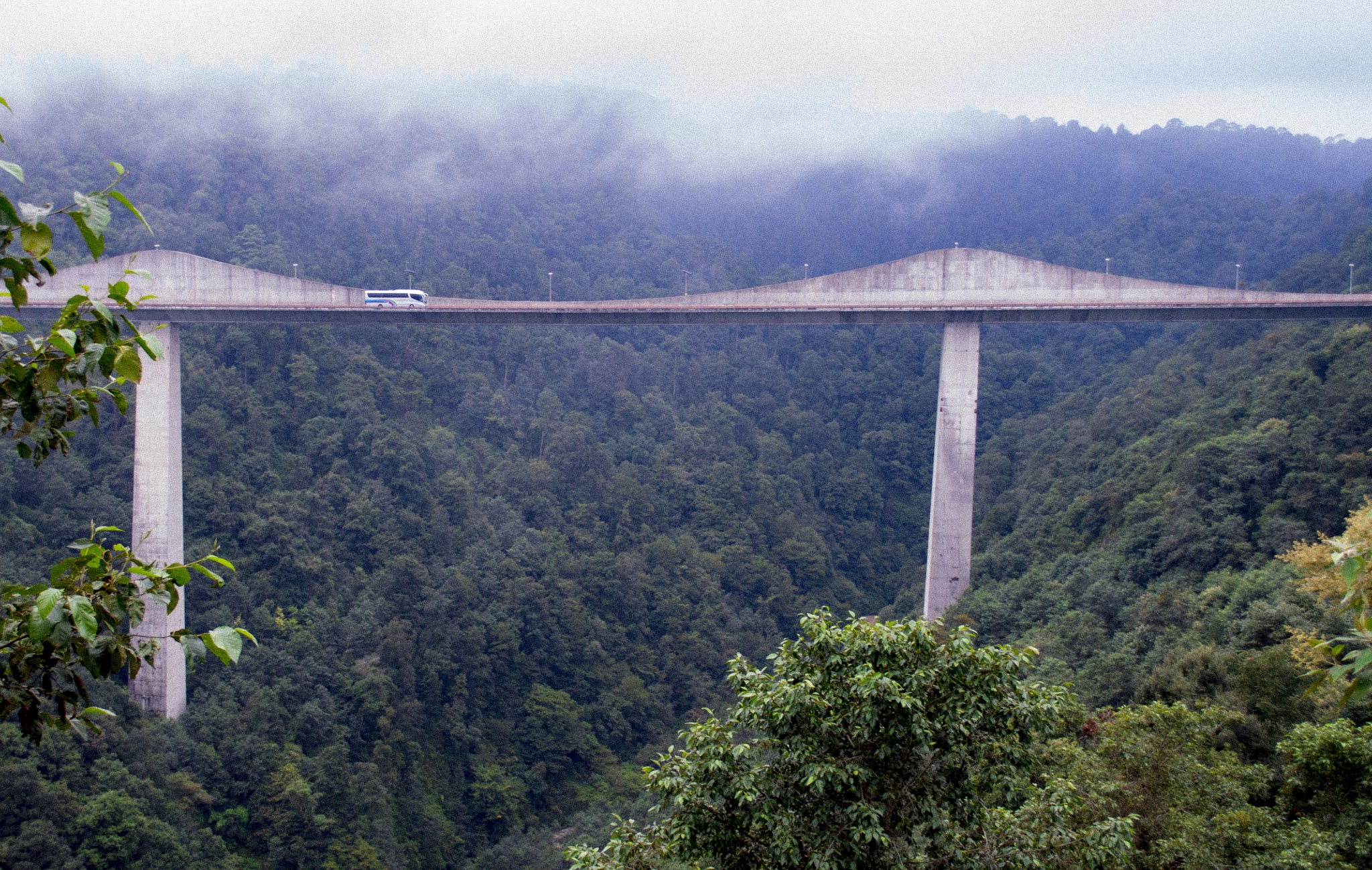
Sierra Norte de Puebla al este del estado.
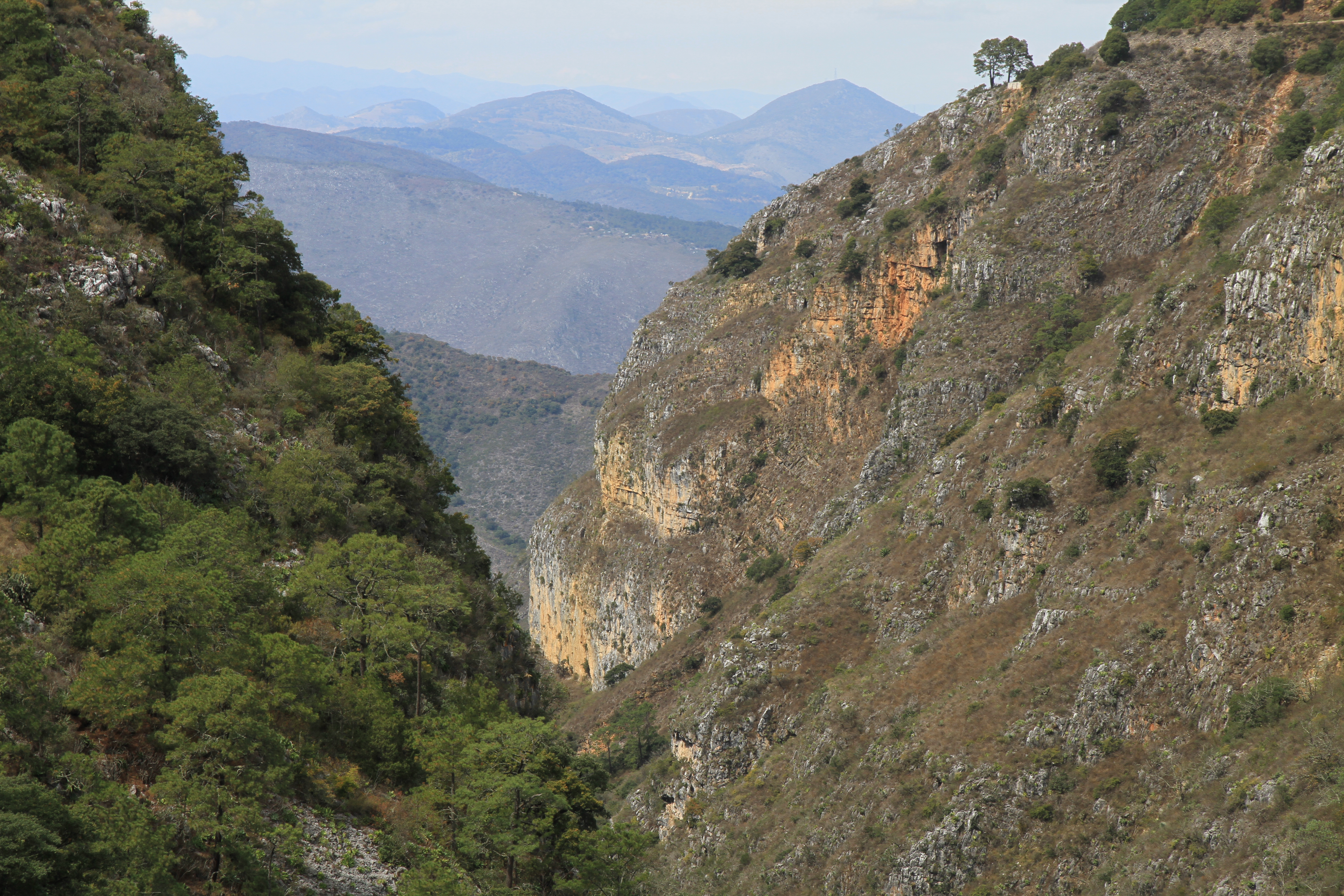
Barranca San Vicente-Los Mármoles al noroeste del estado.
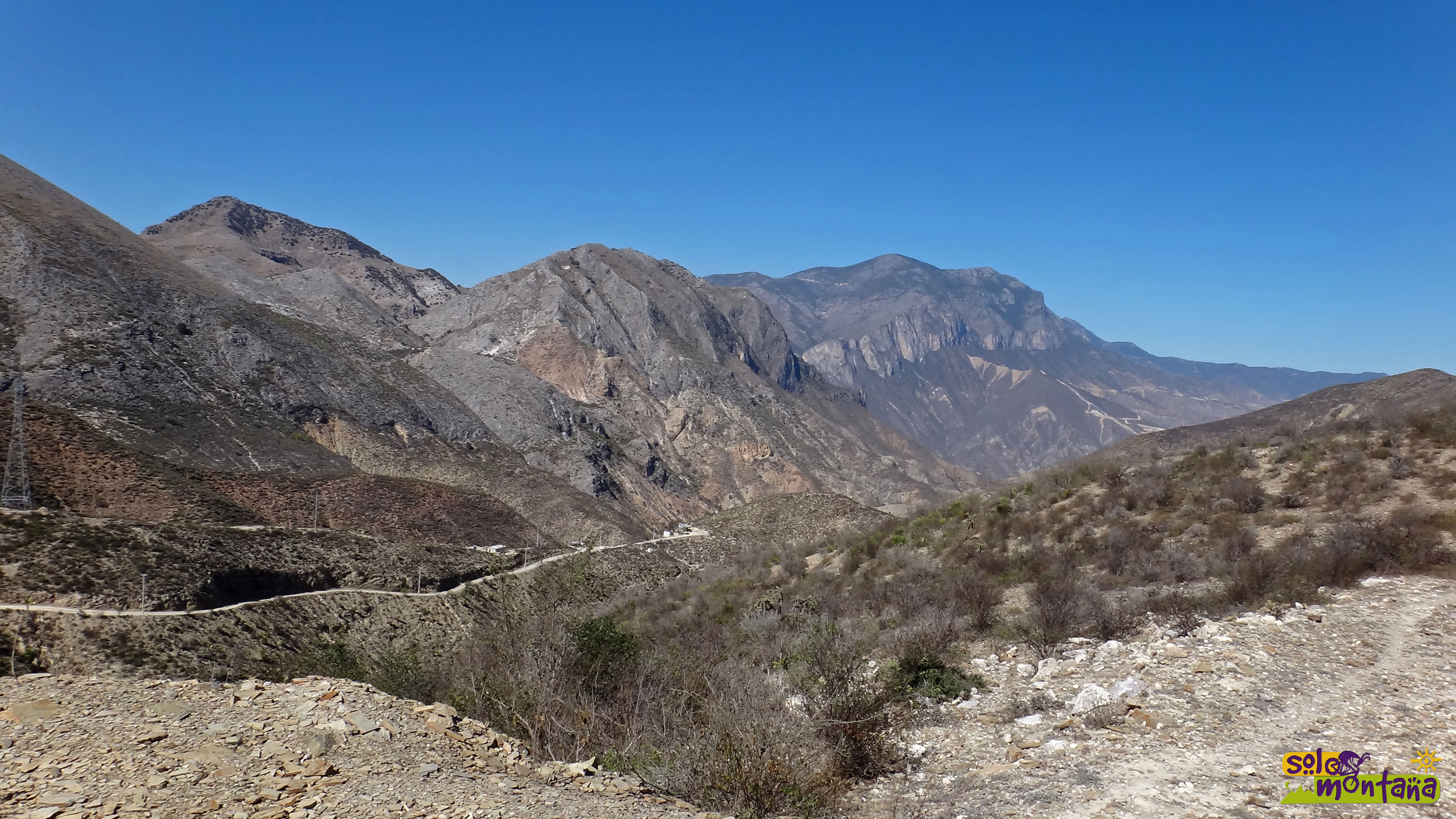
Sierra de Zimapán al noroeste del estado.
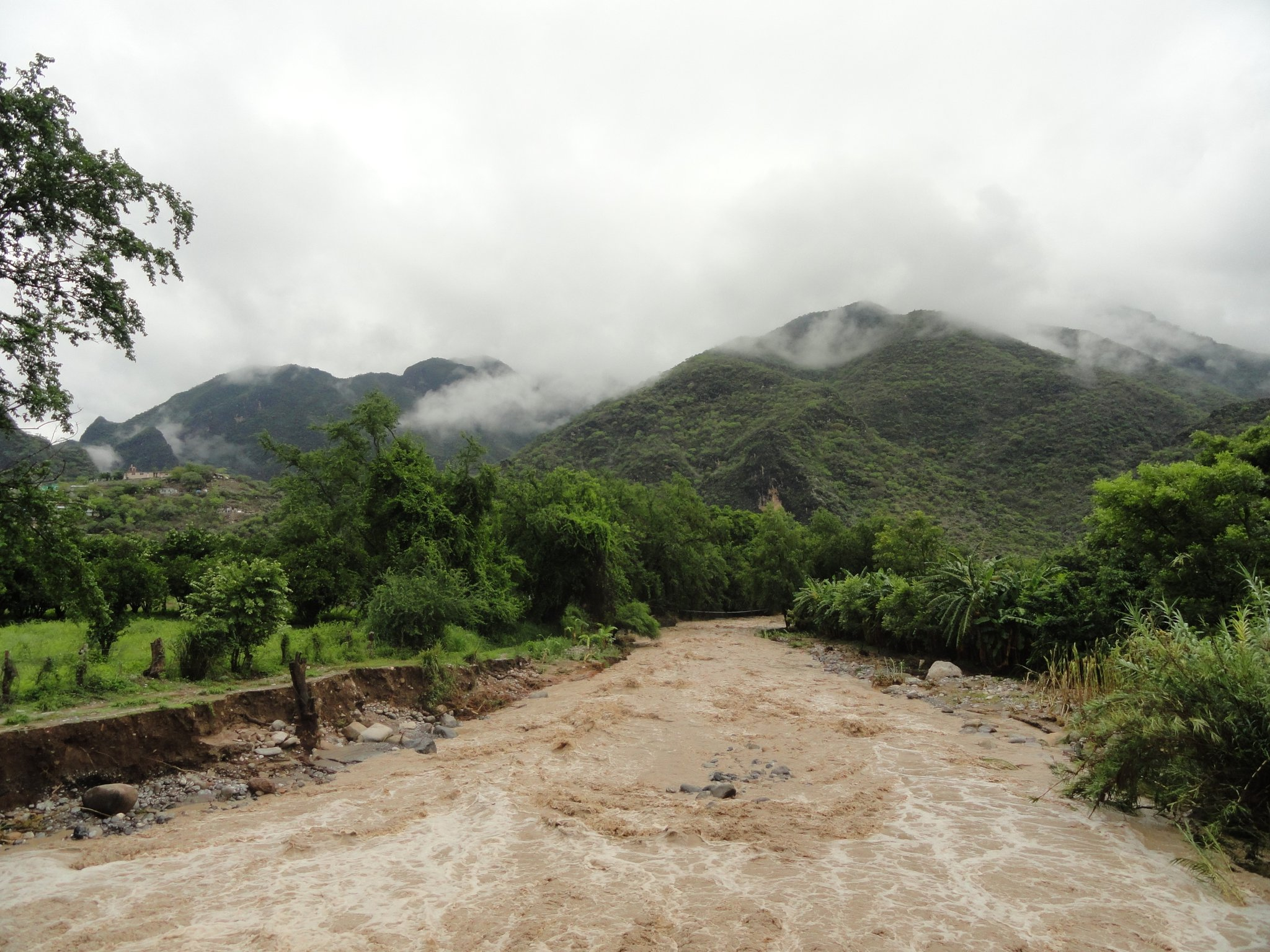
Sierra de Jacala al noroeste del estado.
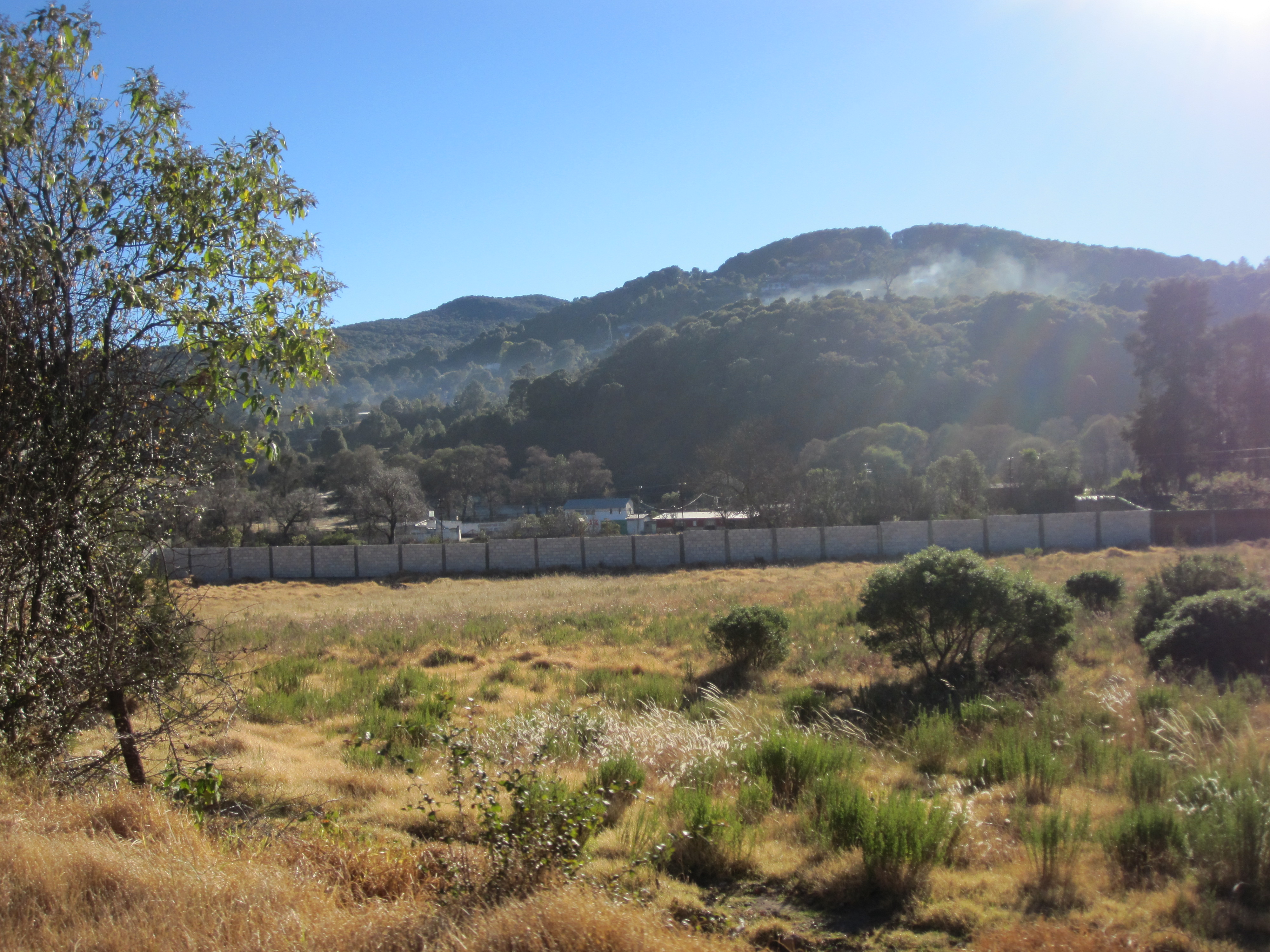
Sierra de Zacualtipan al este del estado.

#### Eje Neovolcánico

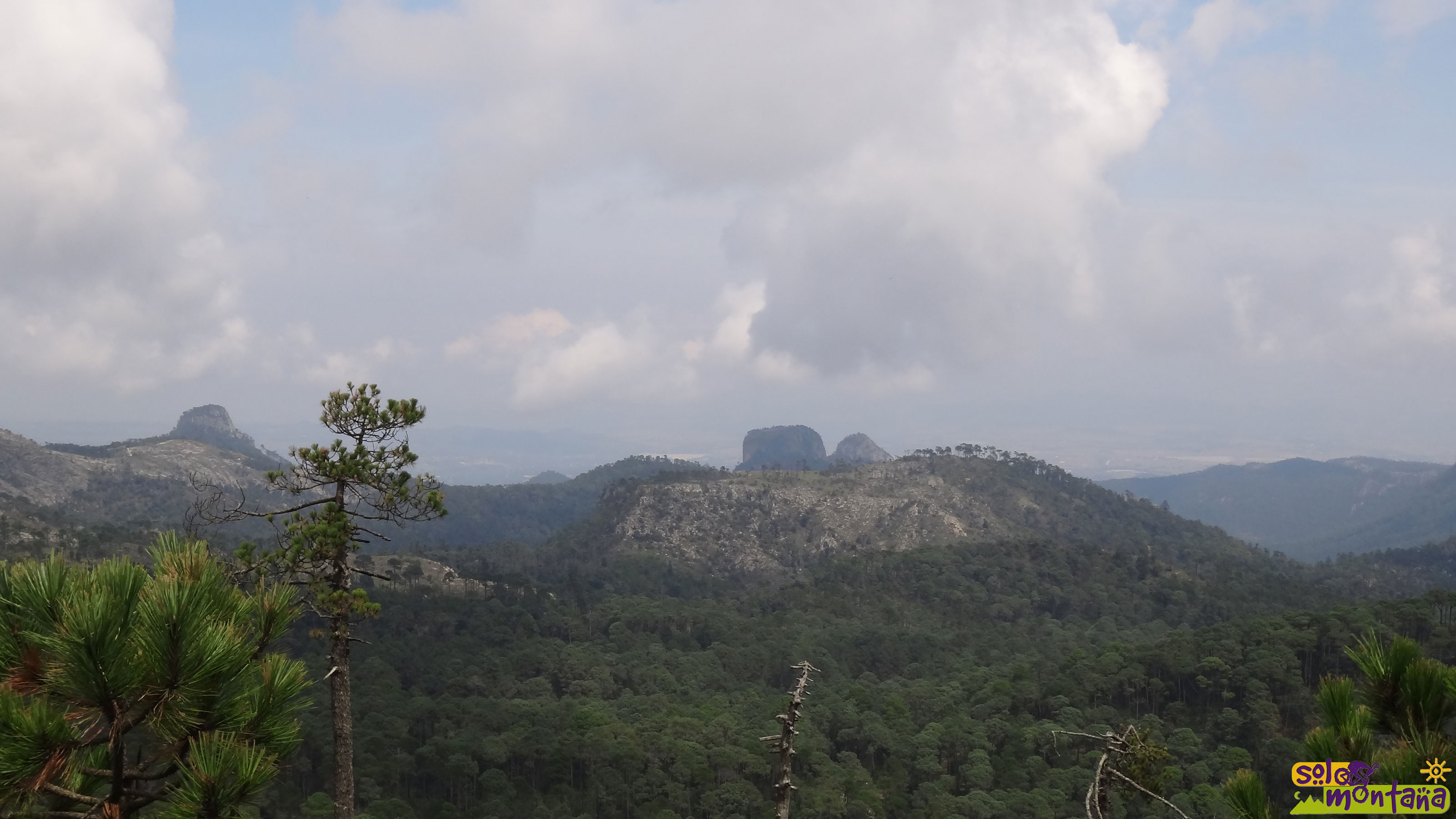
Sierra de las Navajas al centro oriente.

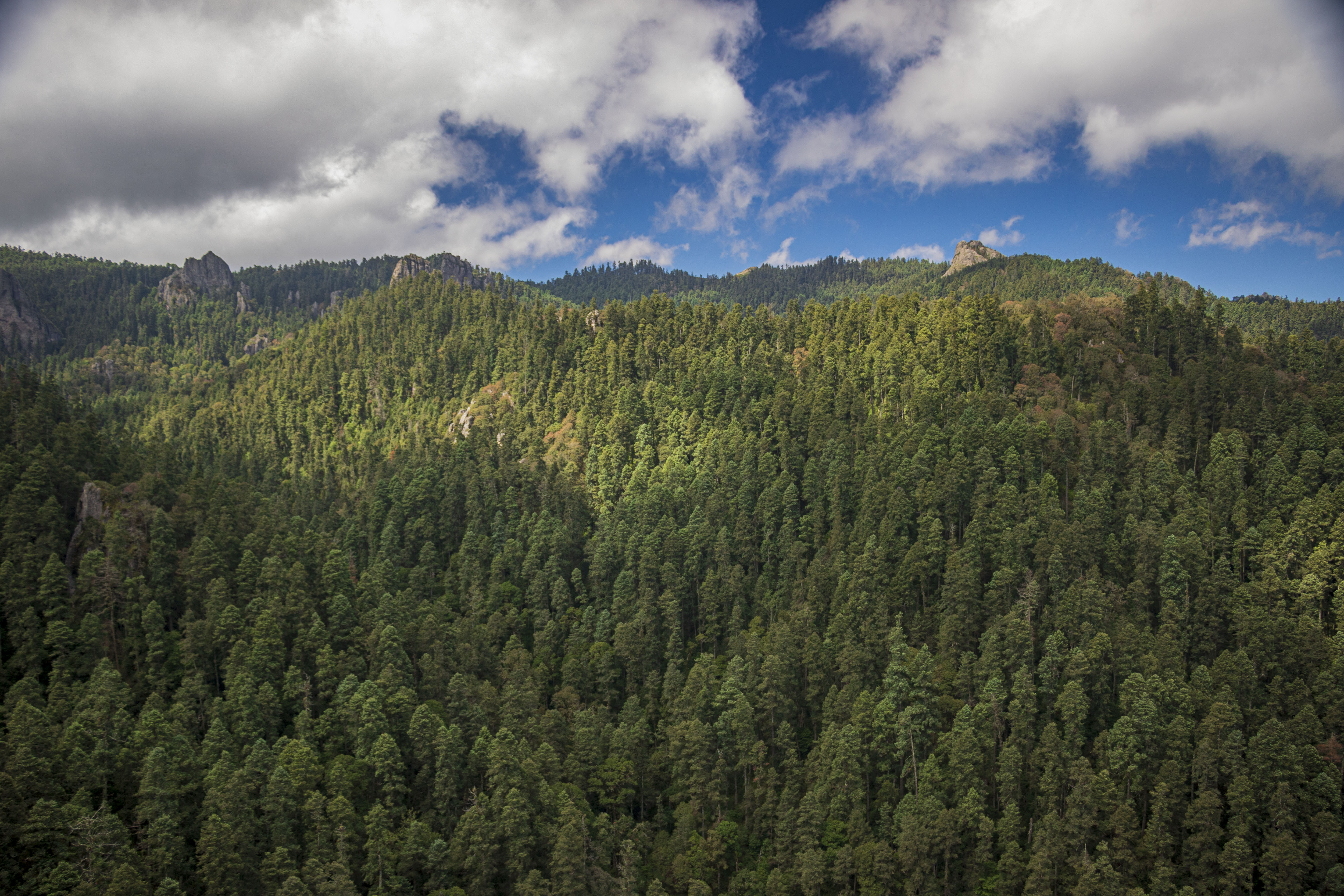
Sierra de Pachuca al centro.

La provincia del Eje Neovolcánico en Hidalgo está conformada por los picos más altos de la entidad, con alturas por encima de los 3000 m s. n. m. Al centro se encuentra la Sierra de Pachuca, comprende los municipios de Pachuca de Soto, Mineral del Monte, Mineral del Chico, Omitlán de Juárez. Desde Real del Monte hacia el noroeste, se prolonga unos 20 km hasta el cañón forjado por el río Los Driegos, desde este punto continúa bajo el nombre de Sierra de Actopan; y desde Real del Monte al sureste continua unos 20 km hasta la Sierra de las Navajas.
Al centro con dirección noroeste se encuentra la Sierra de Actopan recorre desde el cañón forjado por el río Los Driegos unos 45 km, donde desaparece cerca de Cardonal, recorre los municipios de El Arenal, Actopan, Santiago de Anaya, llegando hasta Cardonal. La Sierra de Juárez, que debe su nombre al Cerro Juárez en Zimapán; se extiende desde Santuario Mapethé hasta el puerto Xhitá, atravesando los municipios de Cardonal, Ixmiquilpan y Zimapán; en dirección norte-oeste. Las sierras de Pachuca, Navajas, Actopan y Juárez,  sirven como frontera entre el Eje Neovolcánico y la Sierra Madre Oriental.
Al centro con dirección sureste, se encuentra la Sierra de las Navajas también denomina con el nombre de Sierra de Singuilucan. Comienza, puede decirse, desde el cerro del Águila ubicado al este del municipio de Mineral del Monte, recorriendo los municipios de Huasca de Ocampo, Acatlán, Epazoyucan, Singuilucan, Tulancingo de Bravo y Santiago Tulantepec de Lugo Guerrero. En a región de Tulancingo es una de las mayores concentraciones de estructuras volcánicas. La Caldera de Tulancingo, tiene 32 km de diámetro y se originó en el plioceno, ubicada entre Tulancingo de Bravo y Cuautepec de Hinojosa; la Caldera de Acoculco es una depresión de unos 18 km, y es del pleistoceno ubicada en su mayor parte en Cuautepec de Hinojosa en los límites del estado de Hidalgo y Puebla.
El Valle de Tulancingo se localiza al sureste del territorio hidalguense, es un gran valle que se extiende desde la Sierra Norte de Puebla, con rumbo noroeste a sureste hasta la Sierra de Pachuca. Al norte sus límites son la Barranca de Metztitlán y al sur la Sierra de las Navajas. Al sureste se encuentra la Sierra de Tepozan, en esta sierra se encuentra, el Cerro la Peñuela en el municipio de Almoloya; la mayor elevación del estado con 3380 m s. n. m. Los llanos de Apan se encuentra formada por un conjunto de planicie y altiplanicies localizadas al sur del territorio. Estas altiplanicies se encuentran delimitadas al este por la Sierra de Tepozan; y al norte por la Sierra de las Navajas. Al centro la Sierra de Apan, separa las llanuras aluviales y subcuencas de Tecocomulco y Apan, de la llanura de Tochac.
La Caldera de Chichicuautla, se formó hace aproximadamente 10 millones de años, tiene una forma de semi-herradura abierta hacia el norte, la cual se asocia con una serie de estructuras volcánicas dómicas hacia su porción sur. La Sierra de Chichicuautla corre de norte a sur, y separa las llanuras donde se encuentran los poblados de Singuilucan y Zempoala de las lagunas de Tecocomulco y Apan. La Sierra de los Pitos separa los Llanos de Apan del Valle de Pachuca-Tizayuca. La Sierra de Tezontlalpan también denominada Sierra de Tolcayuca, se localiza al sur del territorio, abarca parte de los municipios de Pachuca de Soto, San Agustín Tlaxiaca, Tolcayuca y Zapotlán de Juárez; y sirve como frontera entre las valles y llanos del Valle del Mezquital y el Valle de Pachuca-Tizayuca.
Al sur, suroeste, oeste se encuentra el Valle del Mezquital, donde dominan los valles, llanuras y lomeríos; principalmente los valles de Actopan, Ixmiquilpan, y Tasquillo; y los llanos de Tula, y Alfajayucan. Estos son interrumpidos por sierras volcánicas aisladas, como las serranías de San Miguel de la Cal y la de El Mexe-Chicavasco. La Sierra de Xinthé se extiende desde Ixmiquilpan, Chilcuautla, Mixquiahuala de Juárez, Tezontepec de Aldama, Tepetitlán y Tula de Allende; por el que queda separada del llano de Tula del llano de Alfajayucan, ambos de características análogas, por lomeríos y sierritas volcánicas. También se encuentra la Caldera de Huichapan, una gran depresión ubicada entre los municipios de Nopala de Villagrán, Huichapan, Alfajayucan y Chapantongo. Cuya estructura aproximadamente subcircular es de 8.5 km de diámetro, se formó por la erupción de varios flujos de ignimbritas hace aproximadamente 4.2 Ma.

Relieve del estado de Hidalgo.
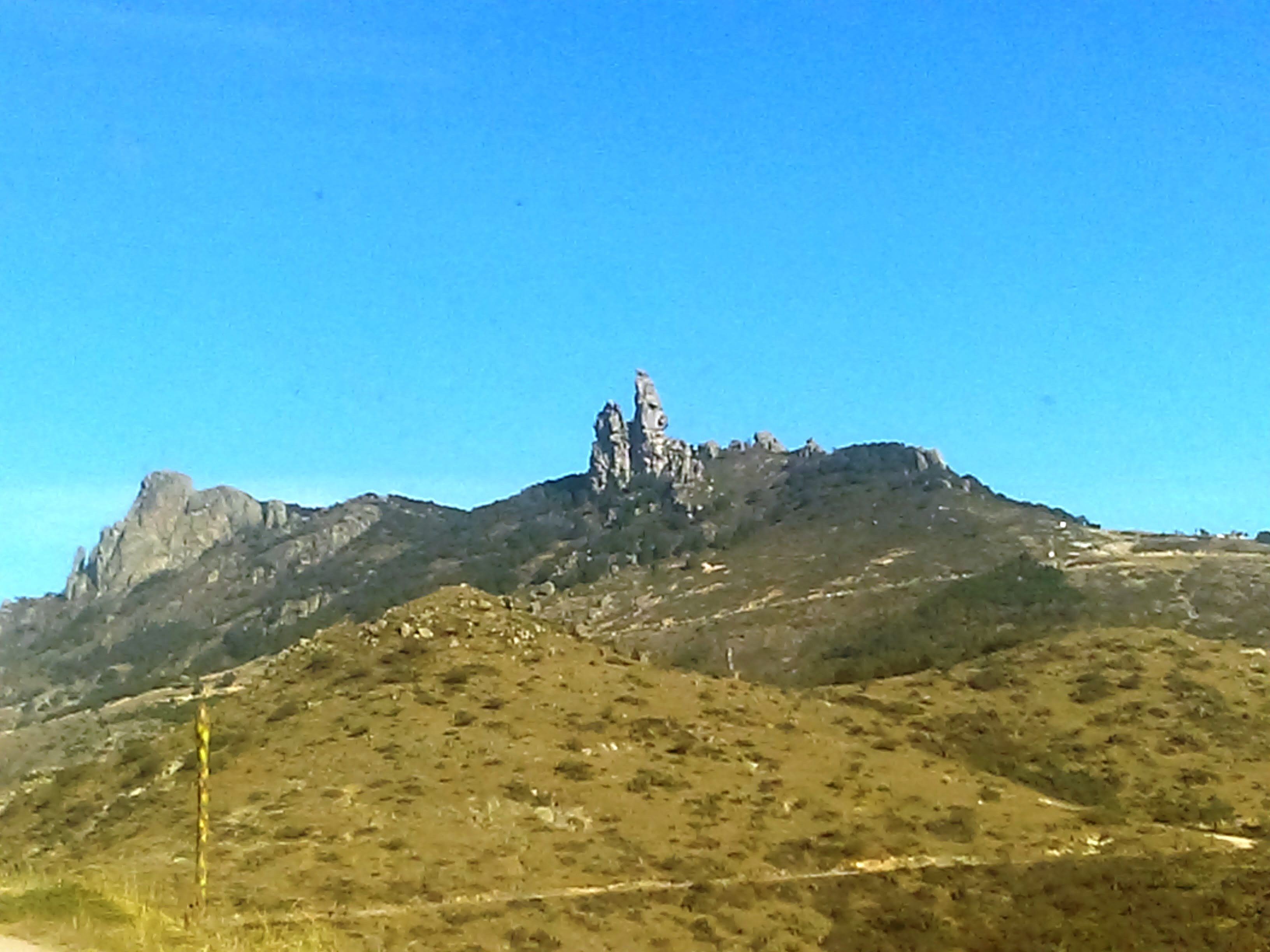
Sierra de Actopan Al centro del estado.
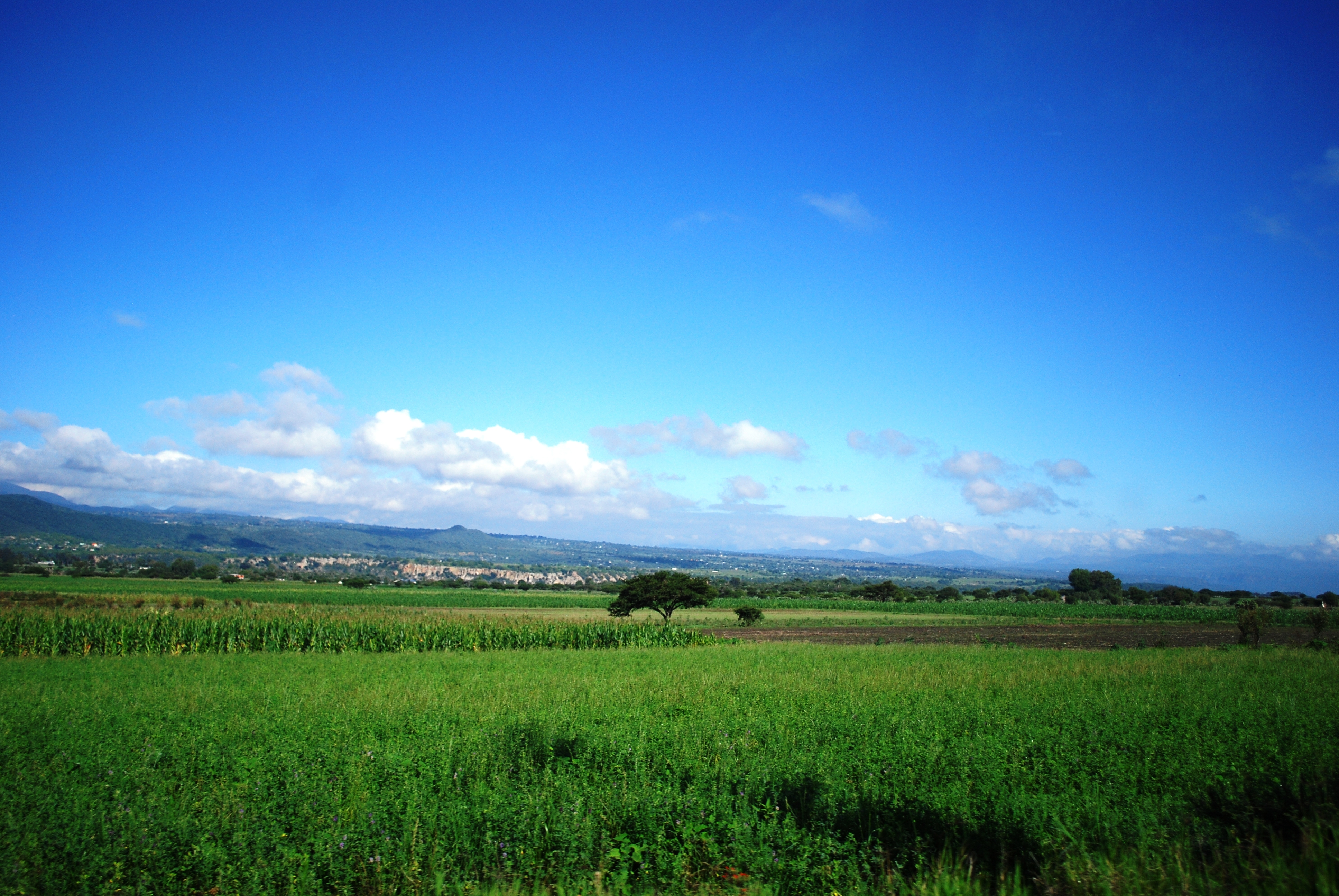
Valle de Tulancingo al sureste del estado.
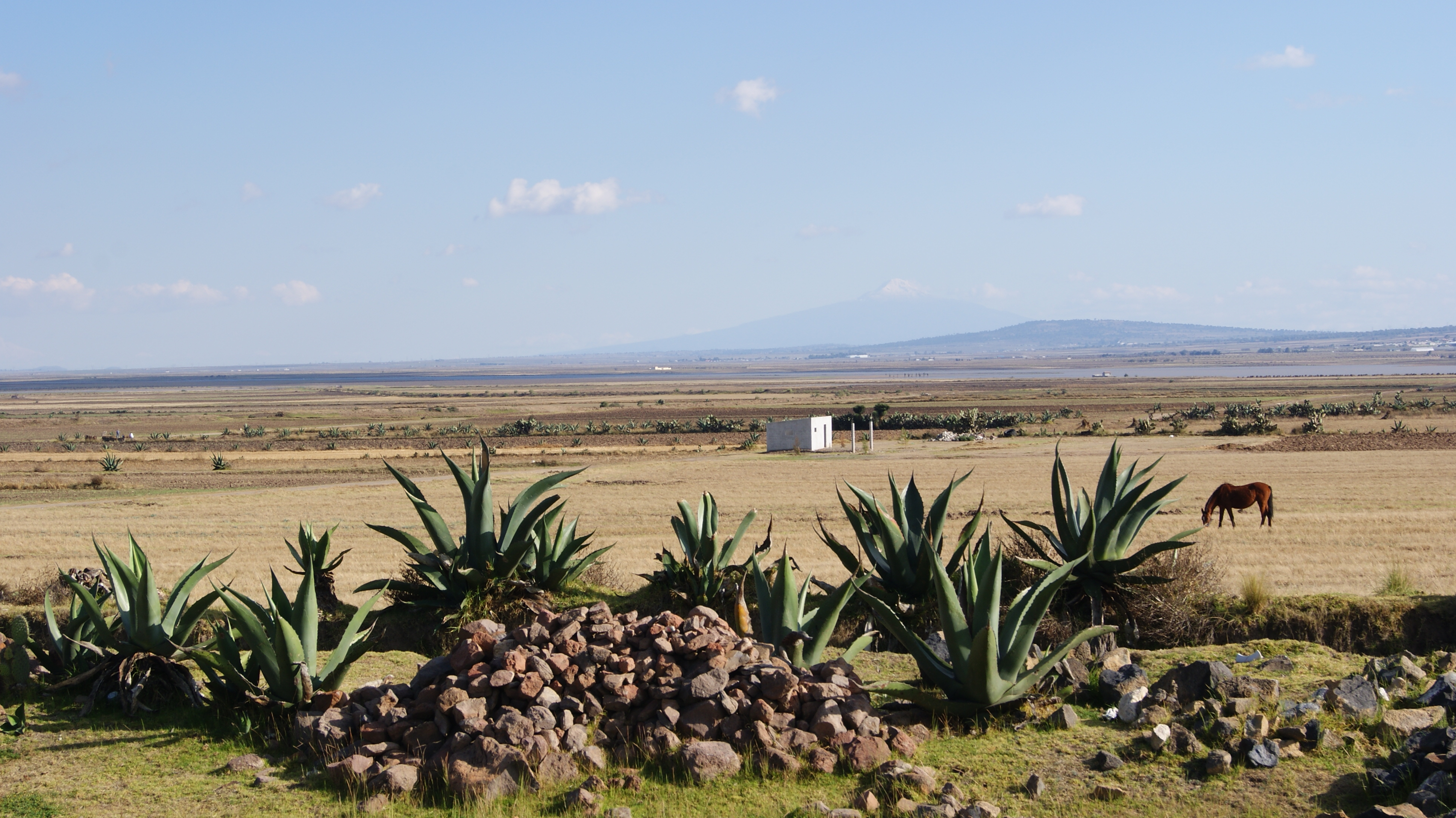
Valle de Apan al sur del estado.
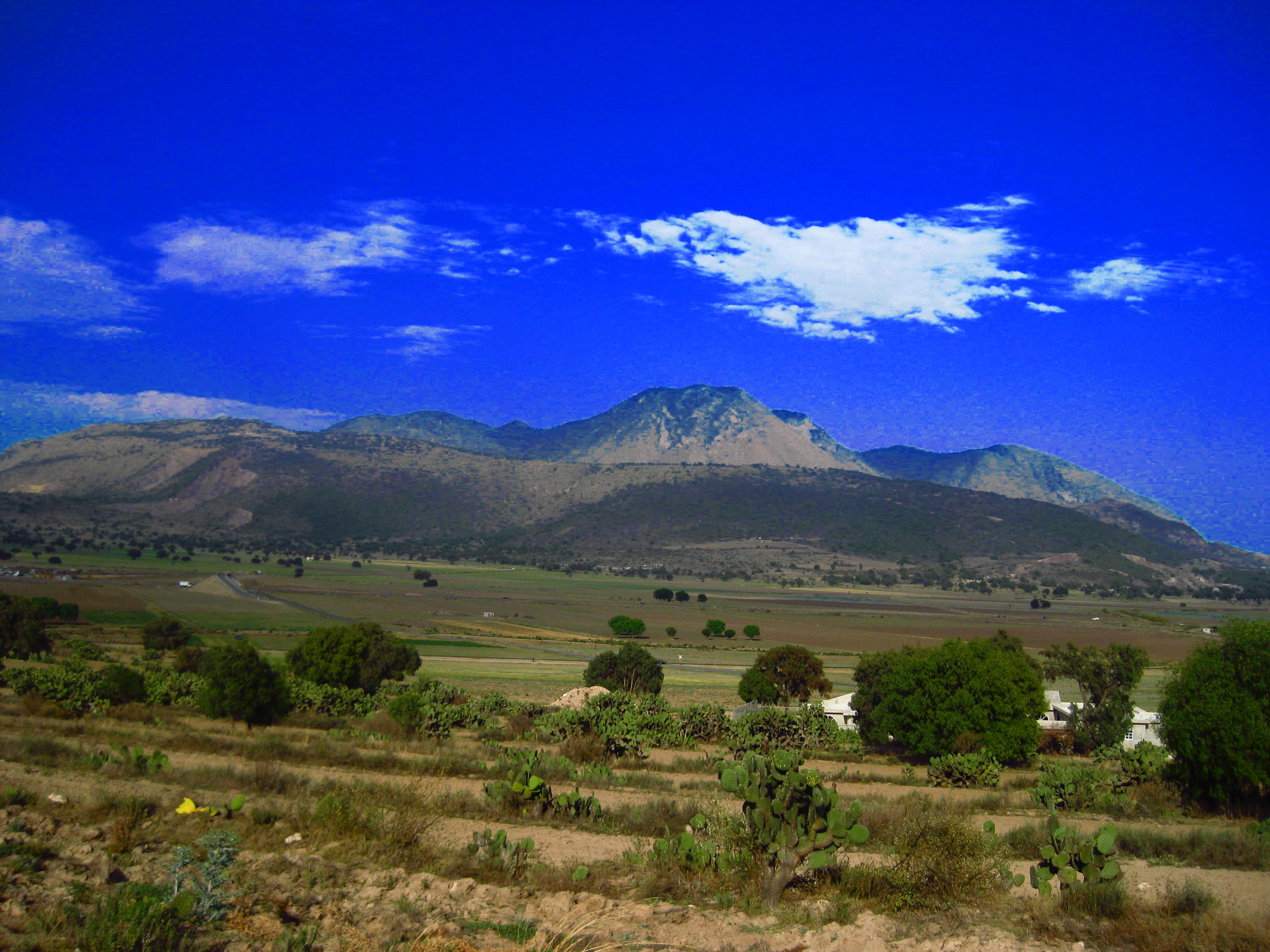
Sierra de Chichicuautla al sur del estado.
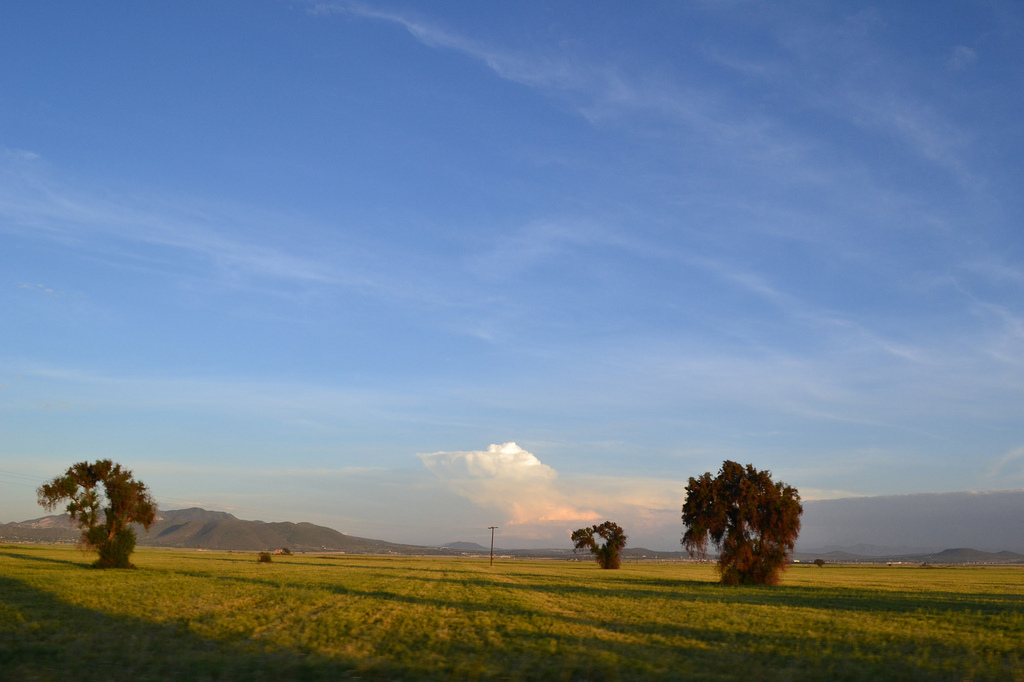
Valle de Pachuca-Tizayuca al sur del estado.
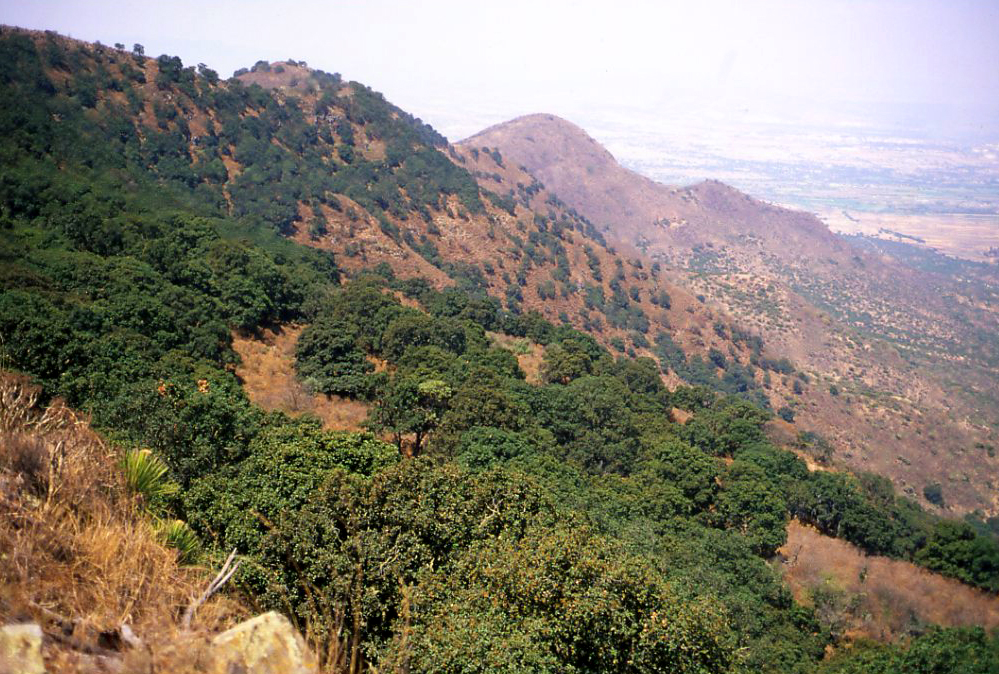
Sierra de Tezontlalpan al sur del estado.
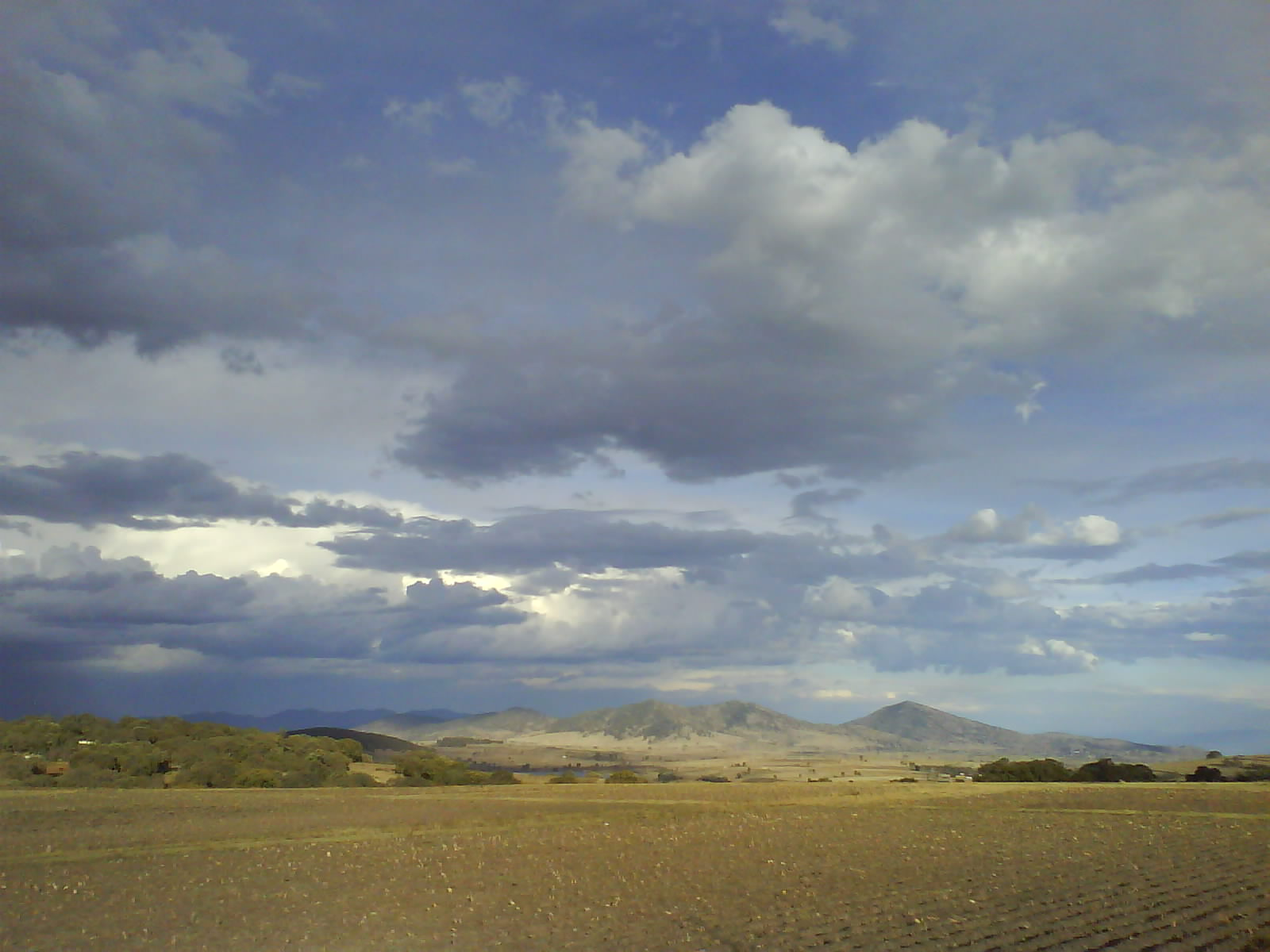
Llanos de Tula al suroeste del estado.
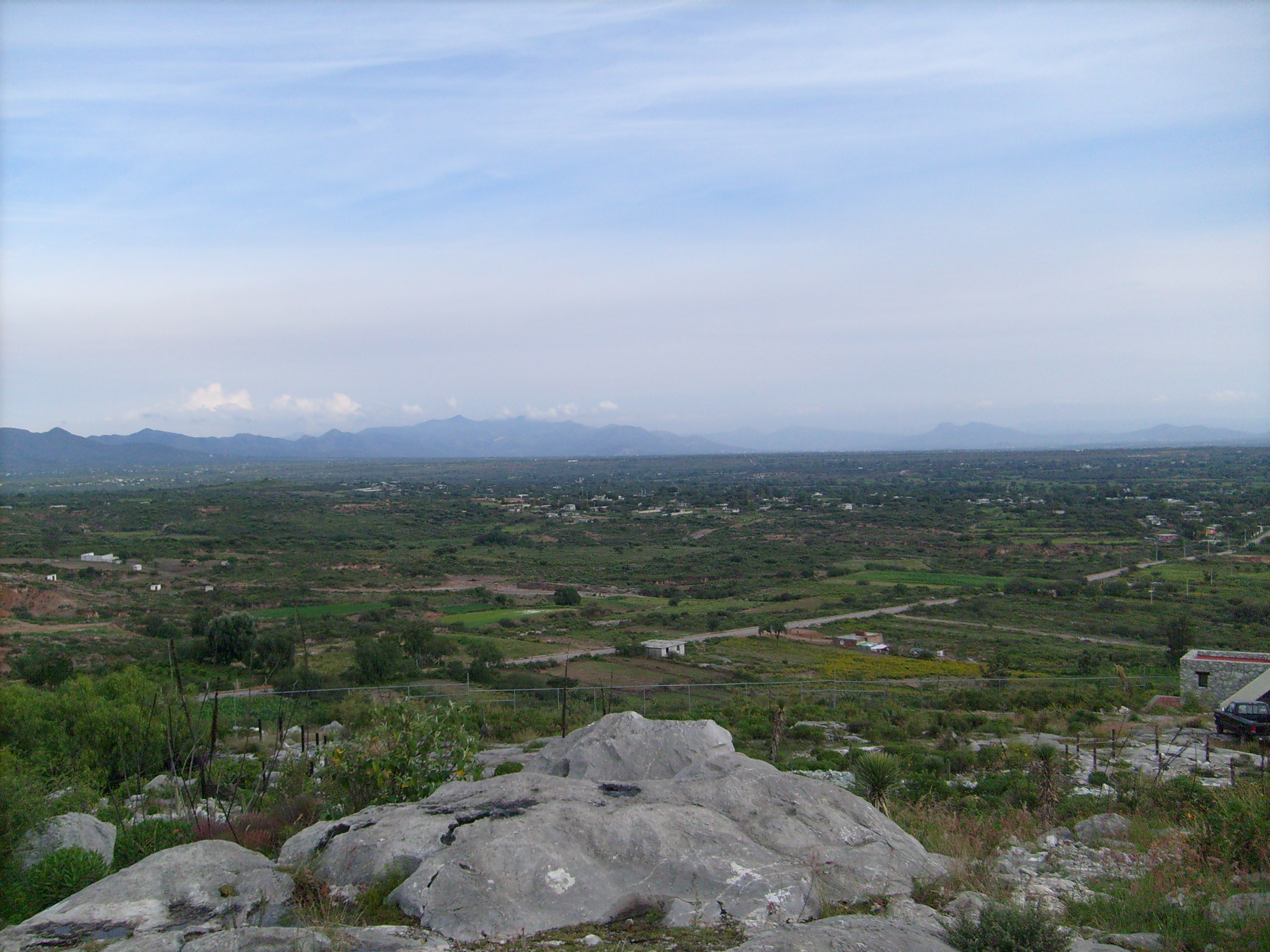
Valle de Actopan en el centro del estado.
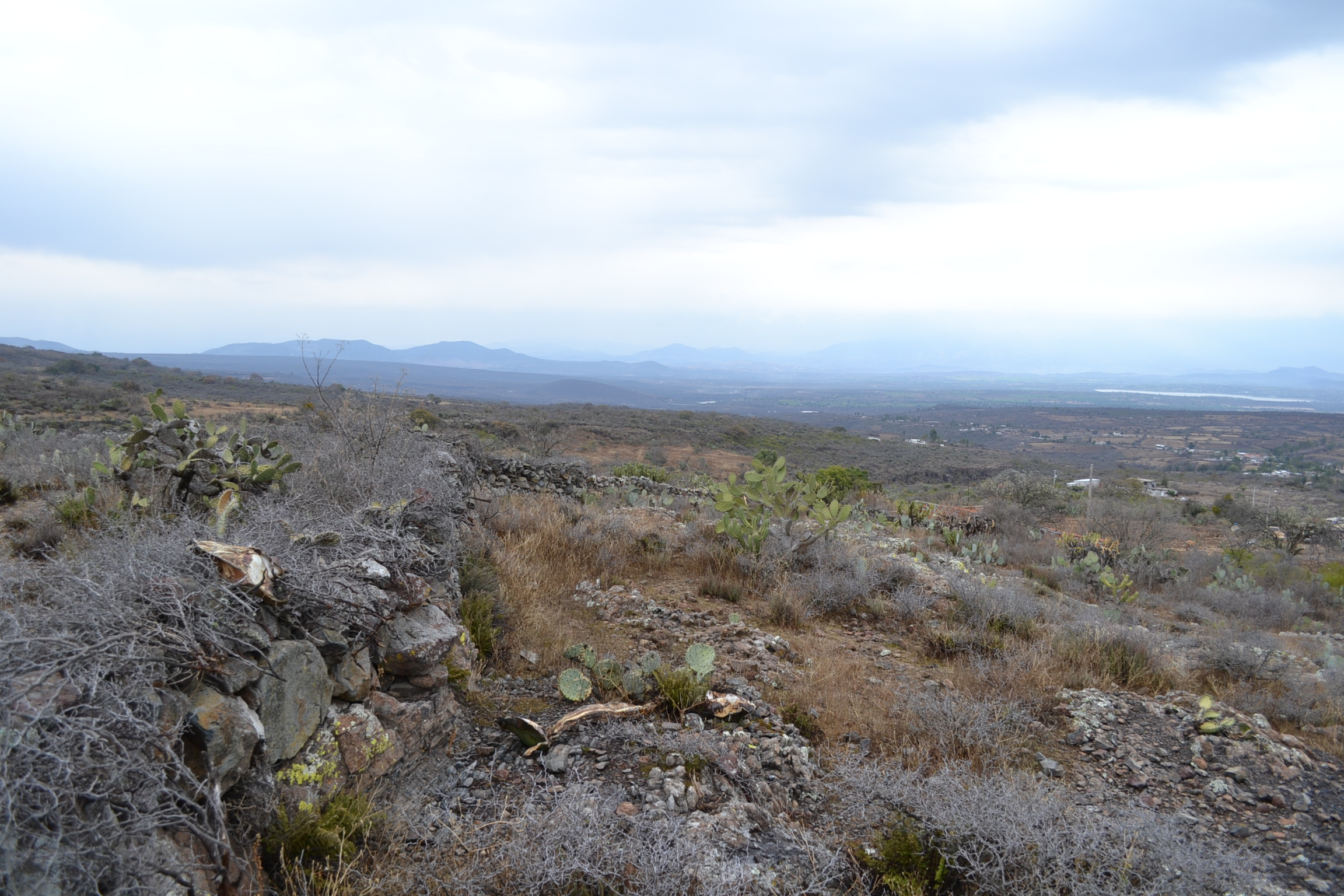
LLano de Alfajayuan al oeste del estado.
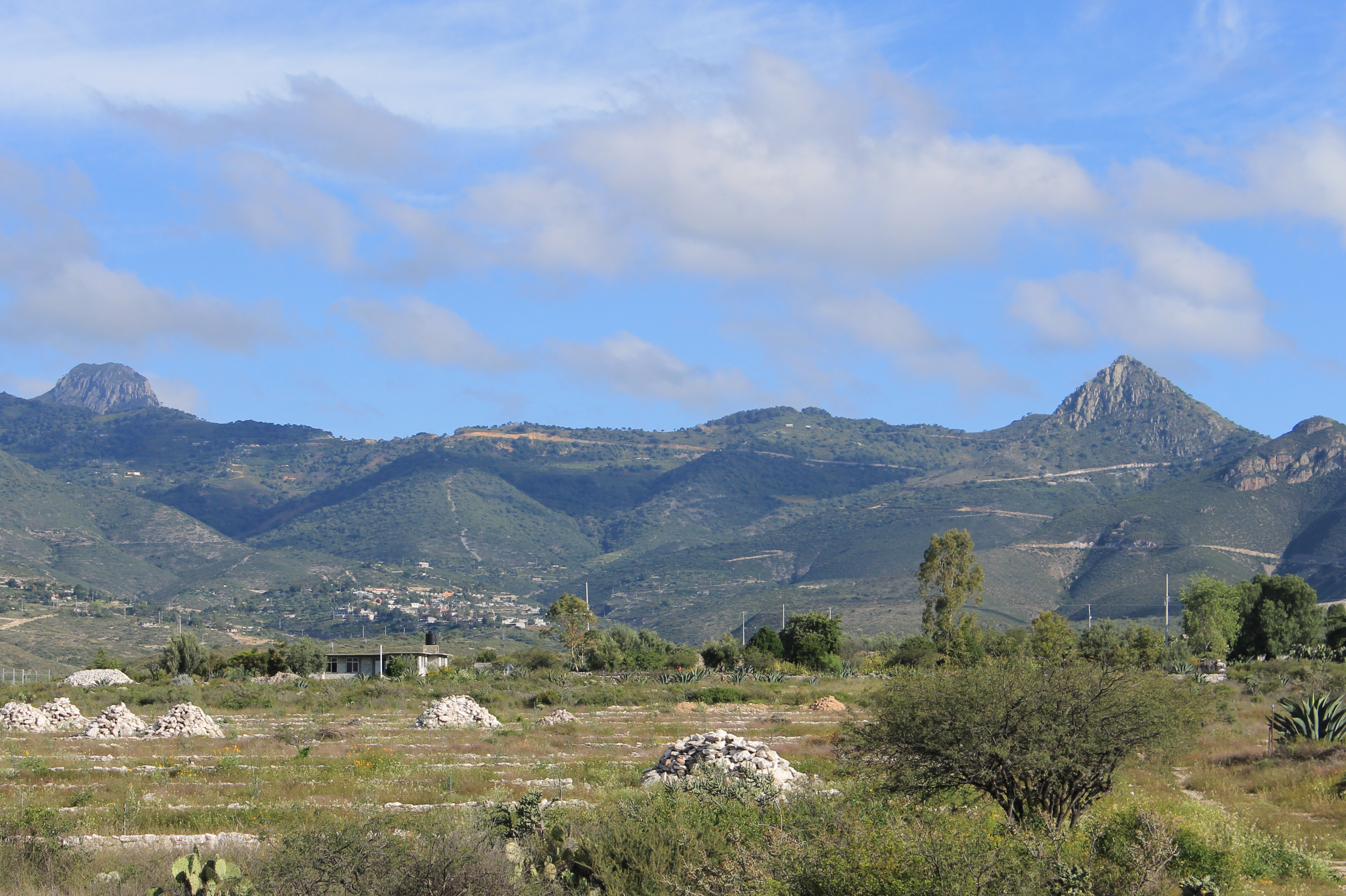
Valle de Ixmiquilpan al centro-oeste del estado.
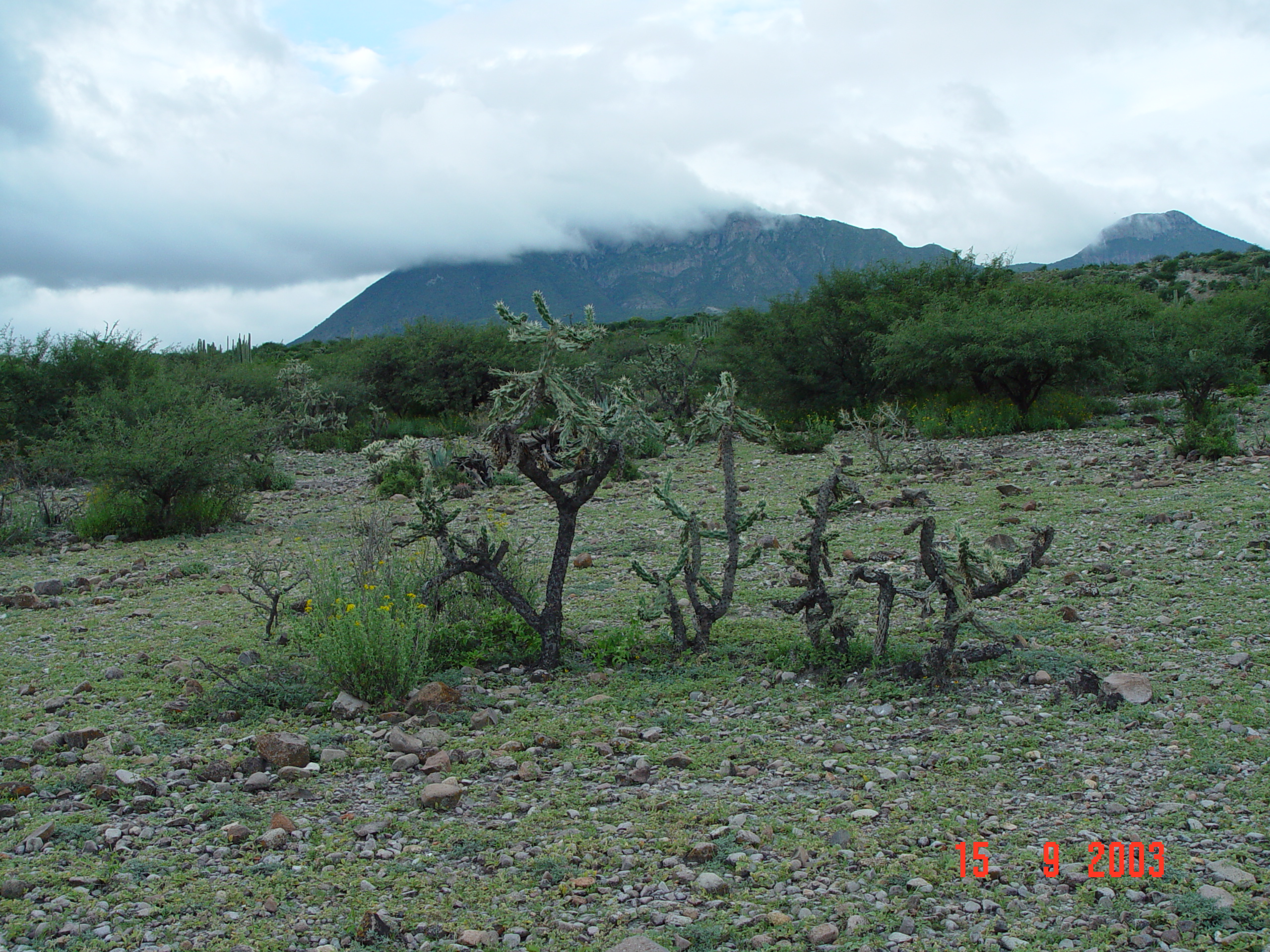
Valle de Tasquillo al oeste del estado.
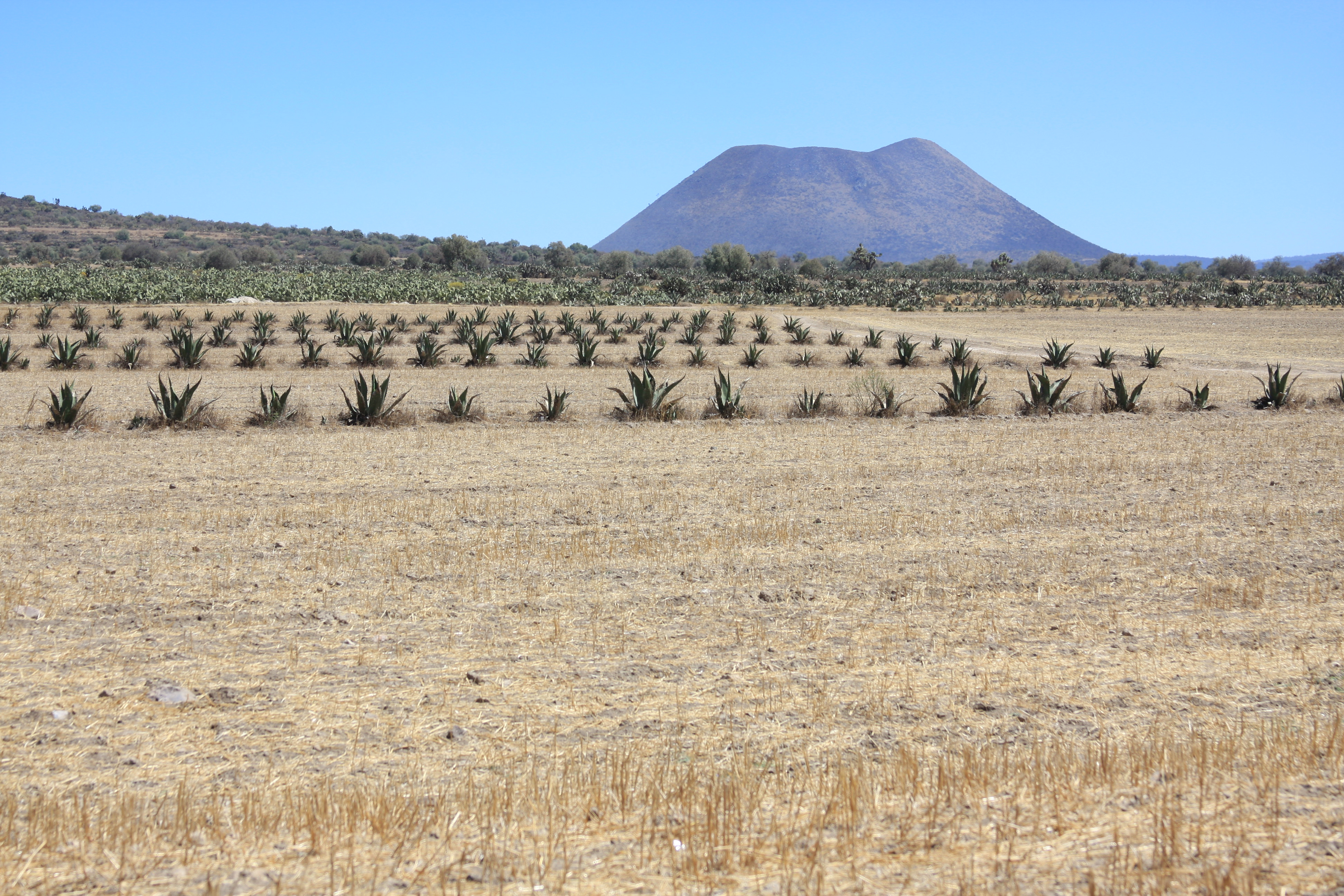
Llanura en Zempola al centro sur del estado.

### Orografía

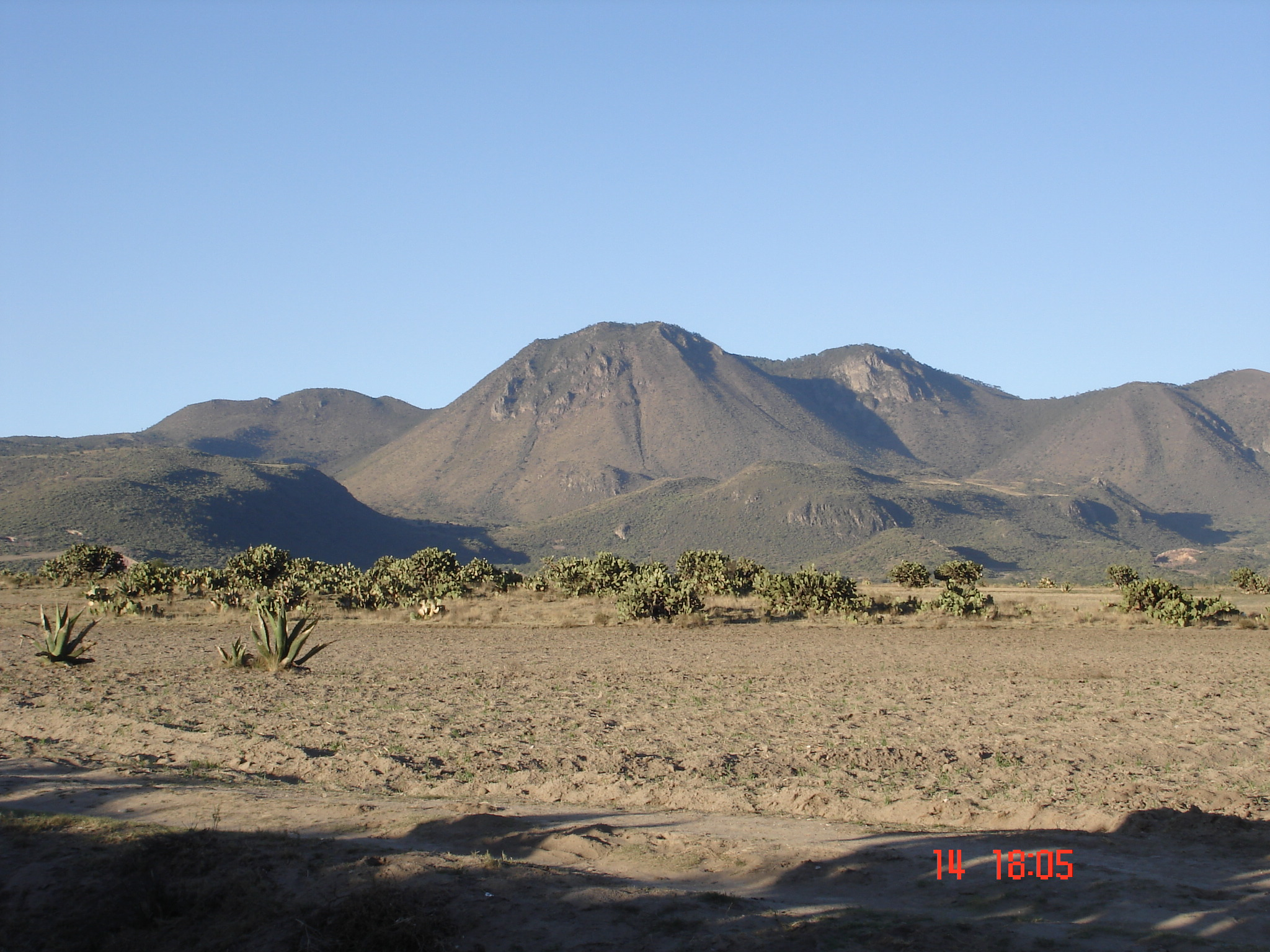
Cerro de Xihuingo en el municipio de Tepeapulco, con 3241 m s. n. m.

En la parte noreste del estado en la Llanura Costera del Golfo Norte, en las llanuras del municipio de Huejutla de Reyes; se encuentra la menor elevación con 100 m s. n. m. El río Tecoluco alcanza unos 154 m s. n. m.
La Sierra Madre Oriental atraviesa el territorio por el centro, con dirección sureste-noroeste, en toda esta región se encuentran elevaciones con un promedio de 2000 m s. n. m. Sobresalen las montañas o cerros, del Águila con 2476 m s. n. m., en el municipio de Tlahuiltepa; Santo Roa con 2024 m s. n. m., en el municipio de Molango de Escamilla; Agua Fría con 2592 m s. n. m., en el municipio de Eloxochitlán; y la Aguja con 1542 m s. n. m., en el municipio de Calnali.
La provincia del Eje Neovolcánico en Hidalgo está conformada por los picos más altos de la entidad, con alturas por encima de los 3000 m s. n. m. Entre los límites de los municipios de Singuilucan, Santiago Tulantepec de Lugo Guerrero, y Cuautepec de Hinojosase encuentra el complejo La Paila donde se encuentra el volcán La Paila, con 2882 m; y cinco cráteres más, Paila Seca (2930 m), Paila del Agua (2951 m), San Ignacio  (2915 m) y Coatzetzengo (2915m), y El Campanario (2490 m). En carretera Pachuca y Tulancingo, a la altura de la comunidad de El Susto, Singuilucan; se encuentran dos pequeños volcanes llamados La Paila (2647 m) y el Molcaje (2684 m).
En la Sierra de Chichicuautla, se encuentra la denominada la Caldera de Chichicuautla, localizada a 5 km al oriente de Singuilucan, tiene 6 km de diámetro y forma de media luna, la posible edad de esta se remonta al plioceno; dentro de ella se ubica el volcán TíoLolo. También se encuentran los cerros Xihuingo (3241 m) y Santa Ana (3015 m) en Tepeapulco dos volcanes inactivos; de Xihuingo se tienen dudas y de Santa Ana se estima que es de unos 3 millones de años de antigüedad.
En la Sierra de Tepozán se encuentran los cerros el El Tepozán con 3377 m s. n. m., Las Lajas con 3329 m s. n. m., Yolo con 3328 m s. n. m., El Cuervo con 3280 m s. n. m., Las Murallas con 3134 m s. n. m., El Zacatonal con 3126, Coronilla con 3080 m s. n. m., todos estos se encuentran en el municipio de Almoloya. También en Almoloya, se encuentra el Cerro la Peñuela con 3380 m s. n. m. es la mayor elevación del estado de Hidalgo. La región de Tulancingo es una de las mayores concentraciones de estructuras volcánicas, tales como la Caldera de Acoculco, una depresión de unos 18 km de espesor ubicada en su mayor parte en Cuautepec de Hinojosa en los límites del estado de Hidalgo y Puebla.
En la Sierra de las Navajas sobresale el cerro de las Navajas con 3160 m s. n. m., famoso por la presencia de obsidiana, ubicado en el municipio de Singuilucan. También en la Sierra de las Navajas, se encuentra una parte de la Caldera de Tulancingo, la cual es una depresión de unos 38 km, la cual está muy relacionada con los cerros El Yolo de 2760 m s. n. m. en Cuautepec de Hinojosa, y Napateco de 2666 m s. n. m. en Tulancingo de Bravo; ambos son domos volcánicos de unos 2 millones de años de antigüedad.
En el Valle del Mezquital se encuentra la caldera volcánica de Huichapan-Don Guinyó, una gran depresión ubicada entre los municipios de Nopala de Villagrán, Huichapan y Chapantongo; al sur de esta gran caldera se levantan dos amplios escudo-volcanes de basalto, el cerro Nopala (3037 m) y el cerro Hualtepec o Astillero (3033 m). Distintos estudios arqueológicos e históricos encabezados por el INAH señalan al cerro Hualtepec o Astillero, como el mítico Coatépec lugar donde nació Huitzilopochtli.

## Hidrografía

### Regiones hidrológicas
El estado de Hidalgo se encuentra comprendido casi en su totalidad dentro de la región hidrológica "Pánuco" (N.º 26), ocupando el 94.95 % de la superficie estatal. Solo una pequeña extensión de la porción oriental forma parte de la región "Tuxpan-Nautla" (N.º 27), ocupando el 5.05 % de la superficie estatal.
- La región hidrológica "Pánuco", corresponde a la vertiente del Golfo de México, y está considerada como una de las más importantes del país. Debido a su gran superficie, esta región se divide en dos: "Alto Pánuco" y "Bajo Pánuco".[. 24] La entidad abarca parte de estas dos zonas, e incluye solamente una cuenca hidrológica, la del "río Moctezuma".[. 24]

En el estado de Hidalgo tiene como subcuencas intermedias, río Moctezuma (26DA), ocupando el 7.54 % del territorio; río Axtla (26DB), ocupando el 0.35 % del territorio; río San Juan (26DD), ocupando el 0.65 % del territorio; río Tecozautla (26DH), ocupando el 5.78 % del territorio; río Alfajayucan (26DI), ocupando el 4.05 % del territorio; río Tula (26DJ), ocupando el 9.50 % del territorio; río Rosas (26DK), ocupando el 0.30 % del territorio; río Tlautla (26DL), ocupando el 0.61 % del territorio; río El Salto (26DM), ocupando el 0.06 % del territorio; río Cuautitlán (26DN), ocupando el 4.05 % del territorio; río Salado (26DQ), ocupando el 1.51 % del territorio; río Actopan (26DR), ocupando el 6.25 % del territorio; río Amajac (26DS), ocupando el 19.05 % del territorio; río Tezontepec (26DT), ocupando el 7.35 % del territorio; laguna de Tochac y laguna de Tecocomulco (26DU), ocupando el 4.58 % del territorio; río Metztitlán (26DV), ocupando el 12.34 % del territorio; río Calabozo (26DW), ocupando el 4.04 % del territorio; río Los Hules (26DX), ocupando el 6.71 % del territorio; río Tempoal (26DY), ocupando el 1.04 % del territorio; y río San Pedro (26DZ), ocupando el 1.84 % del territorio;
- La región hidrológica "Norte de Veracruz (Tuxpan-Nautla)", el aprovechamiento de los recursos hidrológicos de esta región se realiza en los estados de Puebla y Veracruz, siendo mínimo en el de Hidalgo, ya que afecta una superficie muy pequeña de este.[. 26] Además, la topografía abrupta de la Sierra Madre Oriental, hace que los escurrimientos que se llegan a constituir drenen hacia el Golfo de México y no hacia esta entidad.[. 26] En esta porción se localizan parciales de tres cuencas, río Tecolutla (27B), río Cazones (27C) y río Tuxpan (27D).[. 26]

En el estado de Hidalgo el río Tecolutla, tiene como subcuencas intermedias, río Necaxa (27BB) y río Laxaxalpan (27BC), ocupando el 0.32 % y el 0.08 % del territorio respectivamente. El río Cazones tiene como subcuenca intermedia la del río San Marcos (27CB), ocupando el 1.05 % del territorio. El Río Tuxpan tiene como subcuencas intermedias la del río Vinazco (27DC) y la del río Pantepec (27DD), ocupando el 1.37 % y el 2.23 % del territorio respectivamente.

### Ríos
En el estado de Hidalgo las corrientes de agua corrientes son escasas. Esto se debe a dos factores: el clima y la topografía. En las porciones norte y noreste, aunque los vientos húmedos del Golfo de México propician abundantes lluvias, lo abrupto de la Sierra Madre Oriental impide el aprovechamiento de los escurrimientos, ya que descienden rápidamente a las zonas bajas, las cuales forman parte de los estados de San Luis Potosí, Veracruz y Puebla.
Esta sierra actúa como barrera orográfica, debido a que los vientos descargan su humedad en las laderas norte y este de las mismas; por ello, en el resto de la entidad las lluvias son escasas, sin embargo, el relieve es más suave y permite la utilización de los ríos que corren por ella. Además, es en esta parte donde hay un mayor aprovechamiento del agua subterránea, que en algunas áreas, ha originado la sobreexplotación y la veda de las mismas.

#### Región "Pánuco"
Río San Jerónimo-Tepeji
El río San Jerónimo, nace en los cerros Potrerillos y de la Bufa, los cuales pertenecen a las sierras de Monte Alto y Monte Bajo, en el estado de México a una altitud de unos 3400-3600 m s. n. m. En este tramo la topografía es accidentada y carece de afluentes de importancia en su margen izquierda; por su margen derecha aportan el río de los Sabios que afluye ligeramente aguas debajo de la presa de Taximay, a una altitud de 2210 m s. n. m. También el arroyo Barranca de Pilares y el río del Oro que descarga en una altitud de 2200 m s. n. m. Recorre unos 37 km en dirección noreste, hasta la presa Taxhimay, cerca de la presa también se le conoce como río Bufa. En este tramo la topografía es accidentada y se sigue careciendo de afluentes de importancia; continua su recorrido rumbo al noreste, pasa por las inmediaciones de la localidad de Tepeji de Ocampo y es controlado nuevamente por la Presa Requena y pasa a llamarse río Tula.
Río Tula

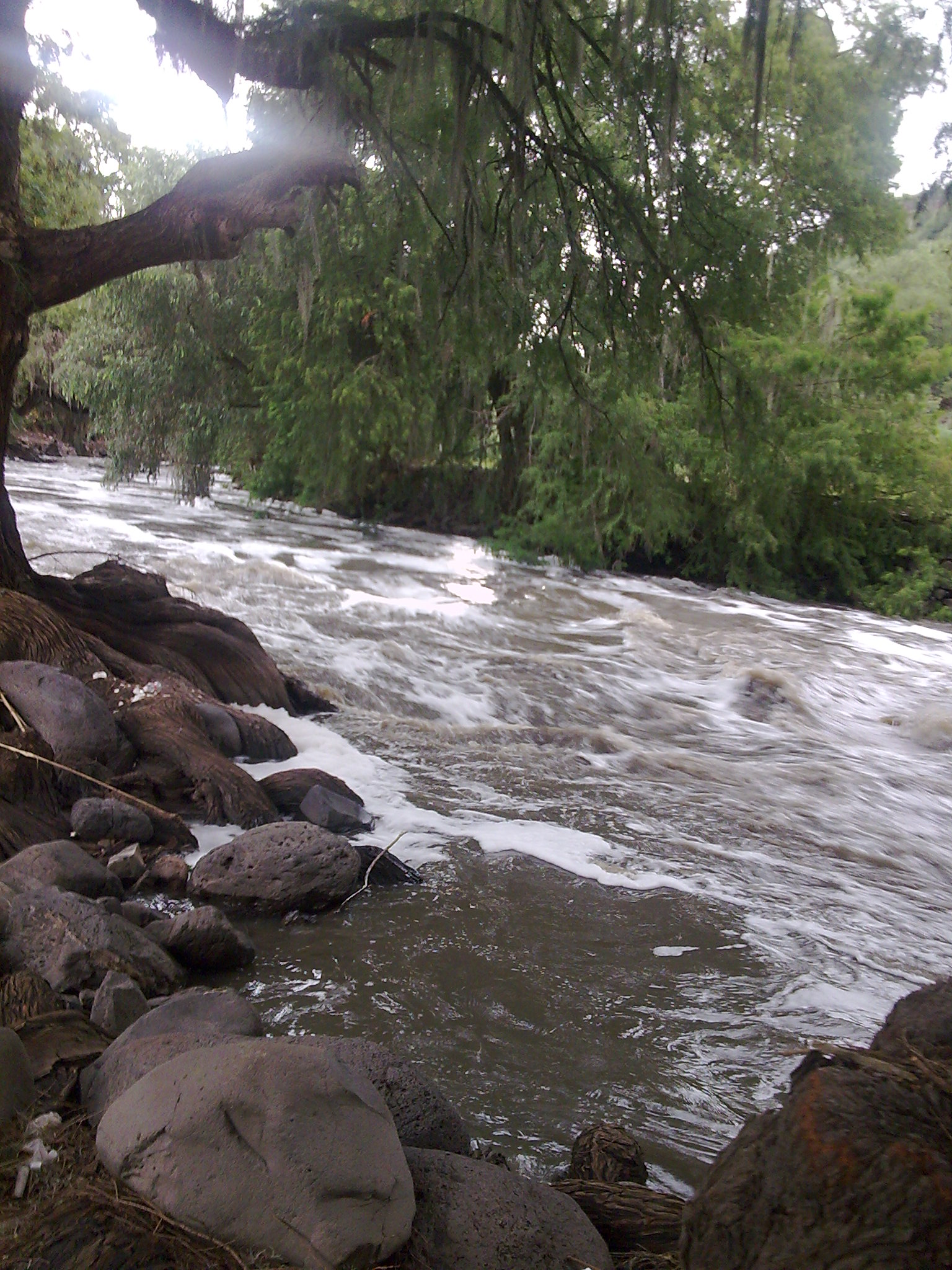
Río Tula en su paso por el municipio de Mixquiahuala de Juárez.

El río Tula originalmente nacía en los llanos de Tula, sin embargo, con la construcción de los sistemas de desagüe de la Ciudad de México y su zona metropolitana; recibe aportaciones de los ríos del Valle de México que originalmente alimentaban a los lagos de Texcoco, Chalco, Xochimilco, Zumpango y Xaltoca. Tiene como principales afluentes, el Rosas, Cuautitlán, Salado, Alfajayucan y Chicavasco. Las aguas residuales son distribuidas para riego a lo largo de su recorrido, mediante los canales principales de El Salto–Tlamalco, canal de Fuerza, canal Dendhó, canal Endhó, canal Schmelz, canal Alberto y canal Requena.
Por su parte la presa Requena recibe aguas en el margen derecha del río El Salto, que afluye medio kilómetro aguas abajo de la presa. Después de la presa Requena, partiendo de una altitud de 2100 m s. n. m., cambia su curso al norte y toma el nombre de río Tula, pasa por las inmediaciones de Tula de Allende; para que después sus aguas sean nuevamente controlados sus escurrimientos mediante la presa Endhó. En este tramo aportan agua por su margen izquierda, el río Tlautla, que es el afluente más importante en el mismo, el río Rosas, que afluye ligeramente aguas debajo de Tula, y el río Michimaloya, que descarga en el embalse de la presa Endhó.
Partiendo de la presa Endhó a una altitud de 2015 m s. n. m., conserva su curso norte hasta llegar a la formación de Cerro Grande y Sombrerete donde cambia bruscamente al oriente, pasa por las inmediaciones de Tezontepec de Aldama; el único afluente de importancia en este tramo es el río Salado, que afluye por margen derecha 2 km aguas debajo de Tezontepec. Cambia nuevamente de curso al noreste, para pasar cerca de Mixquiahuala y Progreso. A partir de este último poblado, a una altitud de 1845 m s. n. m., la corriente sigue un curso norte y penetra a una zona de topografía accidentada.
A partir de Progreso continua curso norte, pasa por las localidades de Chilcuautla, Tlacotlapilco e Ixmiquilpan. Al norte de Ixmiquilpan recibe por margen derecha, a una altitud de 1720 m s. n. m., las aportaciones del río Chicavasco o Actopan. A partir de la confluencia, cambia su curso oeste-noroeste y penetra a una zona de topografía accidentada pasando por las poblaciones de San Juanico y Tasquillo. Recibe por margen izquierda a una altitud de 1695 m s. n. m., al río Alfajayucan, y finalmente vierte sus aguas en la Presa Zimapán.
Ríos Cuautitlán y de las Avenidas
El río Cuautitlán, nace en el estado de México el río se separa una parte se conecta al río Tula, y otro de sus ramales se conecta con el lago de Zumpango. El Río de las Avenidas es una corriente de agua que nace en la Sierra de Pachuca, se extiende hacia el Valle de Pachuca-Tizayuca y desemboca en el Gran Canal del Desagüe y eventualmente conecta con el río Tula.
Ríos El Salto y Salado
El río El Salto, tiene sus orígenes en el parte aguas con la cuenca del Valle de México, inicialmente recibe las aportaciones del Tajo de Nochistongo y el Túnel Interceptor del Poniente, sigue un curso noroeste; pasa por las inmediaciones de la localidad de Melchor Ocampo, en el municipio de Tepeji del Río de Ocampo; y más adelante parte de sus escurrimientos son derivados a la presa Requena y finalmente afluye por margen derecha al río Tula medio kilómetro aguas abajo de la presa.
El  río Salado tiene sus orígenes en el cerro El Epazote, en el estado de México, iniciándose con curso norte para después describir una curva hacia el oriente y pasar por las inmediaciones de Tianguistengo, donde cambia al suroeste, pasa por Santa María Ajoloapan y Hueypoxtla; en este último sitio toma el nombre de río Hueypoxtla, cambia su curso a poniente, pasa por Tlapanaloya y llega a Tequixquiac. Donde recibe aguas por margen izquierda de los túneles de Tequixquiac. Conserva un curso general nornoroeste entrando en Hidalgo, atravesando los municipios de Atotonilco de Tula, Atitalaquia, Tlahuelilpan, Tlaxcoapan y Tezontepec de Aldama. Hasta descargar en el río Tula por su margen derecha, 2 km al noroeste de Tezontepec de Aldama.
Río Chicavasco o Actopan
El río Chicavasco o Actopan es un río transitorio; tiene su origen en el parteaguas común con la cuenca del río de las Avenidas y el río Amajac, unos 9 km al norte de la ciudad de Pachuca en la Sierra de Pachuca. Está controlado en sus primeros desarrollos por pequeños
almacenamientos y por la presa el Durazno, en el municipio de San Agustín Tlaxiaca. Aguas abajo se une el arroyo Las Cajas pasando por las localidades de Chicavasco y Actopan donde toma su nombre, en el municipio de Actopan. Después pasa por los municipios de San Salvador y Santiago de Anaya; posteriormente se une al canal Xotho, que conduce aguas negras; hasta desembocar a la presa Debodhé, ubicada entre los límites municipales de Ixmiquilpan y Cardonal y cambia dirección al este hasta confluir con el río Tula, al norte de la ciudad de Ixmiquilpan.
Río Tecozautla y río San Francisco

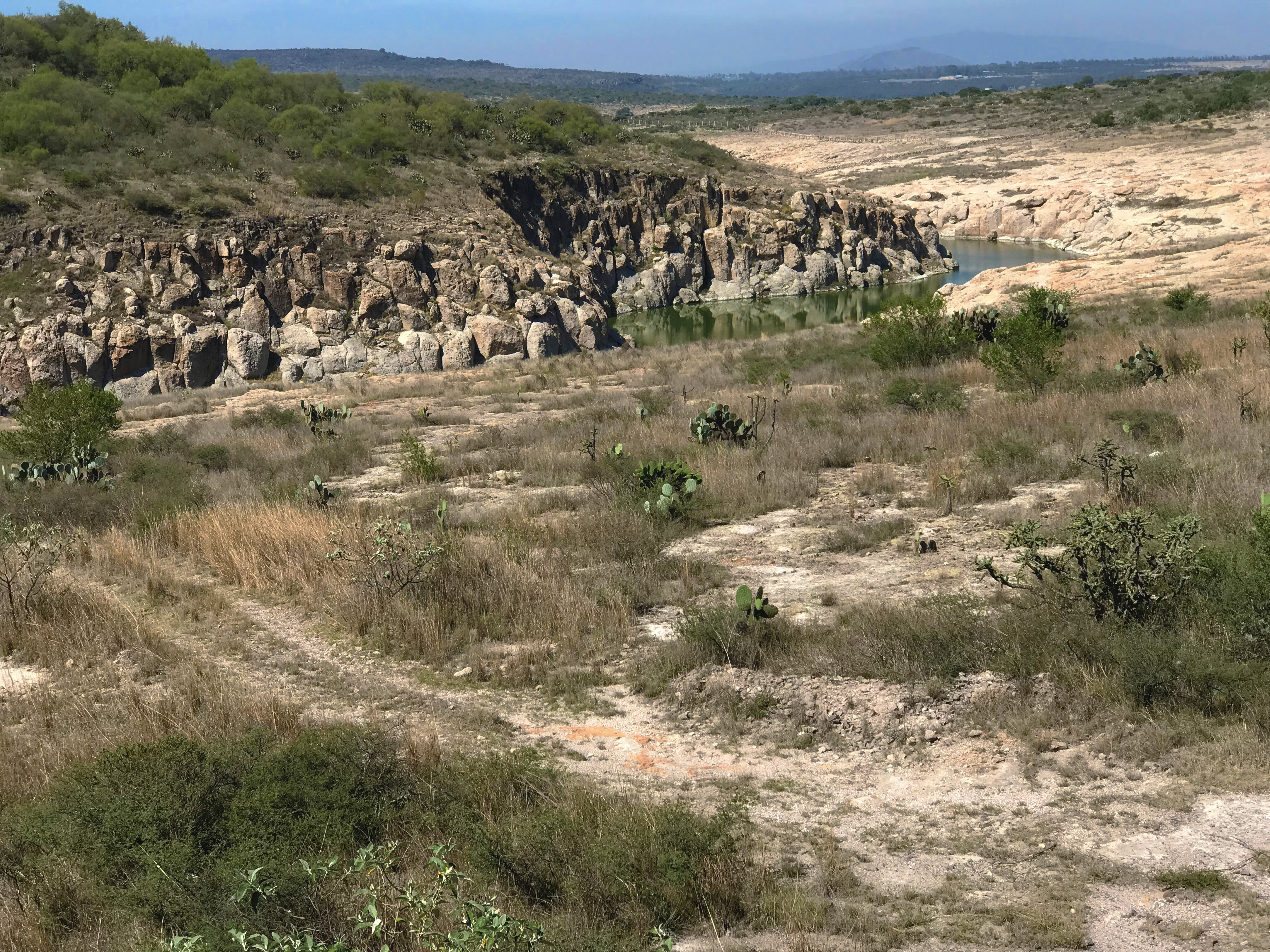
Río San Francisco a la altura de la Presa Madero en el municipio de Huichapan.

El río San Juan tiene como afluentes los ríos Tecozautla que se origina en Tecozautla, y el río San Francisco, que atraviesa los municipios de Nopala de Villagran, Huichapan y Tecozautla.
Río Alfajayucan
El río Alfajayucan tiene su origen en el parteaguas occidental del cerro del Astillero, en el municipio de Chapantongo; continuando a  noreste hacia Alfajayucan, donde se tienen dos almacenamientos importantes las presas Rojo Gómez y Vicente Aguirre. Pasando la presa Vicente Aguirre con dirección norte hasta el municipio de Tasquillo donde fluye con el río Tula.
Río San Juan

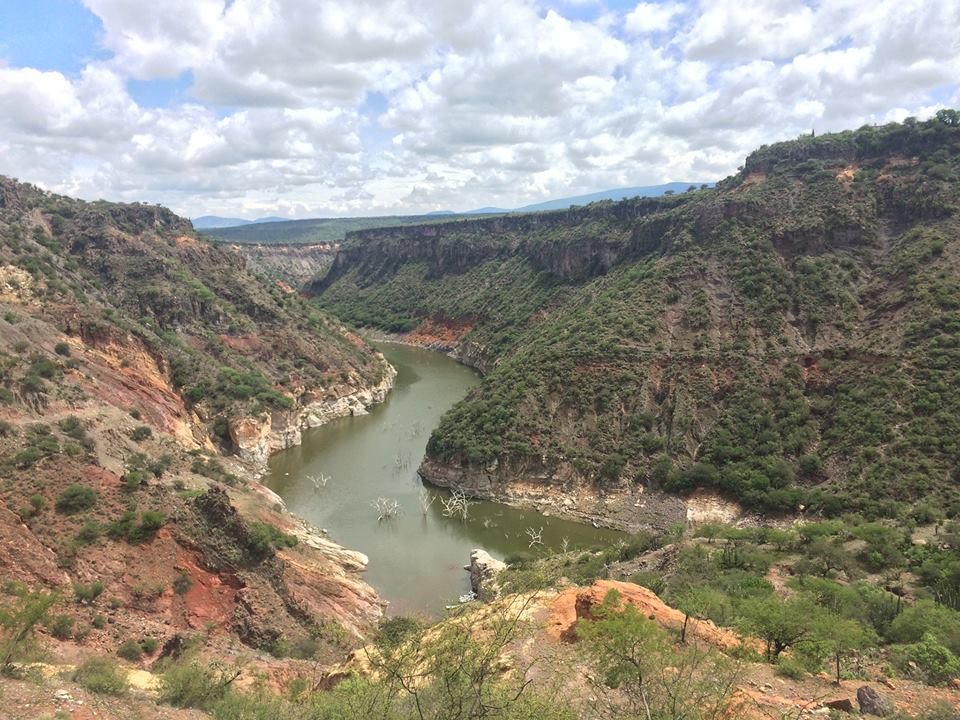
Río San Juan.

El río San Juan nace en la confluencia del río Prieto, y del arroyo Zarco en el estado de México, discurre de sur a norte hacia el estado de Querétaro pasando por la población de San Juan del Río y posteriormente por Tequisquiapan en el estado de Quéretaro. También, es el límite estatal entre Querétaro e Hidalgo, cruzando los municipios de Ezequiel Montes y Cadereyta de Montes en Querétaro y Tecozautla en el de Hidalgo, antes de descargar en la presa Zimapán.
Río Moctezuma

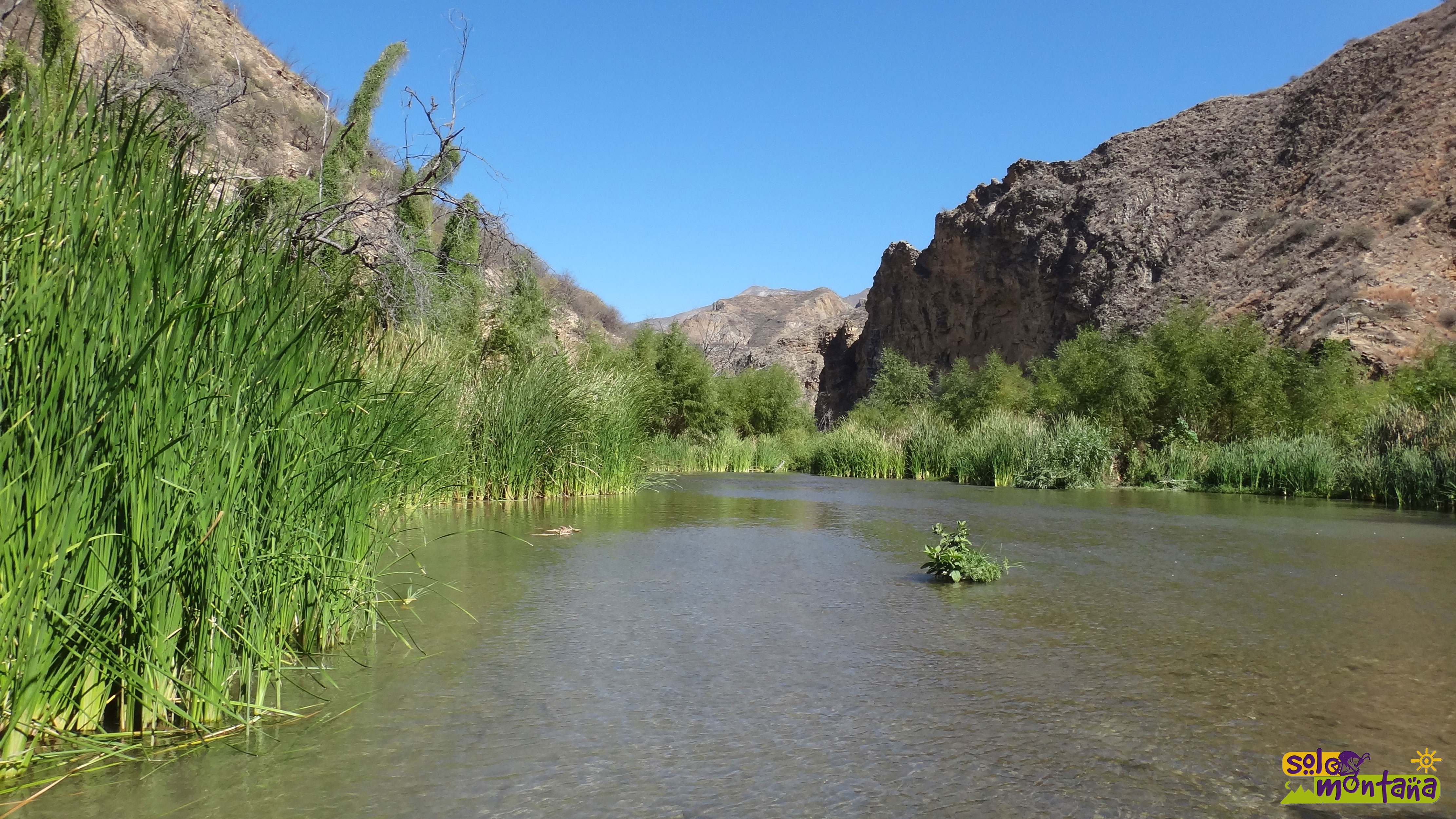
Río Moctezuma.

El río San Juan y el río Tula se unen en la Presa Zimapán y forman el río Moctezuma que funciona como límite natural entre los estados de Querétaro e Hidalgo, en los municipios hidalguenses de Zimapán, Pacula, Jacala de Ledezma, La Misión; donde se adentra en el territorio de Hidalgo y separa los municipios de Pisaflores y Chapulhuacán, pasando a San Luis de Potosí,
Río Metztitlán

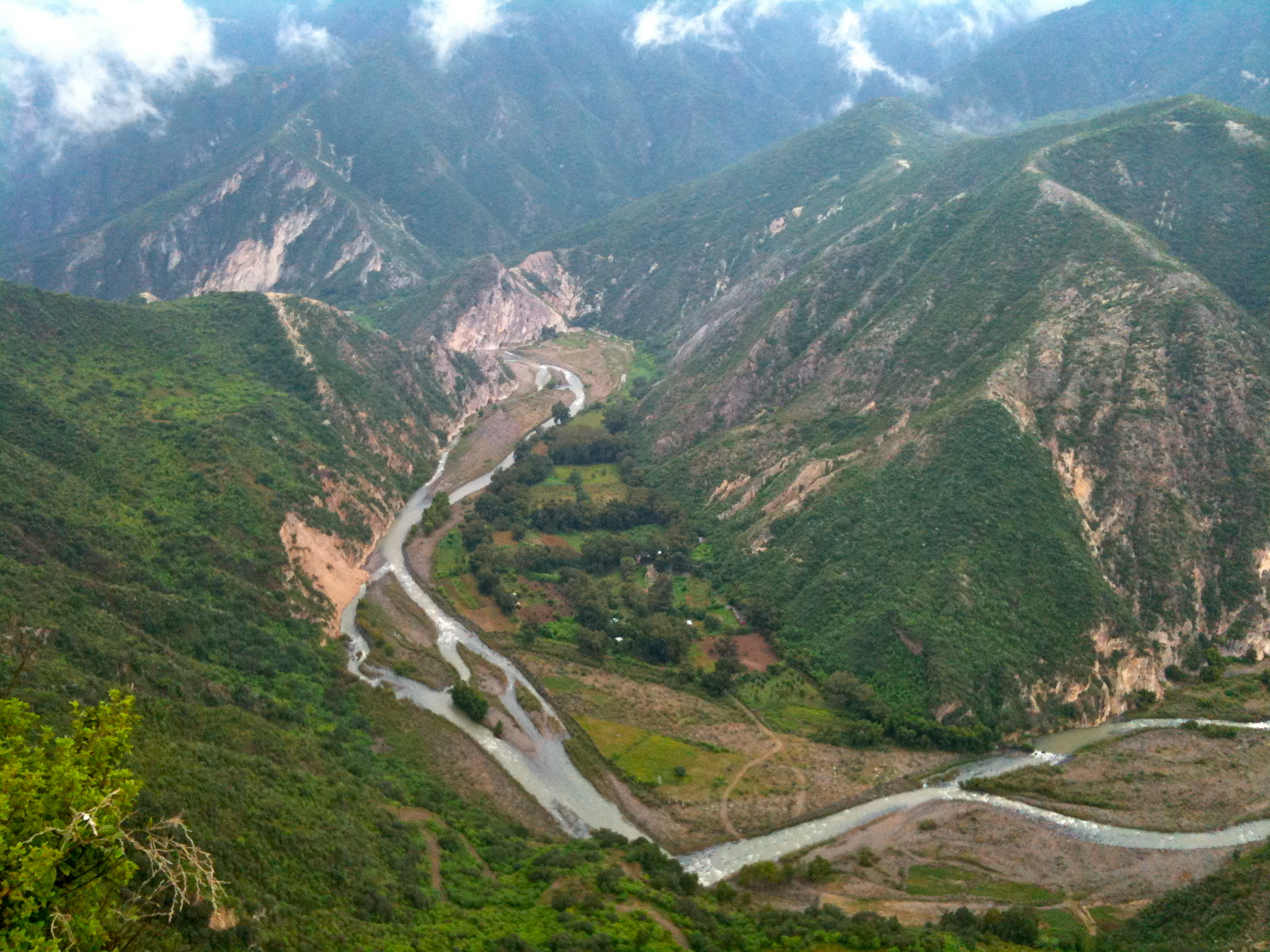
Río Metztitlan.

El río Metztitlán, se origina en los límites de Hidalgo con Puebla con los escurrimientos del cerro Tlachaloya.  Formando el río Huistongo que y da origen al río chico de Tulancingo. También se forma con los escurrimiento de Cuatsetsengo y la Paila, ambos forman el río San Lorenzo que al unirse con el río chico de Tulancingo, en la ciudad de Tulancingo da origen al río grande de Tulancingo.
El río contigua su curso formando la Barranca de Metztitlán, donde el arroyo de la Cañada y el río Tortugas, que al unirse al río grande de Tulancingo y a otros menores, se transforma en río Venados y, a partir del puente del mismo nombre, en Metztitlán, al que se incorpora el río Río Santiago, forman la corriente principal del río Metztitlán, cuya afluencia da origen a la laguna de Metztitlán, pasando la laguna se le conoce como el río Almolón, finalmente las aguas llegan al río Amajac. El río Metztitlán atraviesa los municipios de Cuautepec de Hinojosa, Tulancingo de Bravo, Acatlán, Huasca de Ocampo, Atotonilco el Grande, Metztitlán, y Eloxochitlán.
Río Amajac
El río Amajac con 317 km de longitud es la principal corriente de agua de la entidad. El río Amajac corre de sureste a noroeste y nace en la Sierra de Pachuca, en los municipios de Omitlán de Juárez y Mineral del Chico, por los arroyos Bandola, General y Aguacate. A la altura de Tezahuapa, ya dentro del municipio de Atotonilco el Grande, el río Amajac toma este nombre, para continuar con dirección noroeste entre las colindancias de los municipios de Atotonilco el Grande y Actopan; para pasar al municipio de Metztitlán, para al final confluir con el río Metztitlán en el Municipio de Eloxochitlán. Pasando al municipio de Tlahuiltepa y sirve como frontera de entre Tlahuiltepa y los municipios de Jacala de Ledezma y La Misión; así como frontera entre Tepehuacán de Guerrero y Chapulhuacán, pasando a San Luis de Potosí.
Los principales afluentes del río Amajac por la margen izquierda se conocen como arroyo Bandola, río General, río Aguacate, río Ocotillos, arroyo El Chico y Magdalena, arroyo Gualulo, arroyo Milpitas, río San Nicolás, arroyo El Senthe, río Carrizal y el río Tolantongo; proveniente este último de las Grutas de Tolantongo, el cual es de régimen perenne. Hacia la margen derecha, provenientes de la meseta de Huasca Zoquital, los arroyos intermitentes de La Luna y Xhate. El río Amajac fuera del territorio de Hidalgo en Tamazunchale se une al río Moctezuma, finalmente, al confluir el río Moctezuma con el río Tampaón, pasa nominalmente a ser conocido como río Pánuco hasta su desembocadura	en el Golfo de México.
Río Tecoluco
El río Tecoluco o Potrerillos o Huejutla o San Juan; sus aguas se originan en las estribaciones de la sierra de Huejutla, al sur del poblado de Huejutla, en el municipio de Huejutla; son de régimen permanente y escurren en cauce bien definido; siguen un rumbo norte. Tienen un recorrido total aproximado de 30 000 metros (el régimen permanente se debe a una serie de afloramientos localizados a lo largo de todo el cauce); 7000 metros aproximadamente abajo de su origen, se internan en la zona urbana de Huejutla. 700 metros aproximadamente adelante, reciben por la margen izquierda las aguas del arroyo Chinguiñoso, en el lugar denominado Las Adjuntas; 300 metros aproximadamente más abajo, reciben por la margen izquierda las aguas del arroyo Tahuizán en el lugar denominado La Ceiba, cambiando su rumbo al Noreste y en este punto toman el nombre de río Potrerillos; 4200 metros aproximadamente más adelante, se internan en Veracruz.
Río Calabozo

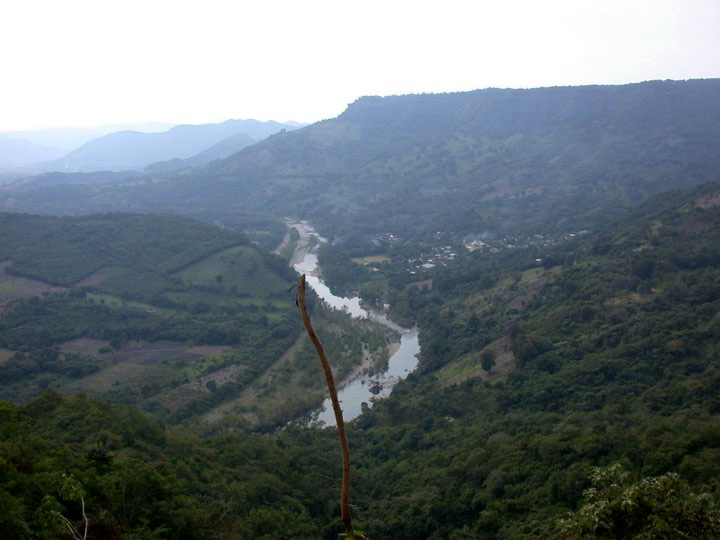
Río Calabozo en el municipio de Huautla.

El río Calabozo nace por varios escurrimientos que provienen de la Sierra de Zacualtipán, bajo el nombre del río Tizapan en el municipio de Zacualtipán de Ángeles, pasando por el municipio de Tianguistengo donde pasa al estado de Veracruz; para regresar a Hidalgo en el municipio de Yahualica y continuar por los municipios de Xochiatipan y Huautla, donde pasa nuevamente al estado de Veracruz.
Río Los Hules
El río Los Hules nace en el municipio de Tlanchinol, después pasa a la comunidad de La Candelaria, en el municipio de Huejutla de Reyes cambia de nombre por el río Candelaria; y sirve de límites de este con el municipio de Huautla, donde pasa al estado de Veracruz. El río Calabozo y Los Hules en el municipio de Tantoyuca confluyen y dan origen al río Tempoal, antes de confluir con el río Moctezuma en la frontera entre los estados de San Luis Potosí y Veracruz.
Río Atlapexco

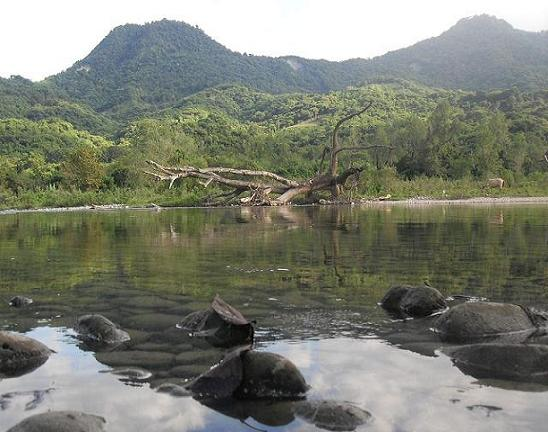
Río Huazalingo en Tecolotitla.

En el norte de la entidad en la Huasteca se encuentran los ríos Huazalingo y Calnali que al unirse forma el río Atlapexco. Los ríos Otitla y Huaxcatla nacen en el municipio de Xochicoatlán; confluyen cerca de la localidad de Pochula, donde toman el nombre de río Pochula y sirve como frontera entre los municipios de Calnali y Xochicoatlán. Pasando a la localidad de Atempa, Calnali, donde toma el nombre de río Atempa, en la localidad de Papatlatla, Calnali, confluye con el río Contzintla (que nace de los escurrimientos del municipio de Molango de Escamilla, cerca de la población de Malila). El río Atempa continua su curso hacia el municipio de Yahualica, para confluir con el río Calnali (que nace en el municipio de Calnali), cerca de la localidad de Pepeyocatitla, continua bajo el nombre de río Calnali hasta la localidad de Atlapexco.
El río Huazalingo nace en el municipio de Lolotla, cerca de las localidades de Mazahuacán y Aquixquitla; sirve como frontera entre Lolotla y Tlachinol, para después servir de límites entre Tlachinol y Calnali. Entra al municipio de Tlachinol, pasando por la localidad de Pilcuatla, para después entrar al municipio de Huazalingo, de donde toma su nombre, continuando su curso hacia los límites de Huazalingo y Calnali; para pasar ala parte norte del municipio de Yahualica. En la localidad de Atlapexco, municipio de Atlapexco el río Huazalingo y el Calnali forman el río Atlapexco, cual continua su curso hacia el municipio de Huejutla de Reyes, donde confluye con el río Los Hules o Candelaria.

#### Región "Norte de Veracruz (Tuxpan-Nautla)"
En la Sierra de Tenango nacen los ríos Chifon y Pantepec. El río Chifon sirve de límite entre el estado de Veracruz e Hidalgo, en los municipios de San Bartolo Tutotepec y Huehuetla, pasando al estado de Veracruz donde se denomina río Vinazco. El río Pantepec se origina al poniente de Tenango de Doria, y pasa por el municipio de Huehuetla, para pasar a la Sierra Norte de Puebla. Estos ríos sirven como afluentes del río Tuxpan. Los arroyos que originan al río Cazones descienden de la sierra hidalguense, en sus inicios, al este de Tulancingo, se denomina río de Los Reyes, río Chicualoque y río San Marcos, pasando por Acaxochitlán. Fuera de la entidad llega hasta Poza Rica, donde corre hacia la planicie costera, para desembocar en el Golfo de México.

### Presas
Se cuenta con la Presa Fernando Hiriart Balderrama, ubicada en el cauce donde confluyen las aguas de los ríos Tula y Moctezuma en los municipios de Cadereyta de Montes en Querétaro y Zimapán en Hidalgo, fue puesta en operaciones el 27 de septiembre de 1996. y cuenta con una central hidroeléctrica capaz de generar 292 megawatts de energía eléctrica. Tiene una altura de la cortina de 203 m, con un nivel de aguas máximas ordinarias (NAMO) de 1390.11 hm³, y nivel de aguas máximas extraordinarias (NAME) de 1460.11 hm³. Esta presa inicio operaciones en 1979.
La presa Requena se encuentra ubicada entre los municipios de Tepeji del Río de Ocampo y Tula de Allende, recibe las aguas de río Tepeji, presa Taxhimay y las aguas de los sistemas de desagüe de la Ciudad de México y su zona metropolitana. Esta presa fue construida en el periodo de 1919 a 1922. La altura de la cortina es de 37.40 m, con una longitud de corona 230 m y un ancho de la misma de 8.0 m. La superficie del embalse de 759.7 km², con una longitud máxima de 7 km y un ancho máximo de 3 km con una profundidad media de 6 m, y tiene una capacidad de almacenamiento de 95 hm³. Esta presa ha sido objeto de trabajos de limpieza en los 10 km de litoral, cubiertos de lirio acuático, además de toneladas de basura, como llantas, animales muertos y botellas de plástico. Aquí se pueden ver aves migratorias como garzas blanca y gris, pelícanos y patos, además de ser una fuente de trabajo para pescadores. El embalse también es sede de torneos de pesca deportiva y motonáutica.
Pasando la presa Requena, el río Tepeji pasa a denominarse río Tula; donde se encuentra la presa Endhó, localizada entre los municipios de Tepetitlán y Tula de Allende. La altura de la cortina es de 60 m, con un nivel de aguas máximas ordinarias (NAMO) de 182.9 hm³, y nivel de aguas máximas extraordinarias (NAME) de 208.0 hm³. La presa Endhó fue construida entre 1947 y 1952; en un principio concentró agua proveniente del río Tula, en 1975 se convirtió, en depósito de las aguas cloacales de la Ciudad de México y su zona metropolitana. Esta presa es catalogada como la "cloaca más grande del mundo"; con cantidades superiores a la norma ambiental de metales pesados como plomo y mercurio, así como cianuro, nitratos, fosfatos, aceites y detergentes, entre otras sustancias químicas. También el agua de esta, sirve para irrigar más de 80 mil hectáreas de tierras de cultivo en la región del Valle del Mezquital.
El río Chicavasco o Actopan, se origina al norte de Pachuca de Soto con una dirección sureste hasta llegar a la Presa el Durazno, en el municipio de San Agustín Tlaxiaca. Aguas abajo se une el arroyo Las Cajas pasando por las localidades de Chicavasco y Actopan, posteriormente se une al canal Xotho hasta desembocar a la presa Debodhé, ubicada entre los límites municipales de Ixmiquilpan y Cardonal.
En el municipio de Mineral del Chico se encuentran tres represas, estas son, El Cedral, Jaramillo y La Estanzuela. Captan las aguas pluviales y sus aguas son utilizadas para fines ecoturísticos y para abastecer de agua potable a la Zona metropolitana de Pachuca. En el municipio de Huasca de Ocampo se encuentra la presa San Antonio Regla; fue construida como una planta hidroeléctrica para las minas de la zona en 1915, inundando la hacienda que fue edificada entre 1760 y 1762 por Pedro Romero de Terreros.
La presa Dañú se localiza en el municipio de Nopala de Villagrán, su vaso ocupa un área aproximada de 25 ha y contiene un volumen aproximado de 1 420 000 m³, recibe aguas de origen intermitente. Sus aguas confluyen a un arroyo intermitente que toma los nombres de El Tejocote, Batha, El Fresno, Hondo o San Lorenzo, San Rafael, Debego o La Venta del Águila y finalmente después de pasar por la presa Trejo afluyen al vaso de la presa Madero. La presa Nopala o Doxixo o Doxixho, sus aguas se localizan a 1400 m al sur del poblado de Nopala, recibe las aguas de los arroyos intermitentes de San Juanico o Las Campanas, La Cuchilla, La Tinaja, su vaso ocupa un área aproximada de 274 ha y contiene un volumen aproximado de 8 200 000 m³; confluyendo al arroyo La Palma y estas afluyen al vaso de la presa Madero.
Sobre el río Alfajayucan se encuentran las presas Javier Rojo Gómez, Vicente Aguirre, y Madhó Corrales, estas en el municipio de Alfajayucan. La presa Javier Rojo Gómez también conocida como "La Peña Río"; tiene una altura de la cortina de 60 m, con un nivel de aguas máximas ordinarias (NAMO) de 46.0 hm³, y nivel de aguas máximas extraordinarias (NAME) de 52.8 hm³. Esta presa inicio operaciones en 1979. La presa Vicente Aguirre también conocida como "Las Golondrinas"; tiene una altura de la cortina de 27 m, con un nivel de aguas máximas ordinarias (NAMO) de 20.8 hm³ y nivel de aguas máximas extraordinarias (NAME) de 21.8 hm³. Esta presa inicio operaciones en 1954. También se encuentra la presa Madhó Corrales cuya extensión del vaso alcanza las 45 ha, esta se utiliza como un desarrollo ecoturístico manejado por una cooperativa de la zona.
También en el municipio de Alfajayucan se encuentra la presa El Yathé. Inaugurada el 19 de noviembre de 2013, planeada desde la década de 1970; cuyo costo fue de más de 600 millones de pesos. Con su cortina de 81 m de altura y 705 m de longitud,  aprovecha excedentes del río Tula que no tienen beneficio. Posee capacidad de 44.3 hm³ y forma parte del sistema de presas ubicadas en el Valle del Mezquital; capta volúmenes que no pueden ser regulados por la Endhó y Javier Rojo Gómez, además de escurrimientos del arroyo Sabines.
La Presa Madero sus aguas se localizan entre los límites municipales de Huichapan y Nopala de Villagran, a 8400 m al suroeste del poblado de Huichapan. El 23 de junio de 1912 el presidente Francisco I. Madero coloca la primera piedra de la presa, que sería terminada hasta los años 1940. Su vaso ocupa un área aproximada de 226 ha y contiene un volumen aproximado de 25 000 000 m³, confluyendo al río Hondo o San Francisco y después de pasar la presa San Antonio en Tecozautla, al río San Juan.

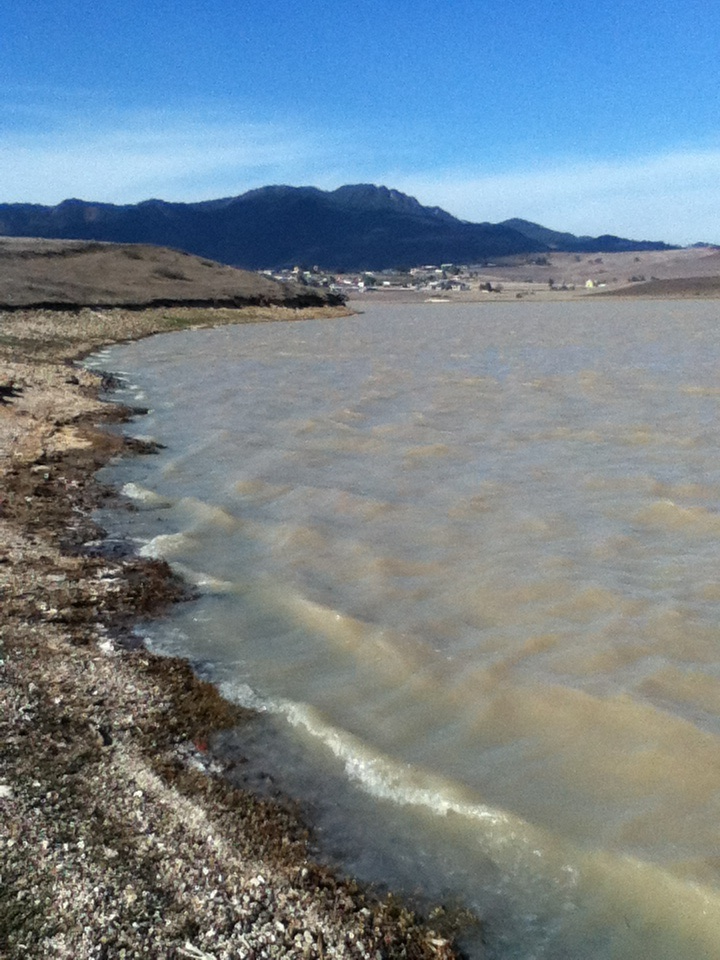
Embalse formado por la presa Metepec en el municipio de Metepec.

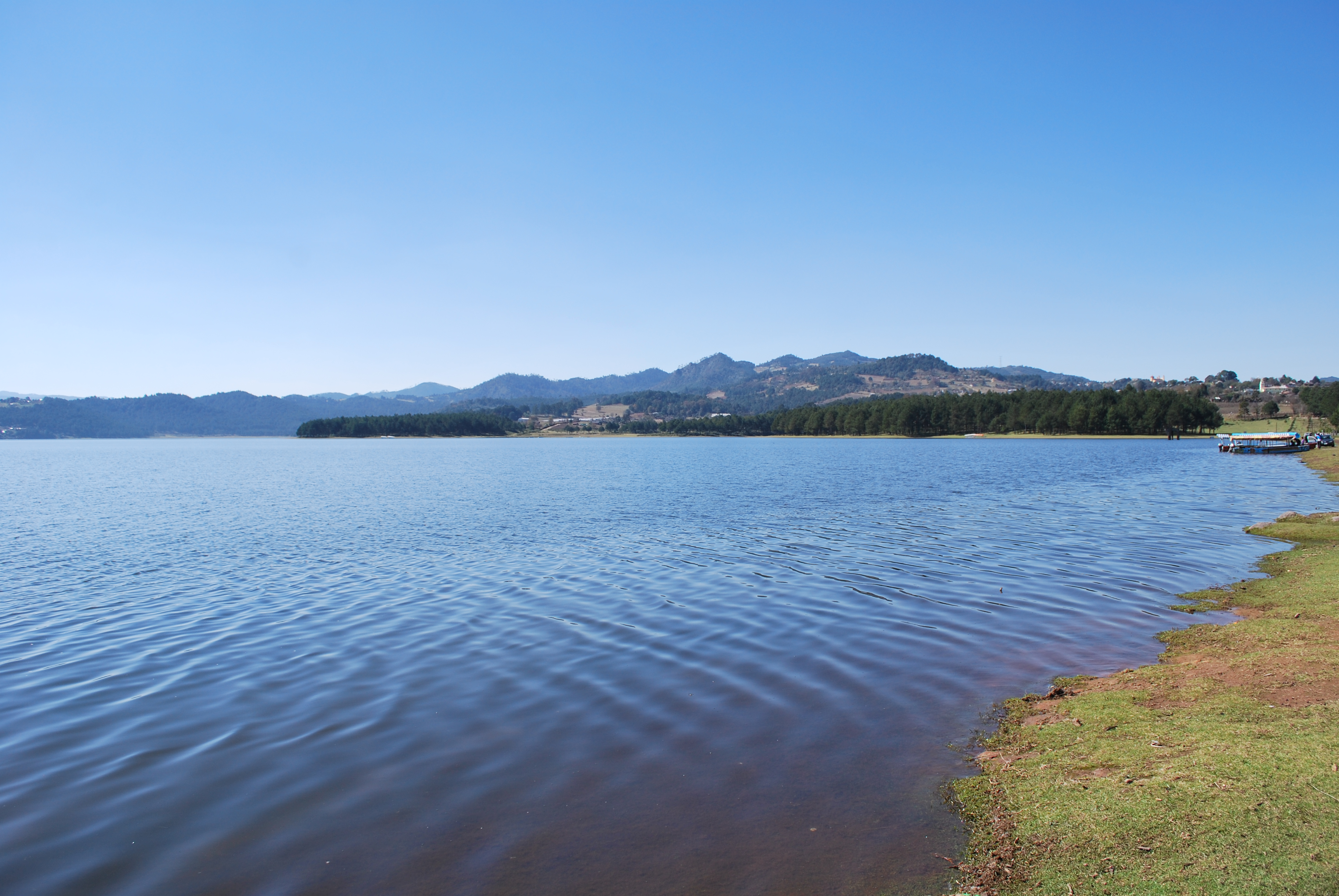
Embalse formado por la presa El Tejocotal en el municipio de Acaxochitlán.

La presa La Esperanza, está ubicada en los límites municipales de Cuautepec de Hinojosa y Tulancingo de Bravo, comenzó su edificación en 1939 y se terminó en 1943. tiene una altura de la cortina de 27 m, con un nivel de aguas máximas ordinarias (NAMO) de 3.92 hm³, y nivel de aguas máximas extraordinarias (NAME) de 4.20 hm³. Lo más profundo son 15 metros y lo máximo que tiene esta presa es 80 metros, con unas 50  ha de extensión.
En el municipio de Acaxochitlán se encuentran las presas El Tejocotal, Omiltémetl y Santa Ana. La presa El Tejocotal, también conocida como "La Laguna"; tiene una altura de la cortina de 19 m, con un nivel de aguas máximas ordinarias (NAMO) de 43.53 hm³, y nivel de aguas máximas extraordinarias (NAME) de 45.50 hm³. Recibe las aguas de los ríos Huitzilin y Rincón nacen entre los cerros de Coyametepec y Tlaquistepec en el pueblo de Tepepa. La presa Omiltémetl, también conocida como "Los Reyes"; tiene una altura de la cortina de 30 m, con un nivel de aguas máximas ordinarias (NAMO) de 26.05 hm³, y nivel de aguas máximas extraordinarias (NAME) de 27.00 hm³. Recibe las aguas del río Hueyatenco que principia en la comunidad Encinal en el municipio de Cuautepec de Hinojosa, se une al cauce del Río San Marcos, en cuyas orillas están los pueblos de Los Reyes y Tepepa, hasta desembocar en la presa. La presa Santa Ana Tzacuala tiene de ocho a diez metros de hondo; y es utilizada principalmente para pesca, campismo y ecoturístico.
En el municipio de Metepec se encuentra la presa Metepec, los ríos Metepec y Masillas son los que abastecen y alimentan a la presa,  donde se realiza la actividad pesquera.

### Lagunas

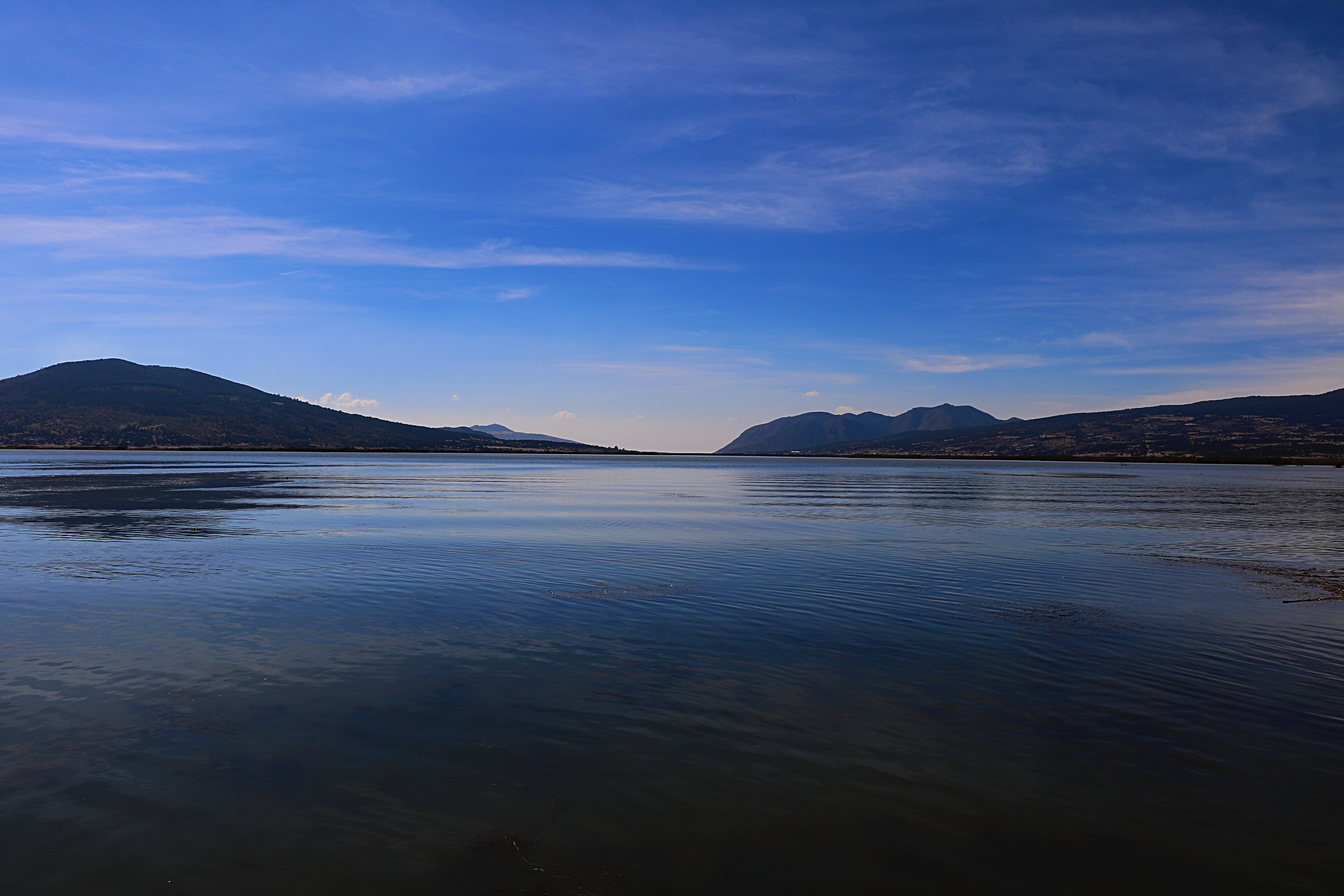
Laguna de Tecocomulco entre los municipios de Tepeapulco, Apan y Cuautepec de Hinojosa.

La laguna de Tecocomulco se encuentra dentro de los municipios de Tepeapulco, Apan y Cuautepec de Hinojosa. Cuenta con una superficie aproximada de 1769 ha; el área máxima puede ser hasta de 5300 ha y la mínima de 1500 ha. Los arroyos que alimentan a la laguna, son del tipo efímero e intermitente ya que solo presentan escurrimientos en época de lluvias. Los escurrimientos medios anuales son 37 336.35 hm³, menos los 2718.24 hm³ desfogados por el canal de desagüe, y el volumen evaporado 28 407.75 hm³, obteniendo un residual de agua anual igual a 6213.36 hm³. La laguna de Tecocomulco es el cuerpo de agua más extenso de la entidad.
La laguna de San Antonio de Atocha también conocida como laguna de Tochac, ubicada en el municipio de Apan; es un relicto relativamente conservado del gran sistema de lagos que existían antiguamente en la Cuenca de México. A una altitud de 2480 m s. n. m., tiene una forma alargada y ocupa aproximadamente 7.5 hectáreas. Tochac junto con la laguna de Tecocomulco, representan el último hábitat y refugio de algunas especies de fanerógamas acuáticas endémicas y en peligro de extinción de México como la estrella amarilla de agua (Nymphoides fallax) y planta sagitaria (Sagittaria demersa).
La laguna de Metztitlán se ubica entre los municipios de Eloxochitlán y Metztitlán. El nivel de agua oscila en forma estacional y presenta amplias fluctuaciones anuales, dependiendo de la cantidad de lluvia. Dichas fluctuaciones van desde cubrir 700 ha que cubren la zona inundable normal, hasta las avenidas extraordinarias que generan grandes inundaciones, llegando a cubrir 5000 ha aledañas. Tiene una profundidad, de entre 9 y 10 m, que contiene poco menos de 15 hm³ de agua y una profundidad promedio de 3 m.
La laguna de Atezca se localiza en el municipio de Molango de Escamilla, cuenta con una superficie inundable de 27.0 ha y un volumen disponible de 1.0 hm³. La laguna de Zupitlán se encuentra en el municipio de Acatlán, tiene entre seis y ocho metros de profundidad. La laguna San
Antonio de Atocha o Tochac se encuentra en el municipio de Apan, esta se forma por corrientes de agua intermitentes. También existen aguas termales sulfurosas y medicinales, en la Cantera (Tula); Mixquiahuala, Vito (Atotonilco de Tula); Tephé (Ejido Tephé); Humedades y Dios Padre (Ixmiquilpan); Tolantongo e Ixtacapa (Cardonal); Tzindeje (Tasquillo); Pathé Grande y Texidhó (Tecozautla); San Francisco (Acaxochitlán); Amajac (Atotonilco el Grande); Atempa (Calnali); entre otras.
Otras lagunas, represas o bordos en el estado; son L. Guadalupe, L. llanos de Apan, P. Tezoyo, y P. Plan Presidencial Benito Juárez, en el municipio de Apan; P. Almoloya, P. Buena Vista, P. San Ignacio, L. Las Ánimas, L. El Puerco en el municipio de Almoloya; P. San Juaquin en el municipio de Singuilucan; P. El Girón en el municipio de Epazoyucan; P. Los Álamos en el municipio de Tulancingo de Bravo; P. El Sabino y P. Los Troncos en el municipio de Acatlán; P. San José Palmillas y P. Palo Gordo en el municipio de Metepec; B. Los Ángeles, B. La Luz, L. La Cruz, B. San José, B. La Merced, B. El Ráfago, B. El Árenal, B. Cacaloapan, B. San Carlos, L. Turquesa o Bosque de las Truchas en el municipio de Huasca de Ocampo.
Otras lagunas, represas o bordos en el estado; son B. El Comalillo, B. Arroyo Colorado, B. La Quilita, B. Las Canoas y B. el Zoquital en el municipio de Atotonilco el Grande; B. Enrique en el municipio de Alfajayucan; B. Astillero, B. Santa Lucía, y B. El Márquez en el municipio de Chapantongo; B. Carmen, B. Ixcabondha, B. Arroyo del Salto, B. Cuates, B. Peña blanca, B. Gaviotas, B. Xoconoxtle, B. Estrella, B. Doninghu, B. Dongha, B. Xidha, y B. Gavillero en el municipio de Huichapan; L. Agua Linda y L. El Pinar en el municipio de Agua Blanca de Iturbide; L. El Ocote o Agua Zarca en el municipio de Tenango de Doria, L. Los Frailes en el municipio de El Arenal; L. Arroyo Zarco y L. El Carrizo en el municipio de San Agustín Metzquititlán y P. Peña Alta en Tepeji del Río de Ocampo.

### Acuíferos
En referencia a las aguas subterráneas la Comisión Nacional del Agua tiene delimitados veintiún acuíferos en la entidad: Zimapán, Orizatlán, Atotonilco-Jaltocán, Xochitlán–Huejutla, Atlapexco-Candelaria, Calabozo, Huichapan-Tecozautla, El Astillero, Chapantongo-Alfajayucan, Valle del Mezquital, Ajacuba, Ixmiquilpan, Actopan-Santiago de Anaya, Metiztitlán, Huasca-Zoquital, Tepeji del Río, Valle de Tulancingo, Acaxochitlán, Tecocomulco, Apan y Amajac. También en parte del territorio de Hidalgo se encuentran los acuíferos, Álamo-Tuxpan perteneciente al estado de Veracruz, y el Cuautitlán-Pachuca perteneciente al estado de México.
De estos solo dos están sobreexplotados, los acuíferos Huichapan-Tecozautla y Valle de Tulancingo; así como el Cuautitlán-Pachuca entre los estados de Hidalgo y México. Los acuíferos del Valle del Mezquital, Ajacuba, Ixmiquilpan, Actopan-Santiago de Anaya, Metiztitlán, Huasca-Zoquital, Tepeji del Río, Acaxochitlán, Tecocomulco, Apan y Amajac cuentan con un superávit.

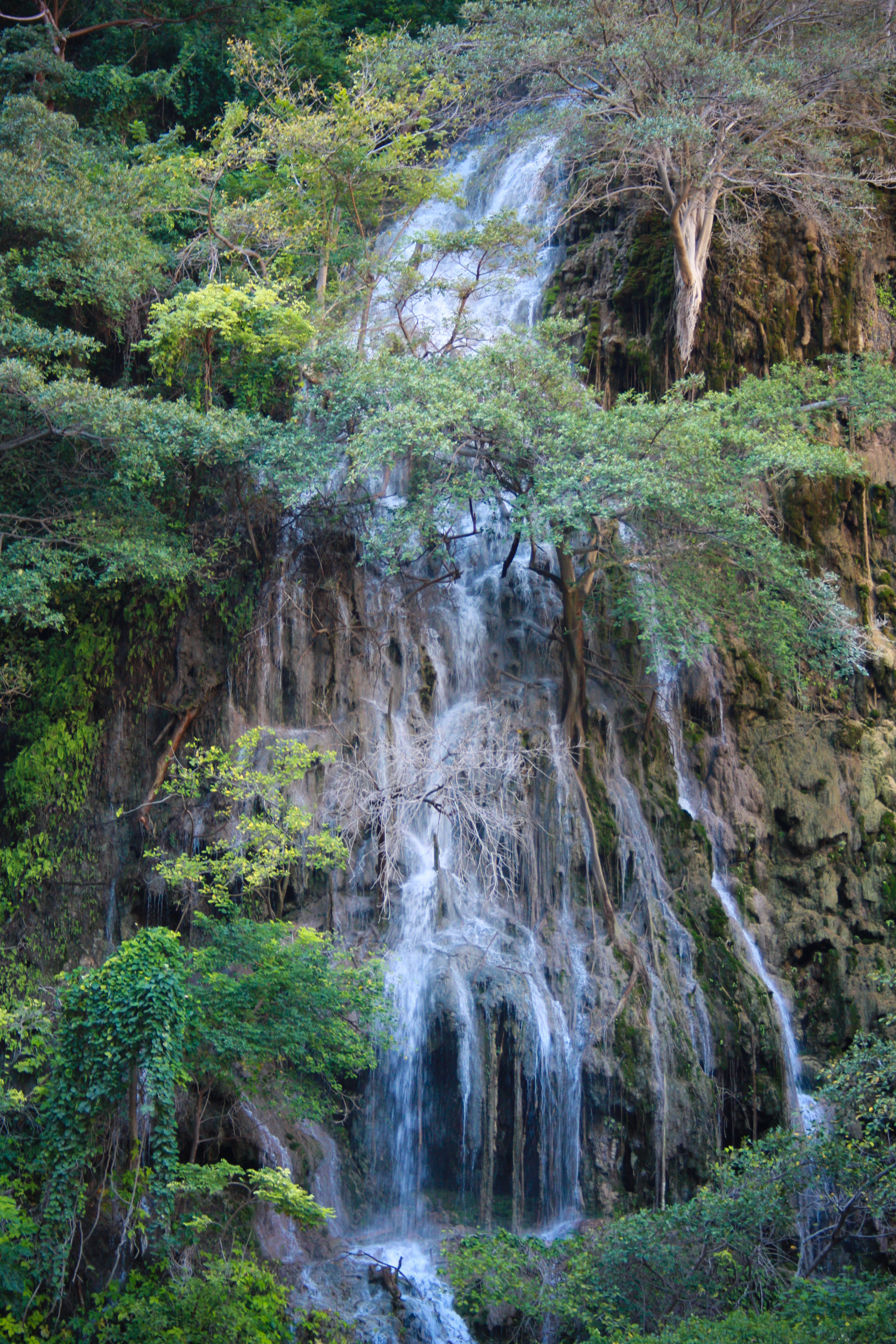
Grutas de Tolantongo en el municipio de Cardonal. Está formado por la gruta principal en la que fluye un río de aguas termales y un túnel más pequeño, de aproximadamente 15 metros, ambos en la misma pared del cañón del mismo nombre.

- El acuífero Zimapán, definido con la clave 1301 del Sistema de Información Geográfica del Agua Subterránea (SIGMAS) de la CONAGUA, comprende una superficie aproximada de 1612 km², se encuentra ubicado en la porción noroeste del estado de Hidalgo.[143] Se localiza totalmente dentro de los municipios de Zimapán, Pacula y Pisaflores y algunas porciones de los municipios Jacala de Ledezma, La Misión y Chapulhuacán.[143] Existen 89 aprovechamientos de los cuales 12 son pozos, 73 norias y 4 manantiales.[143] El uso principal del agua es público-urbano (61.5 %), el segundo lugar lo ocupa el industrial (23.1 %) y en menor medida, agrícola (7.7 %) y doméstico (7.7 %).[143]

- El acuífero Orizatlán, definido con la clave 1302 del Sistema de Información Geográfica del Agua Subterránea (SIGMAS) de la CONAGUA, comprende una superficie aproximada de 2900 km², se encuentra ubicado en la porción norte del estado de Hidalgo.[144] Se localiza totalmente dentro de los municipios de Juárez Hidalgo, Nicolás Flores, San Felipe Orizatlán, Tlahuiltepa y Tepehuacán de Guerrero; parcialmente los municipios Cardonal, Chapulhuacán, Eloxochitlán, Huejutla de Reyes, Ixmiquilpan, Jacala de Ledezma, Lolotla, Metztitlán, La Misión, Molango de Escamilla, Tlanchinol y Zimapán.[144] Existen 71 aprovechamientos de aguas subterráneas, de los cuales 64 se encuentran activos y los 7 restantes inactivos; del total 25 son norias y los 46 restantes manantiales.[144] El uso principal del agua es público-urbano.[144]

- El acuífero Atotonilco-Jaltocán, definido con la clave 1303 del Sistema de Información Geográfica del Agua Subterránea (SIGMAS) de la CONAGUA, comprende una superficie aproximada de 217 km², se encuentra ubicado en la porción norte del estado de Hidalgo.[145] Abarca el municipio de Jaltocán y parcialmente los municipios Tlanchinol, Huejutla de Reyes y San Felipe Orizatlán.[145] Existen 34 aprovechamientos, 21 son norias y 13 manantiales.[145] El uso principal del agua es doméstico.[145]

- El acuífero Xochitlán–Huejutla, definido con la clave 1304 del Sistema de Información Geográfica del Agua Subterránea (SIGMAS) de la CONAGUA, comprende una superficie aproximada de 258 km², se encuentra ubicado en la porción norte del estado de Hidalgo.[146] Se ubica parcialmente en los municipios Huejutla de Reyes y Tlanchinol.[146] Existen 77 aprovechamientos de aguas subterráneas, de los cuales 44 corresponden a norias, 30 a manantiales 6 de los cuales incluyen cárcamo de captación y 3 pozos.[146] El uso es de 95.2 % se destina a uso público-urbano, el 2.7 % a uso doméstico y el resto a los usos agrícola e industrial.[146]

- El acuífero Atlapexco-Candelaria, definido con la clave 1305 del Sistema de Información Geográfica del Agua Subterránea (SIGMAS) de la CONAGUA, comprende una superficie aproximada de 1104 km², se encuentra ubicado en la porción noreste del estado de Hidalgo.[147] Abarca parcialmente los municipios de Atlapexco, Tianguistengo, Huazalingo y Yahualica; la totalidad de los municipios de Xochicoatlán y Calnali, y unas pequeñas porciones de Metztitlán, Zacualtipán de Ángeles, Molango de Escamilla, Lolotla, Tlanchinol, Huautla y Huejutla de Reyes.[147] Existen 118 aprovechamientos de los cuales 107 se encuentran activos y los 11 restantes inactivos; de ellos 33 son norias, 84 manantiales y uno es tajo.[147] El uso abastecimiento de agua potable.[147]

- El acuífero Calabozo, definido con la clave 1306 del Sistema de Información Geográfica del Agua Subterránea (SIGMAS) de la CONAGUA, comprende una superficie aproximada de 852 km², se encuentra ubicado en la porción nororiental del estado de Hidalgo.[148] Abarca comprende totalmente al municipio de Xochiatipan, gran parte de los municipios de Huautla y Zacualtipán de Ángeles, parcialmente los municipios de Yahualica y Tianguistengo y pequeñas porciones de Atlapexco y San Agustín Metzquititlán.[148] Existen 53 aprovechamientos de aguas subterráneas, todos ellos se encuentran activos. Del total de obras 9 son norias y los 44 restantes manantiales.[148] El uso abastecimiento de agua potable y al uso doméstico-abrevadero de las comunidades de la región.[148]

- El acuífero Huichapan-Tecozautla, definido con la clave 1307 del Sistema de Información Geográfica del Agua Subterránea (SIGMAS) de la CONAGUA, comprende una superficie aproximada de 1448 km², se encuentra ubicado en la porción centro occidental del estado de Hidalgo.[149] Abarca casi la totalidad de los municipios de Huichapan, Tecozautla y Nopala de Villagrán.[149] Existen 157 aprovechamientos de agua.[149] El uso abastecimiento es principalmente uso agrícola, y público-urbano.[149]

- El acuífero El Astillero, definido con la clave 1308 del Sistema de Información Geográfica del Agua Subterránea (SIGMAS) de la CONAGUA, comprende una superficie aproximada de 105.7 km², se encuentra ubicado en la porción suroeste del estado de Hidalgo.[150] Comprende parcialmente a los municipios de Huichapan, Alfajayucan, Chapantongo y Nopala de Villagrán.[150] Existen 4 captaciones de agua subterránea.[150] Que extraen en total un volumen reducido para uso público urbano y doméstico, que se considera prácticamente nulo.[150]

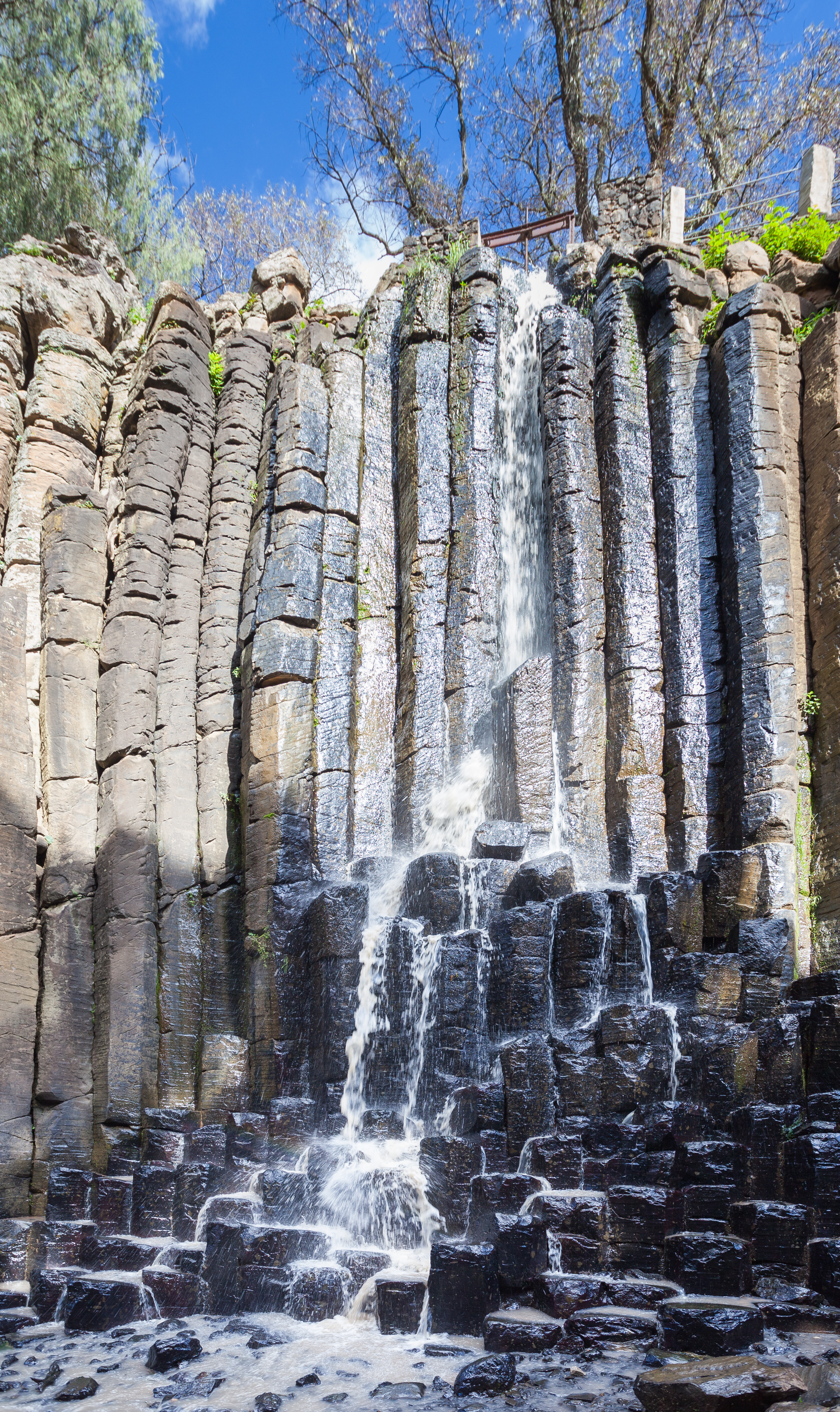
Prismas basálticos de Santa María Regla en el municipio de Huasca de Ocampo. Son el resultado del enfriamiento lento de lava hace hace unos 2.5 millones de años, y formaron columnas de basalto de 5 o 6 caras.

- El acuífero Chapantongo-Alfajayucan, definido con la clave 1309 del Sistema de Información Geográfica del Agua Subterránea (SIGMAS) de la CONAGUA, comprende una superficie aproximada de 895 km², se encuentra ubicado en la porción suroeste del estado de Hidalgo.[152] Comprende prácticamente en su totalidad los municipios Tasquillo, Alfajayucan y Chapantongo; así como porciones de los municipios Chilcuautla, Tepetitlán, Nopala de Villagrán, Huichapan y Tecozautla.[152] Existen 76 aprovechamientos, 45 son pozos, 9 norias, 21 manantiales y 1 galería; del total de aprovechamientos 56 están activos y 20 inactivos.[152] De las obras activas 9 son para uso agrícola, 16 para uso doméstico, 30 para uso público urbano y para uso recreativo.[152]

- El acuífero Valle del Mezquital, definido con la clave 1310 del Sistema de Información Geográfica del Agua Subterránea (SIGMAS) de la CONAGUA, comprende una superficie aproximada de 2714 km², se encuentra ubicado en la porción suroriental del estado de Hidalgo.[153] Abarca municipios del estado de Hidalgo y del estado de México, en Hidalgo comprende totalmente los municipios de Atitalaquia, Atotonilco de Tula, Tezontepec de Aldama, Tlahuelilpan, Tlaxcoapan y Tula de Allende; parcialmente los municipios de Chilcuautla, Mixquiahuala de Juárez, Progreso de Obregón, Tepeji del Río de Ocampo, Tepetitlán y Tetepango; así como pequeñas porciones de los municipios de Ajacuba y Chapantongo.[153] En el estado de México abarca totalmente los municipios Apaxco y Soyaniquilpan de Juárez; parcialmente los municipios Chapa de Mota, Hueypoxtla, Jilotepec, Tequixquiac y Villa del Carbón; así como pequeñas porciones de Jiquipilco, Morelos y Zumpango.[153] Existen 460 aprovechamientos, 258 son pozos, 109 norias y 93 manantiales; del total de aprovechamientos 321 están activos y 139 sin uso (inactivos).[153] De las obras activas 32 son para uso agrícola, 83 para uso doméstico, 133 para uso público urbano, 65 para uso industrial y 8 para uso recreativo.[153]

- El acuífero Ajacuba, definido con la clave 1311 del Sistema de Información Geográfica del Agua Subterránea (SIGMAS) de la CONAGUA, comprende una superficie aproximada de 271 km², se encuentra ubicado en la porción sur del estado de Hidalgo.[154] Abarca prácticamente en su totalidad el municipio de Ajacuba y parcialmente los municipios de San Agustín Tlaxiaca, Tetepango, así como pequeñas porciones del municipio de Francisco I. Madero.[154] Existen 45 aprovechamientos de los cuales 35 están activos y 10 inactivos, del total de aprovechamientos activos 15 son pozos, 18 norias y 2 manantiales.[154] De las obras activas, 2 son para uso agrícola, 17 para uso doméstico, 12 para uso público-urbano y 4 para uso recreativo.[154]

- El acuífero Ixmiquilpan, definido con la clave 1312 del Sistema de Información Geográfica del Agua Subterránea (SIGMAS) de la CONAGUA, comprende una superficie aproximada de 885 km², se encuentra ubicado en la porción oeste del estado de Hidalgo.[155] Abarca prácticamente en su totalidad el municipio Ixmiquilpan, parcialmente los municipios de Tasquillo, Zimapán, Cardonal, así como pequeñas porciones de los municipios de San Salvador, Progreso de Obregón, Chilcuautla y Alfajayucan.[155] Existen 196 aprovechamientos, de los cuales 190 están activos y 6 se consideran inactivos. Del total de aprovechamientos 78 son pozos, 58 manantiales y 60 norias.[155] De los aprovechamientos activos 31 son para uso agrícola, 59 para uso doméstico, 87 para uso público-urbano y 13 para uso recreativo.[155]

- El acuífero Actopan-Santiago de Anaya, definido con la clave 1313 del Sistema de Información Geográfica del Agua Subterránea (SIGMAS) de la CONAGUA, comprende una superficie aproximada de 1065 km², se encuentra ubicado en la porción sur del estado de Hidalgo.[156] Abarca la mayor parte de la superficie de los municipios de San Salvador, Francisco I. Madero, San Agustín Tlaxiaca y El Arenal; parcialmente también los municipios Actopan y Santiago de Anaya; así como pequeñas porciones de los municipios Mixquiahuala de Juárez, Progreso de Obregón, Ajacuba, Cardonal, Ixmiquilpan, Mineral del Chico, Pachuca de Soto y Tolcayuca.[156] Existen 189 aprovechamientos, todos ellos activos, 171 son pozos y 18 norias.[156] Del total de aprovechamientos 99 son para uso agrícola, 65 para uso público urbano, 9 para uso doméstico, 2 para uso industrial y 14 para otros usos.[156]

- El acuífero Meztitlán, definido con la clave 1314 del Sistema de Información Geográfica del Agua Subterránea (SIGMAS) de la CONAGUA, comprende una superficie aproximada de 1100 km², se encuentra ubicado en la porción este del estado de Hidalgo.[157] Cubre parcialmente los municipios de Metztitlán, Mezquititlán, Atotonilco el Grande, Agua Blanca de Iturbide, Metepe, Tulancingo de Bravo y Huasca de Ocampo en el estado de Hidalgo, y Huayacocotla en el estado de Veracruz.[157] Cuenta con 36 captaciones de agua subterránea, de las cuales 30 son pozos y las 6 restantes norias; de este total, solo 2 se encuentran inactivas.[157] De acuerdo a la clasificación por uso de los aprovechamientos, 17 de ellos se destina a la agricultura, 17 más para satisfacer las necesidades del uso público-urbano y los 2 restantes para uso doméstico-abrevadero.[157]

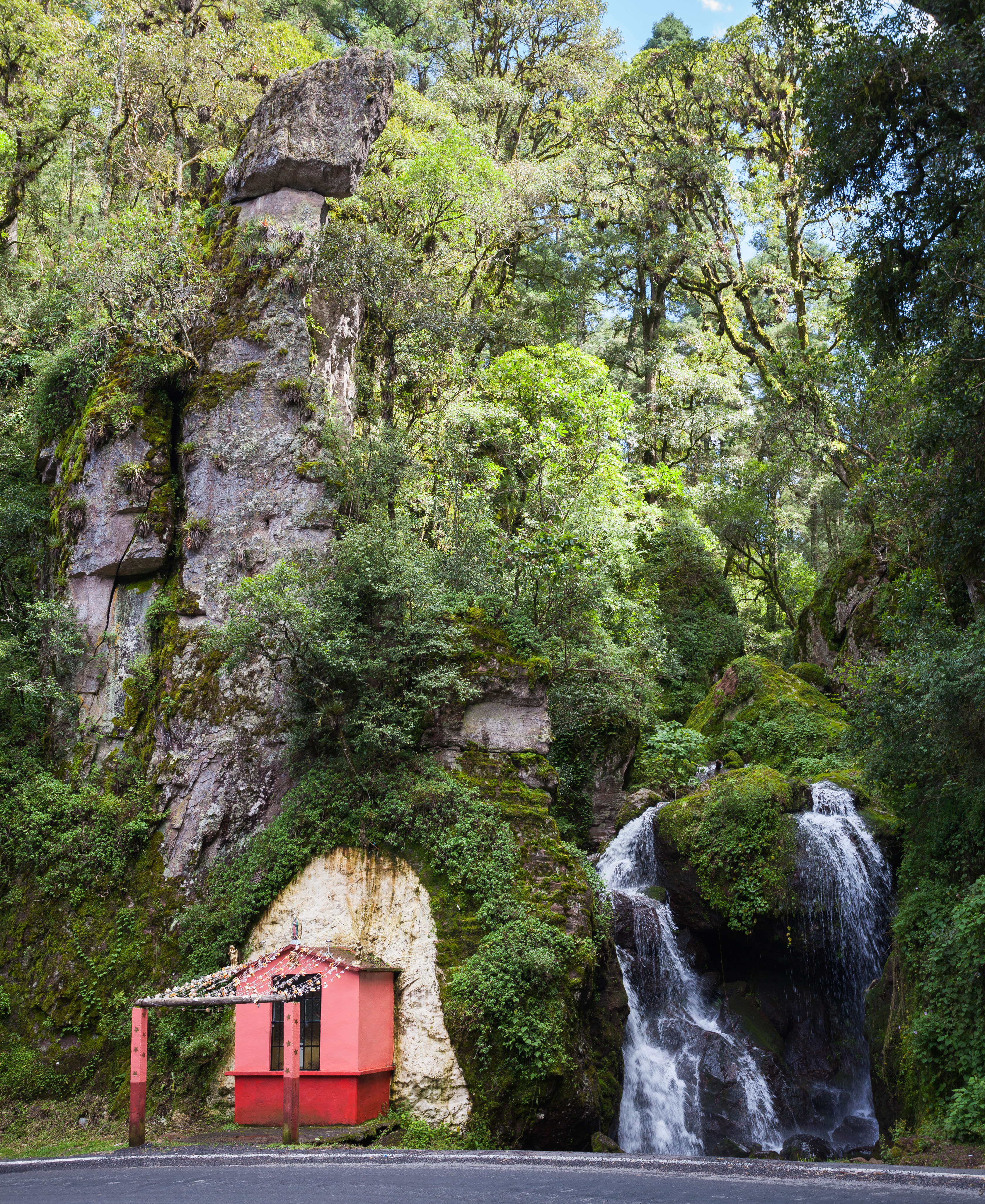
Cascada El Tejón o Cascada Garrido en el municipio de Mineral del Chico, formada por el río El Milagro.

- El acuífero Huasca-Zoquital, definido con la clave 1315 del Sistema de Información Geográfica del Agua Subterránea (SIGMAS) de la CONAGUA, comprende una superficie aproximada de 467 km², se encuentra ubicado en la porción oriental del estado de Hidalgo.[158] Cubre parte de los municipios de Atotonilco el Grande, Huasca de Ocampo, Omitlán de Juárez y Santiago Tulantepec de Lugo Guerrero.[158] Existen en el acuífero un total de 115 captaciones de agua subterránea; de las cuales 87 son manantiales, 10 norias y 18 pozos.[158] Del total de la descarga, el 48 % se destinan al uso recreativo, 32% para uso público-urbano, 11 % para uso agrícola y el 9 % restante para satisfacer las necesidades del uso doméstico-abrevadero.[158]

- El acuífero Tepeji del Río, definido con la clave 1316 del Sistema de Información Geográfica del Agua Subterránea (SIGMAS) de la CONAGUA, comprende una superficie aproximada de 406 km², se encuentra ubicado en la porción sur del estado de Hidalgo.[159] Abarca parcialmente el municipio de Tepeji del Río de Ocampo, en el estado de Hidalgo; Villa del Carbón, Tepotzotlán, Nicolás Romero y una pequeña porción del municipio de Jiquipilco, todos ellos pertenecientes al estado de México.[159] Existen 44 aprovechamientos, 40 activos y 4 inactivos; del total de aprovechamientos 22 son pozos, 15 norias y 7 manantiales.[159] Del total de captaciones 30 son para uso público-urbano, 3 para uso agrícola y 11 para otros usos.[159]

- El acuífero Valle de Tulancingo, definido con la clave 1317 del Sistema de Información Geográfica del Agua Subterránea (SIGMAS) de la CONAGUA, comprende una superficie aproximada de 1054 km², se encuentra ubicado en la porción suroriental del estado de Hidalgo.[160] Abarca comprende la totalidad del municipio de Santiago Tulantepec de Lugo Guerrero; casi la totalidad de los municipios Acatlán, Cuautepec de Hinojosa, Metepec, Tulancingo de Bravo; parcialmente los municipios de Huasca de Ocampo y Singuilucan; así como pequeñas porciones de los municipios de Acaxochitlán, Agua Blanca de Iturbide y Tenango de Doria.[160] Existencia de un total de 313 captaciones de agua subterránea, de las cuales 65 están inactivas y 248 activas. Del total de captaciones 272 son pozos, 11 norias, 2 galerías filtrantes y 28 manantiales.[160] Del total de aprovechamientos activos, 143 están destinados al uso agrícola, 60 al público-urbano, 27 al doméstico y abrevadero, 4 al uso industrial y 14 sin uso.[160]

- El acuífero Acaxochitlán, definido con la clave 1318 del Sistema de Información Geográfica del Agua Subterránea (SIGMAS) de la CONAGUA, comprende una superficie aproximada de 754 km², se encuentra ubicado en la porción sureste del estado de Hidalgo y en una pequeña porción al norte del estado de Puebla.[161] Abarca parcialmente los municipios de Tenango de Doria, Metepec, Tulancingo de Bravo y Cuautepec de Hinojosa y la totalidad del municipio de Acaxochitlán dentro del estado de Hidalgo, mientras que en la parte del estado de Puebla abarca porciones de los municipios de Pahuatlán, Naupan, Zacatlán y Chignahuapan y gran parte de los municipios de Honey, Huauchinango y Ahuazotepec.[161] Existen 43 captaciones de agua subterránea: 11 norias, 1 manantial y 31 pozos.[161] De acuerdo con su uso, 14 son destinados a la agricultura, 15 al uso público-urbano, 6 a doméstico-abrevadero, 3 industriales y los restantes 5 son de uso múltiple.[161]

- El acuífero Tecocomulco, definido con la clave 1319 del Sistema de Información Geográfica del Agua Subterránea (SIGMAS) de la CONAGUA, comprende una superficie aproximada de 564 km², se encuentra ubicado en la porción sureste del estado de Hidalgo.[162] Abarca los municipios de Apan, Almoloya, Tepeapulco, Cuautepec de Hinojosa, Singuilucan, en el estado de Hidalgo y una parte de Chignahuapan en el estado de Puebla.[162] De acuerdo a los volúmenes de extracción, el agua que se extrae del acuífero se utiliza principalmente para uso público-Urbano, el segundo volumen más importante de extracción es para uso industrial y el tercer uso en importancia es el uso pecuario.[162]

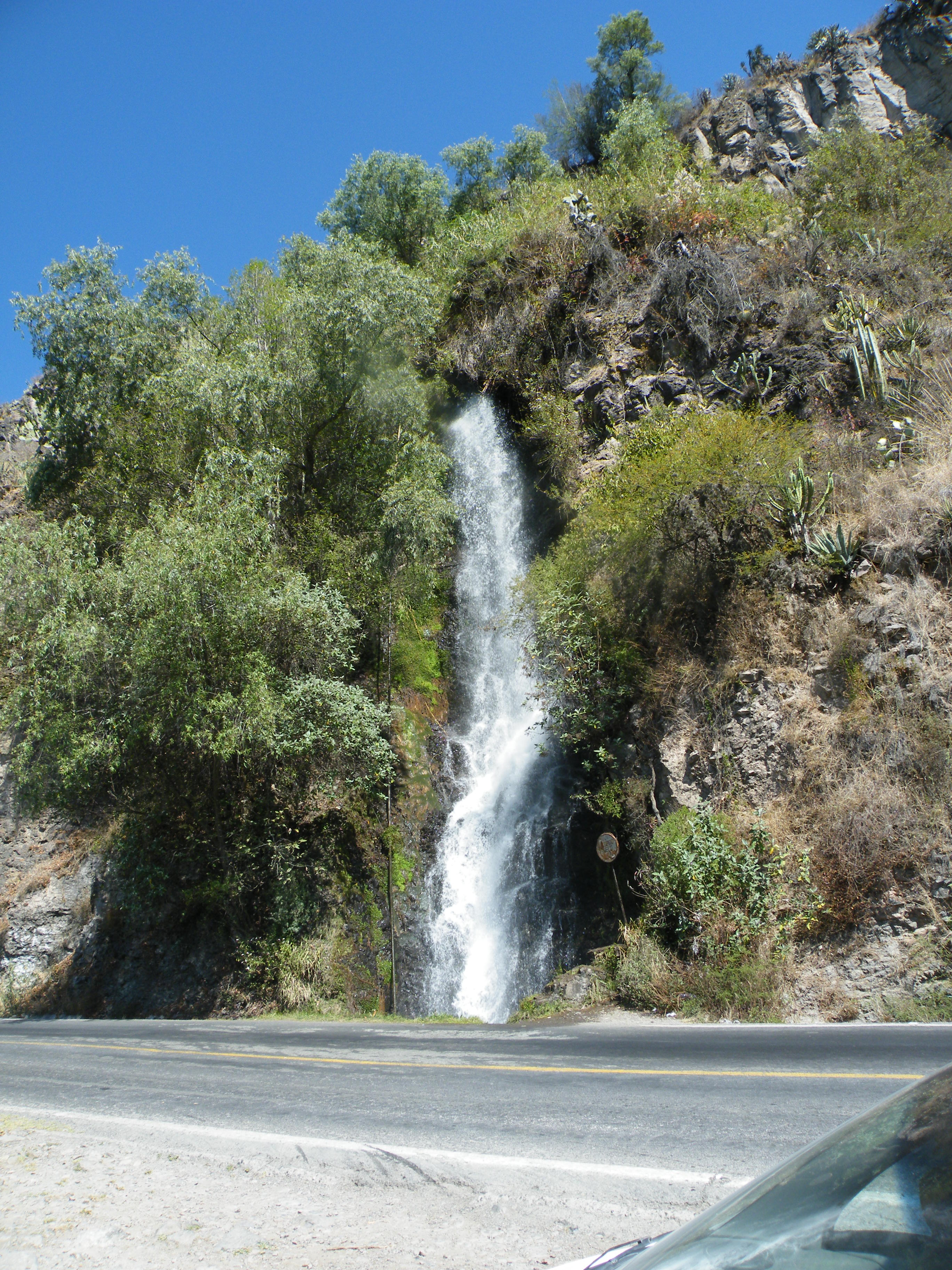
Cascada El Banco en el municipio de San Agustín Metzquititlán, cuerpo de agua artificial proveniente de la presa de Arroyo Zarco.

- El acuífero Apan, definido con la clave 1320 del Sistema de Información Geográfica del Agua Subterránea (SIGMAS) de la CONAGUA, comprende una superficie aproximada de 733 km², se encuentra ubicado en la porción suroriental del estado de Hidalgo.[164] Abarca la totalidad del municipio de Emiliano Zapata, la mayor parte de Apan, Almoloya y Tepeapulco, así como una pequeña porción del municipio de Tlanalapa.[164] Existen 58 aprovechamientos de agua subterránea, de los cuales 51 son pozos, 4 norias y 3 manantiales; solo 6 pozos se encontraron inactivos.[164] El volumen total de extracción es 81.8 % uso público-urbano, 7.4 % es para uso agrícola, 3.4 % para uso doméstico y 7.4 % para usos múltiples.[164]

- El acuífero Amajac, definido con la clave 1321 del Sistema de Información Geográfica del Agua Subterránea (SIGMAS) de la CONAGUA, comprende una superficie aproximada de 1411 km², se encuentra ubicado en la porción central del estado de Hidalgo.[165] Abarca parcialmente los municipios de Cardonal, Metztitlán, Santiago de Anaya, Atotonilco el Grande, Actopan, Mineral del Chico, Omitlán de Juárez, Mineral del Monte y pequeñas porciones de Tlahuiltepa, municipio de Eloxochitlán y El Arenal.[165] Existen en el acuífero un total de 136 aprovechamientos de aguas subterráneas, de los cuales 134 son manantiales, y solo 3 pozos.[165] Destinados en su totalidad al uso público urbano para abastecimiento de agua potable a la parte alta de la ciudad de Pachuca y a las comunidades rurales de la región.[165]

- El acuífero Álamo-Tuxpan, definido con la clave 3014 del Sistema de Información Geográfica del Agua Subterránea (SIGMAS) de la CONAGUA, comprende una superficie aproximada de 6340 km², se ubica en la porción norte del estado de Veracruz y abarca parte de los estados de Puebla e Hidalgo.[138] En el estado de Hidalgo abarca los municipios de San Bartolo Tutotepec, Tenango de Doria y Huehuetla y pequeñas porciones de Agua Blanca de Iturbide.[138]

- El acuífero Cuautitlán-Pachuca, definido con la clave 1508 del Sistema de Información Geográfica del Agua Subterránea (SIGMAS) de la CONAGUA, comprende una superficie aproximada de 2850 km², se localiza al norte de la Ciudad de México, entre los límites estatales del estado de México y del estado de Hidalgo.[139] En el estado de Hidalgo abarca los municipios de Pachuca de Soto, Tizayuca, Tezontepec de Aldama, Mineral de la Reforma y Zempoala.[139]

## Climatología

### Clima

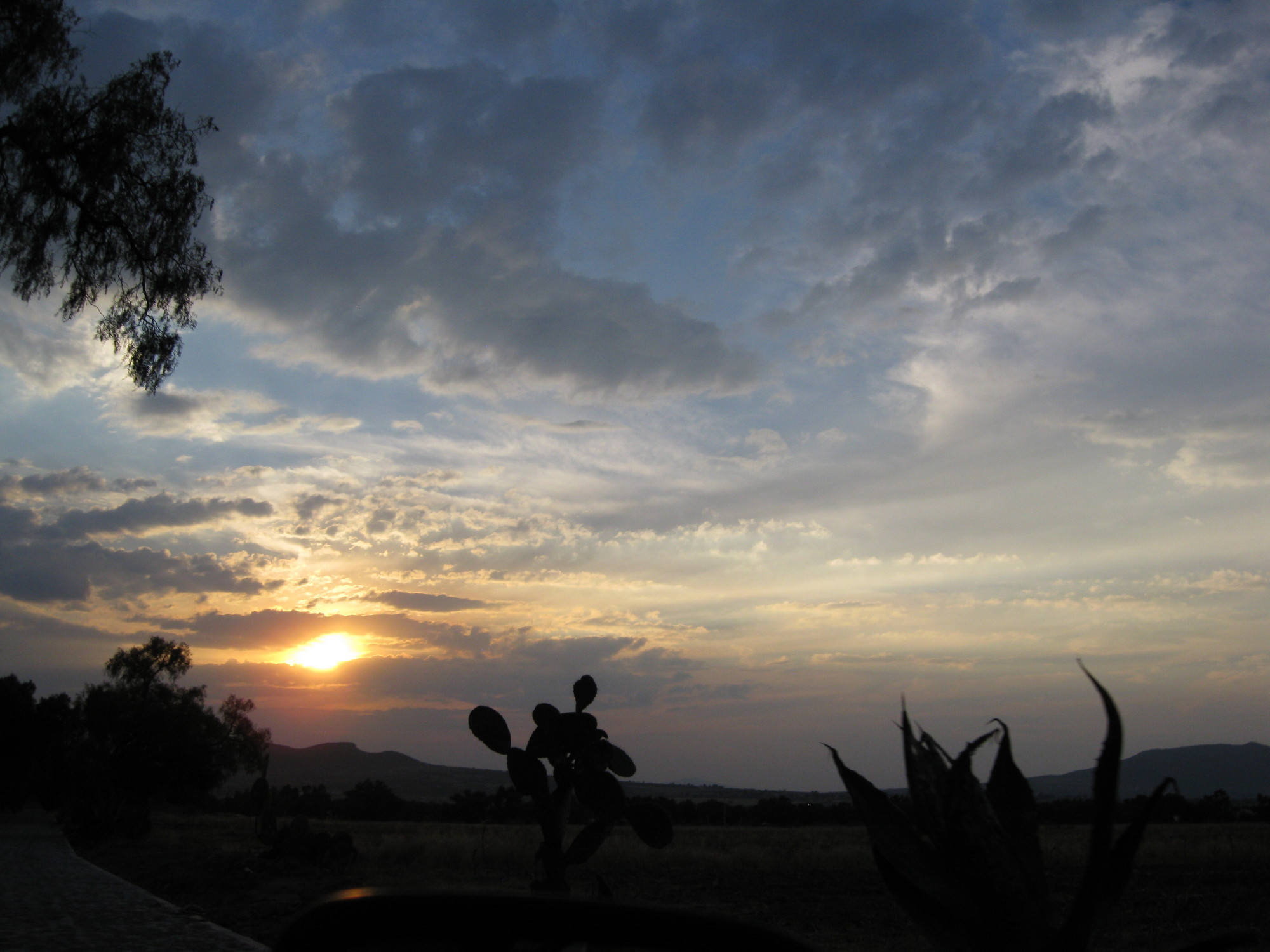
Atardecer en Xihuingo, municipio de Tepeapulco.

Geográficamente se distinguen tres zonas climáticas bien definidas en el estado de Hidalgo: zona de climas cálidos y semicálidos, zona de climas templados, y Zona de climas secos y semisecos. En menor proporción aparece en pequeñas áreas el clima semifrío, que se desarrolla en las partes más altas del estado.

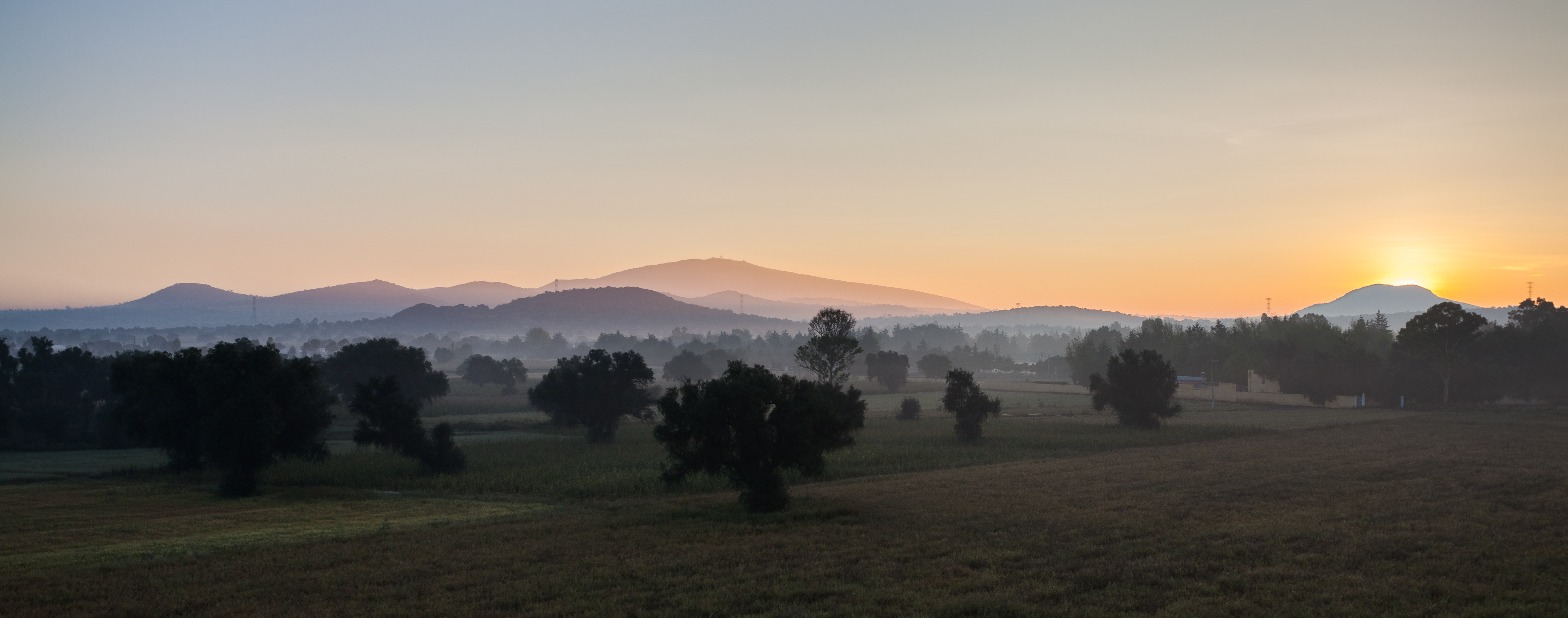
Amanecer en Huitzila, municipio de Tizayuca.

-

#### Clima cálido o tropical

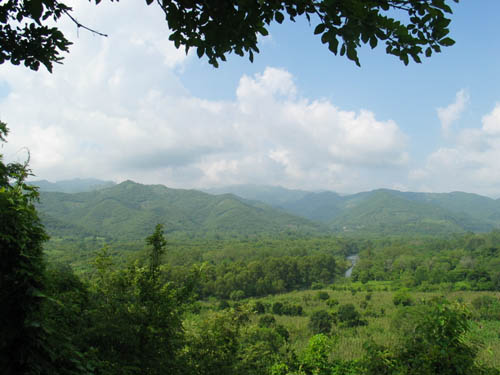
Municipio de Calnali donde predomina el clima semicálido húmedo con lluvias todo el año.

En el territorio estatal el clima tropical [A] ocupa el 23.03 %. En términos generales los sublimas tropicales son: el cálido húmedo con lluvias todo el año [Af] con el 0.20 %; el cálido subhúmedo con lluvias en verano [A(w)] con el 0.84 %; el semicálido húmedo con lluvias todo el año [ACf] con el 13.31 %; el semicálido húmedo con abundantes lluvias en verano [ACm] con el 2.92 %; y el semicálido subhúmedo con lluvias en verano [ACw] con el 5.76 %. Estos se encuentran principalmente en la Huasteca hidalguense, en la parte norte de la Sierra Alta y Sierra Gorda.
Los climas cálidos con lluvias en verano se presentan solo en pequeñas zonas de los municipios de Huautla, Huehuetla y Chapulhuacán. Los semicálidos húmedos siguen una dirección sureste, desde el municipio de Pisaflores, hasta la parte más oriental del estado en Huehuetla. En Pacula, Jacala de Ledezma y La Misión se localizan los climas semicálidos subhúmedos con lluvias en verano. Su temperatura media anual es de 24.8 °C, con una máxima de 31.5 °C en los meses de julio y agosto y una mínima de 15.4 °C en enero.

#### Clima seco

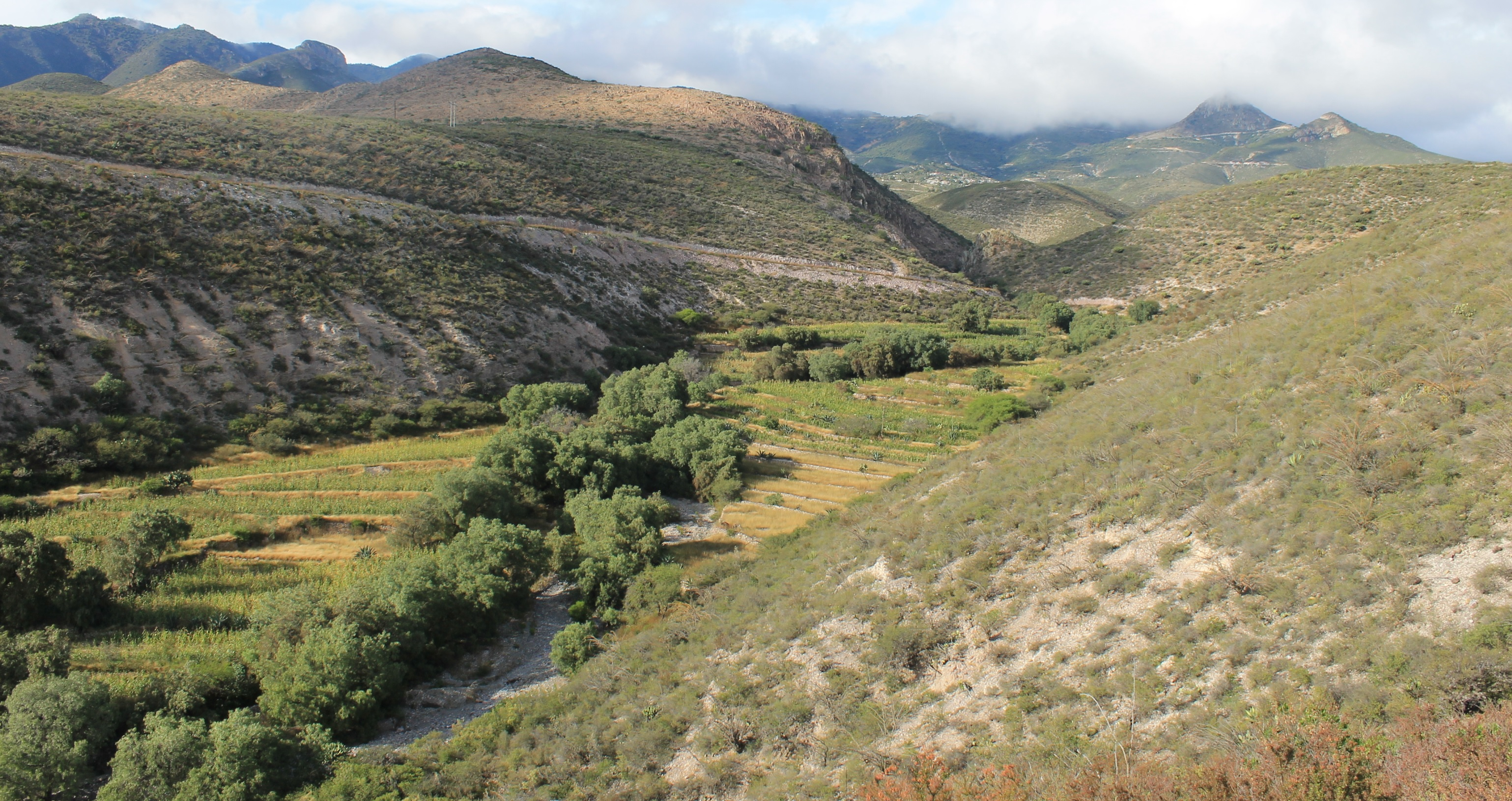
Municipio de Ixmiquilpan donde predomina el clima semiseco templado.

El clima seco [B] ocupa el 38.57 % del territorio estatal. En términos generales los subclimas secos son: el semiseco muy cálido y cálido [BS1(h')] con el 0.17 %; el semiseco semicálido [BS1h] con el 4.92 %; el semiseco templado [BS1k] con el 29.65 %; y el seco semicálido [BSh] con el 3.83 %. Encontrados principalmente en el Valle del Mezquital.
El clima semiseco semicálido presenta lluvias de verano con invierno fresco; se distribuye en parte de los municipios de Tecozautla, Tasquillo y Zimapán, y en la zona centro en los de Tlahuiltepa y Eloxochitlán. Su temperatura media anual es de 24.4 °C, la máxima se presenta en el mes de abril con 25.3 °C y la mínima en diciembre con 11.5 °C.
El clima semiseco templado abarca casi toda la región conocida como el Valle del Mezquital, también se distribuye en la porción correspondiente al río Metztitlán, y algunas regiones cercanas a Pachuca de Soto. La temperatura media anual es de 14.8 °C, ocurre la máxima en mayo con 17.3 °C y la mínima en noviembre con 9.4 °C.
El clima seco semicálido se manifiesta en los alrededores de Ixmiquilpan, donde cruza el río Tula y en parte de los municipios de Eloxochitlán y Metztitlán. Su temperatura media anual es de 18.5 °C, presentándose la máxima en junio con 24.7 °C y la mínima en enero con 8.3 °C.

#### Clima templado

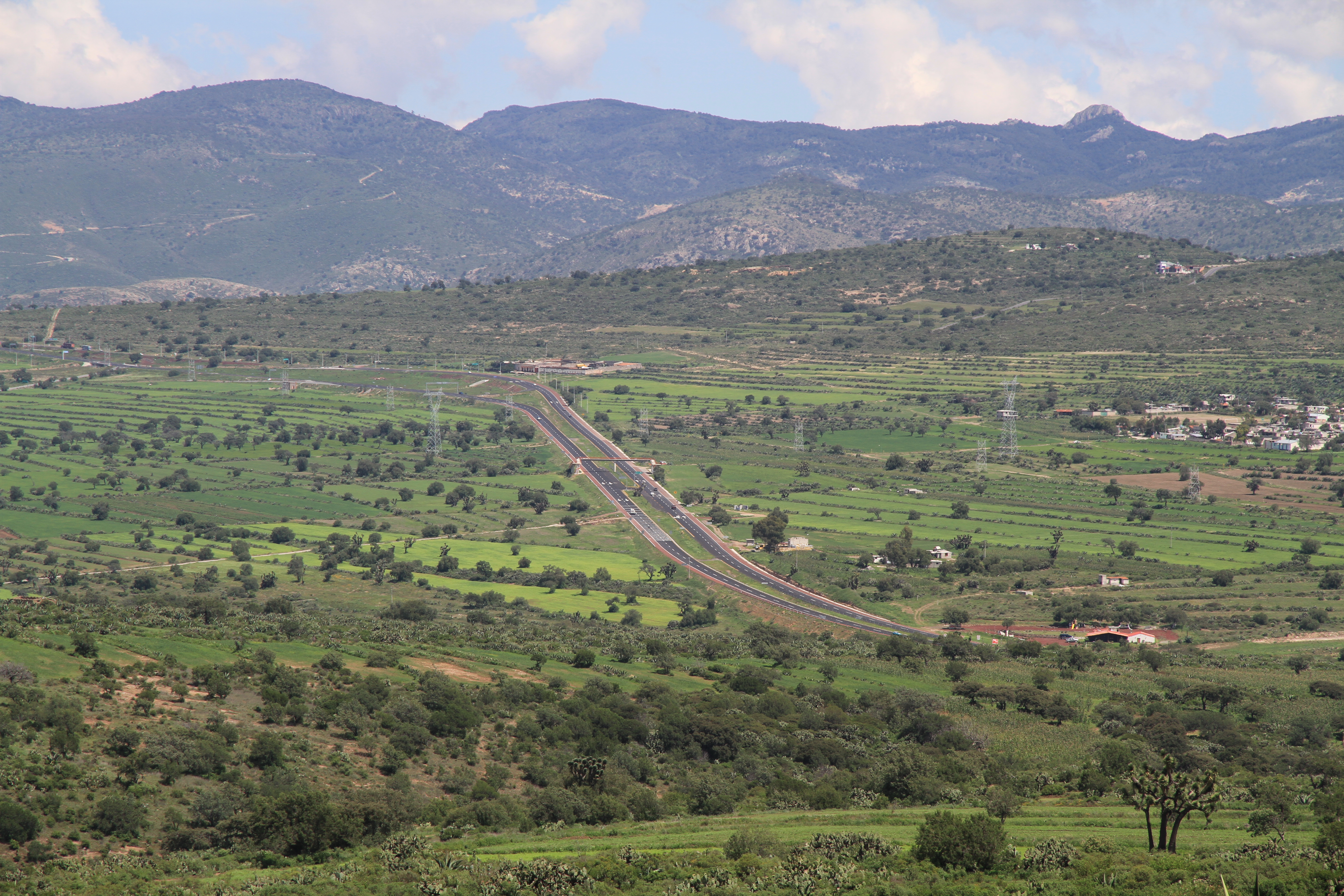
Municipio de Singuilucan donde predomina el clima templado subhúmedo con lluvias en verano.

El clima templado [C] ocupa el 38.40 % del territorio estatal. En términos generales los subclimas templados son: el templado húmedo con lluvias todo el año [C(f)] con el 3.35 %; el templado húmedo con abundantes lluvias en verano [C(m)] con el 2.70 %; el templado subhúmedo con lluvias en verano [C(w)] con el 31.42 %; y el semifrío subhúmedo con lluvias en verano [C(E)(w)] con el 0.93 %. Encontrados principalmente en las áreas de la Sierra Madre Oriental y Eje Neovolcánico que se ubican en Hidalgo.
El clima templado subhúmedo con lluvias en verano se desarrolla en las elevaciones de la Sierra Madre Oriental, formando una franja que va desde el municipio de Acaxochitlán hasta el municipio de San Agustín Metzquititlán. En el centro del estado abarca parte del municipio de Zimapán, algunas planicies cercanas al de Atotonilco el Grande, y las llanuras de Alfajayucan; estas condiciones se presentan también en el municipio de Apan. Su temperatura media anual es de 14.5 °C, la máxima es en mayo con 21.2 °C y la mínima en diciembre con 8.3 °C.
El clima templado húmedo con lluvias todo el año Se localiza en partes de los municipios de Tenango de Doria, Tianguistengo, San Bartolo Tutotepec y Lolotla, principalmente. La condición de humedad de este clima está dada por la influencia de los vientos provenientes del Golfo de México. El clima semifrío subhúmedo con lluvias en verano es un tipo climático representativo de las altitudes superiores a los 2500 m s. n. m., existentes en el estado. Se localiza principalmente al sur, como en el cerro El Piojo, cercano al municipio de Mineral del Chico y en zonas aledañas al municipio de Mineral del Monte.

### Precipitación

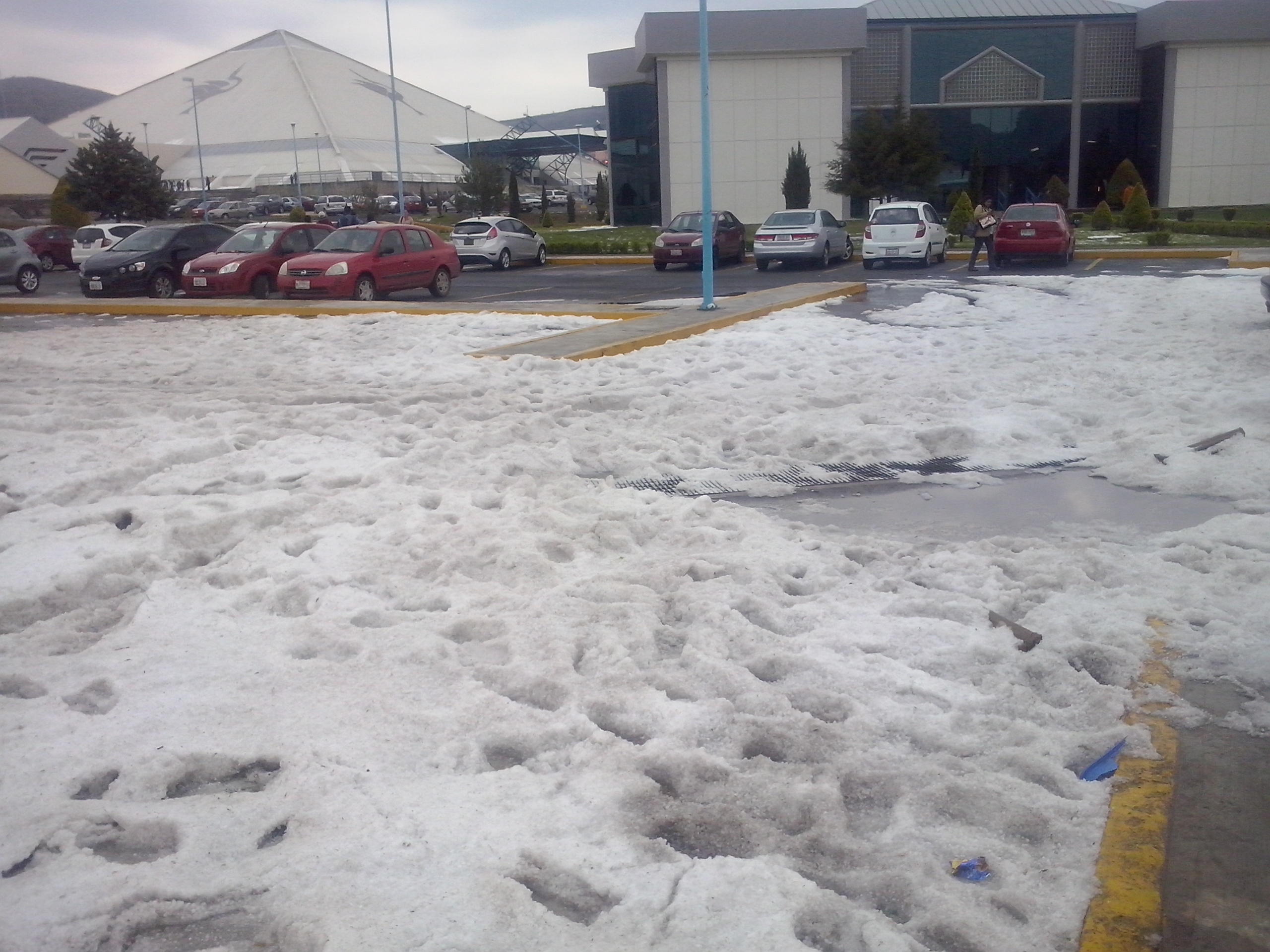
Ganizada del 20 de marzo de 2015 que afecto a Pachuca y Mineral de la Reforma.

Las lluvias se presentan en verano, en los meses de junio a septiembre, la precipitación media del estado es de 800 mm anuales. Al noreste de la entidad, en la región de la Huasteca hidalguense y la Sierra de Tenango, las lluvias se presentan durante todo el año.  Tiene regiones con lluvia de 2800 mm al año, que contrastan con la resequedad de algunas zonas, donde se registran escasos 250 mm.
El clima cálido tiene una precipitación total anual es de 1948.9 mm; la máxima ocurre en el mes de septiembre con 395.8 mm y la mínima en enero con 63.6 mm. El clima templado subhúmedo tiene una precipitación total anual de 610.8 mm, la cual presenta valores máximos en el mes de julio con 104.7 mm, y una mínima en diciembre con apenas 7.2 mm.
El clima semiseco semicálido tiene una precipitación total al año es de 503.2 mm, con máxima concentración en septiembre con 142.8 mm y mínima en febrero con 4.3 mm. El clima semiseco templado tiene una precipitación total anual es de 543.4 mm, con máxima incidencia en septiembre con 117.4 mm y mínima en enero con 8.8 mm. El clima seco semicálido tiene una precipitación total anual es de 364.6 mm; con máxima en junio, con 66.3 mm y mínima en febrero con 3.3 mm.
Las granizadas se presentan con más frecuencia en las zonas con climas templados y semifríos del estado, los índices van de dos a cuatro días y en las partes más elevadas llegan hasta seis días; su ocurrencia es generalmente durante el mes de mayo, por lo que se asocia a las primeras precipitaciones. En zonas aledañas a Pachuca, Zimapán, Alfajayucan y Ciudad Sahagún, sobrevienen durante un máximo de cuatro días; y en el resto del estado su rango es de cero a dos días, incluyendo desde los climas semicálidos de la región Huasteca, hasta los semisecos del Valle del Mezquital.

### Nevadas y heladas

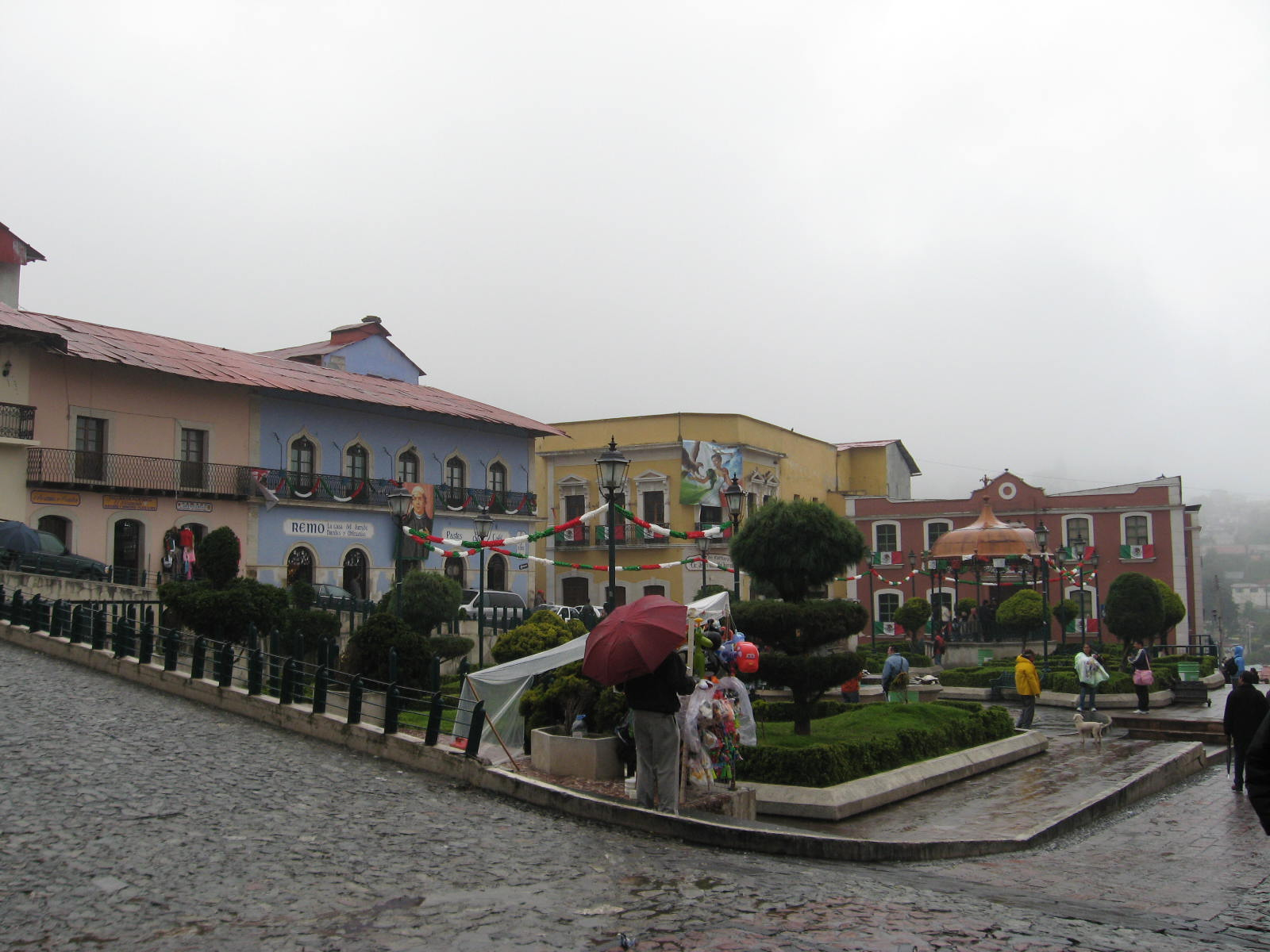
Mineral del Monte donde predomina el clima semifrío subhúmedo con lluvias en verano.

De acuerdo con la distribución climática las heladas, los rangos de cero a cinco días con heladas cubren aproximadamente el 20 % del estado, y se presentan en la zona de climas cálidos y semicálidos de la Huasteca hidalguense, en los meses de diciembre y enero, y que prácticamente son inapreciables en estos climas. Los rangos de cinco a cuarenta días se localizan en el centro del estado, concentrándose al este, y corresponden básicamente a climas semisecos; una de las zonas en donde se presentan con más abundancia es el Valle del Mezquital.
En el caso del los climas templados se aprecian rangos de cuarenta a sesenta días, durante diciembre y enero. En el clima semifrío subhúmedo se presentan las mayores incidencias de heladas de la entidad, en donde las frecuencias son de más de ochenta días en la estación invernal, sobre todo en diciembre y enero, afectando los alrededores de Mineral del Monte y Mineral del Chico.
Debido a sus características geografías las nevadas son muy poco frecuentes en el estado, sin embargo, en las zonas montañosas se han registrado nevadas, caída de aguanieve, así como heladas en diversos años. En el estado de Hidalgo se cuenta con cuarenta y cuatro municipios considerados como vulnerables para el frío.
Algunos municipios donde se han presentado estos fenómenos meteorológicos son Acaxochitlan, Cardonal, Huejutla de Reyes, Jacala de Ledezma, Lolotla, La Misión, Mineral de la Reforma, Mineral del Monte, Mineral del Chico, Molango de Escamilla, Pachuca de Soto, Singuilucan, Tlanchinol, Tlahuiltepa, Tianguistengo, Tulancingo de Bravo, Xochicoatlán, Zacualtipán de Ángeles, y Zimapán.

### Viento
En esta zona debido a los vientos, son comunes los remolinos de polvo. El 17 de agosto de 2014, en la comunidad de Huimiyuca, en el municipio de Almoloya se registró un tornado, el fenómeno, del cual se tiene un antecedente en 2007, se registró alrededor de las 16:00 horas. Con un saldo de seis lesionados leves y afectaciones en por lo menos 17 viviendas. También caída de postes y líneas eléctricas, vehículos dañados y animales muertos. El 8 de julio de 2014, un torbellino se formó en los límites municipales de Pachuca de Soto con Mineral de la Reforma, el cual no originó daños en la zona.

## Ecología y medio ambiente

### Biodiversidad
El estado de Hidalgo se encuentra entre las Provincias florísticas de la Sierra Madre Oriental, Altiplanicie, y Costera del Golfo de México. El Estado de Hidalgo esta zonificado en cinco Unidades de Manejo Forestal (UMAFOR): UMAFOR 1301. Sierra y Huasteca, UMAFOR 1302. Zacualtipán-Molango, UMAFOR 1303. Pachuca-Tulancingo, UMAFOR 1304. Valle del Mezquital, y UMAFOR 1305. Jacala-Tlahuiltepa. De la superficie estatal, 47% se dedica a la actividad agrícola.
La biodiversidad de ecosistemas hace que Hidalgo ocupe los primeros lugares en biodiversidad, ya que ocupa el 5° lugar en biodiversidad de mamíferos con 154 especies, de las cuales 19 especies son endémicas de México. Se tiene registro, que en el estado habitan 173 especies de anfibios y reptiles, 90 de los cuales son endémicos, además de 456 especies de aves de las cuales 6 especies son consideradas en peligro de extinción, 17 amenazadas y 39 sujetas protección especial. El Estado de Hidalgo ocupa el 13° lugar en riqueza de cactáceas, tan solo en la Barranca de Metztitlán se han identificado más de 70 especies como el viejito endémico, el Órgano Dorado y las Biznagas grandes y pequeñas. En cuanto a insectos, Hidalgo ocupa el 5° lugar a nivel nacional en escarabajos, con 276 especies registradas a la fecha y de las cuales 13 solo existen dentro del territorio.

#### Flora

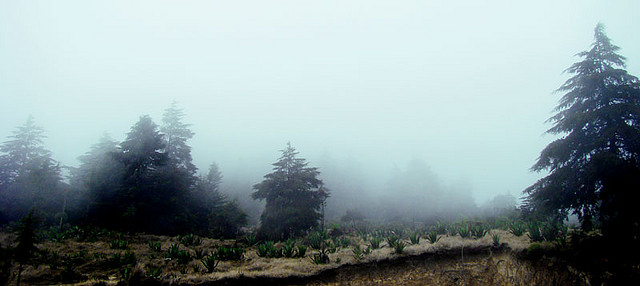
Bosque de Oyamel (Abies religiosa) en el Parque estatal el Hiloche en el municipio de Mineral del Monte.

En la Huasteca hidalguense los árboles nunca pierden sus hojas y las plantas florecen casi todo el año. Hay bosques perennes de tlacuilo, encino, copal, zuchiate; también de maderas finas como el ébano, la caoba, el cedro blanco y el encarnado, así como el palo azul, palo blanco, y el palo de rosa.
El Bosque Mesófilo de Montaña está formado por una mezcla de especies que requieren una fuerte pluviosidad y que son mucho más independientes de criterios ecológicos tales como: temperatura, suelo, etc. El denominador común de casi todos los sitios en que se desarrolla este tipo de vegetación son las frecuentes neblinas y la consiguiente alta humedad atmosférica. En el estrato arbóreo encontramos: Alnus jorullensis, Carpinus caroliniana, Clethra pringlei, Cornus excelsa, Liquidambar styraciflua, Nyssa sylvatica, Pinus patula, Pinus pseudostrobus, Tilia mexicana, Podocarpus reichei, Quercus affinis, Quercus excelsa, Quercus polymorpha, Quercus sartorii, Quercus sororia, Quercus trinitatis, Quercus xalapensis, Turpinia insignis, y Ulmus mexicana.
Los bosques de cedro, oyamel, pino, táscate y encino, se encuentran distribuidos en las sierras de Pachuca, Navajas, Zacualtipán, Jacala y Zimapán. El bosque de Táscate se caracteriza por la presencia dominante de Juniperus flaccida, se le encuentra desde los 2400 hasta 3000 m s. n. m. Los Bosques de Pino se encuentran principalmente Pinus cembroides, Pinus pseudostrobus, y Pinus patula. El Bosque de Cedro Blano es una comunidad de árboles de gran porte con una altura superior a los 15 m, comparte características ecológicas con los géneros de Pinus, Abies y Quercus con quienes frecuentemente se mezcla. Las principales especies que lo forman son: Cupressus lindleyi, Cupressus benthami y Cupressus arizonica. El Bosque de Oyamel se distribuye desde los 2600 m s. n. m., sobresale por la forma cónica de sus árboles y sus alturas de 20 a 40 m, constituyendo una cubierta densa y siempre verde. Cuenta con Abies religiosa, Quercus laurina, Quercus rugosa, Cupressus benthamii, Cupressus lindleyi, Arbutus glandulosa, Arbutus xalapensis, Quercus crassifolia y Quercus candicans.

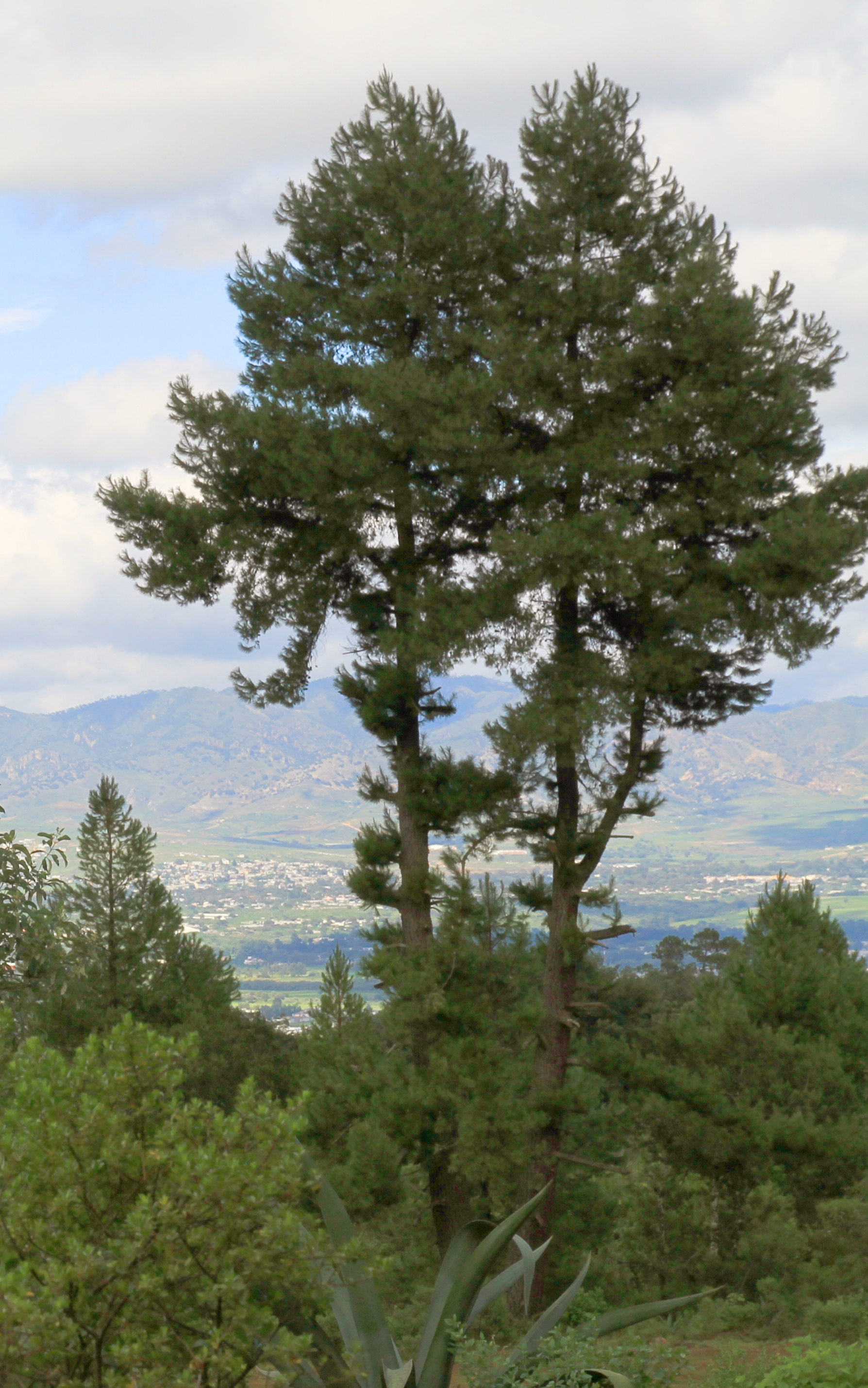
Ocote (Pinus leiophylla) en Tulancingo de Bravo.

El Bosque de Encino en los lugares más húmedos los árboles de encino miden cerca de los 30 m; y en los lugares menos húmedos, la altura de los árboles fluctúa entre 8 y 12 m de alto, o incluso menos. En las zonas más húmedas se distribuyen Quercus affinis, Quercus crassifolia, Quercus laurina, Quercus laeta, Arbutus glandulosa, Quercus obtusata, Quercus crassifolia, Quercus castanea, Quercus laeta, Quercus affinis y Quercus laurina; como también el Arbutus glandulosa. En las áreas relativamente secas se encuentra Quercus rugosa, Quercus mexicana, Quercus laurina, Quercus crassifolia, Quercus deserticola y Quercus greggi; así como Juniperus deppeana, Juniperus monticola, Arbutus glandulosa, y Arbutus xalapensis.
La Selva Baja Caducifolia también conocida como bosque tropical caducifolio. En la región se presenta como una asociación de crasicaules con elementos de selva baja caducifolia como: Bursera y Pseudosmodingium. La composición florística dominante en el estrato la constituye la especie Bursera morelensis, acompañada de Prosopis laevigata en la parte baja de los cerros y la presencia dispersa de Myrtillocactus geometrizans, Cephalocereus senilis, y Vachellia farnesiana. La Vegetación Ribereña se encuentra en los terrenos cercanos a la Laguna de Metztitlán. Las especies más representativas son: Alternanthera repens, Ambrosia cumanensis, Echinochloa colona, Datura stramonium, Polygonum acre, Eclipta alba, Ludwigia octovalvis, y Cyperus rotundus. En las márgenes del río Metztitlán se observan las alineaciones de Carya illinoense y creciendo de manera espontánea Salix humboldtiana.
El establecimiento de plantas de ambiente rupícola en la zona se debe a las condiciones topográficas y geológicas con afloramientos rocosos; las especies rupícolas que predominan son: Berberis moranensis, Dahlia merckii, Draba hidalguensis, Echeveria secunda, Echeveria coccinea, Oxalis lunulata, Peperomia acuminata, Peperomia campylotropa, Pinguicula moranensi, Sedum gregii, Sedum moranense, Sedum praealtum y Tillandsia erubescens. La vegetación que se restringe a manantiales y pequeños arroyos temporales que se forman durante la época de lluvias; de las especies acuáticas y semiacuáticas destacan: Callitriche heterophylla, Hydrochotyle ranunculoides, Limosella acuática y Rorippa nasturtium-aquaticum. Otras especies que crecen a las orillas de los manantiales y arroyos son: Achillea millefolium, Alnus acuminata, Cyperus Níger, Ilex tolucana, Juncus ebreactatus y Mimulus glabratus. En los suelos húmedos o pantanosos, las especies de plantas más frecuentes que crecen bajo estas condiciones son: Agrostis bourgaei, Cotula mexicana, Epilobium mexicanum, Eriocaulon microcephalum, Mancoa rollinsiana, Ranunculus dichotomus, y Sagina procumbens.

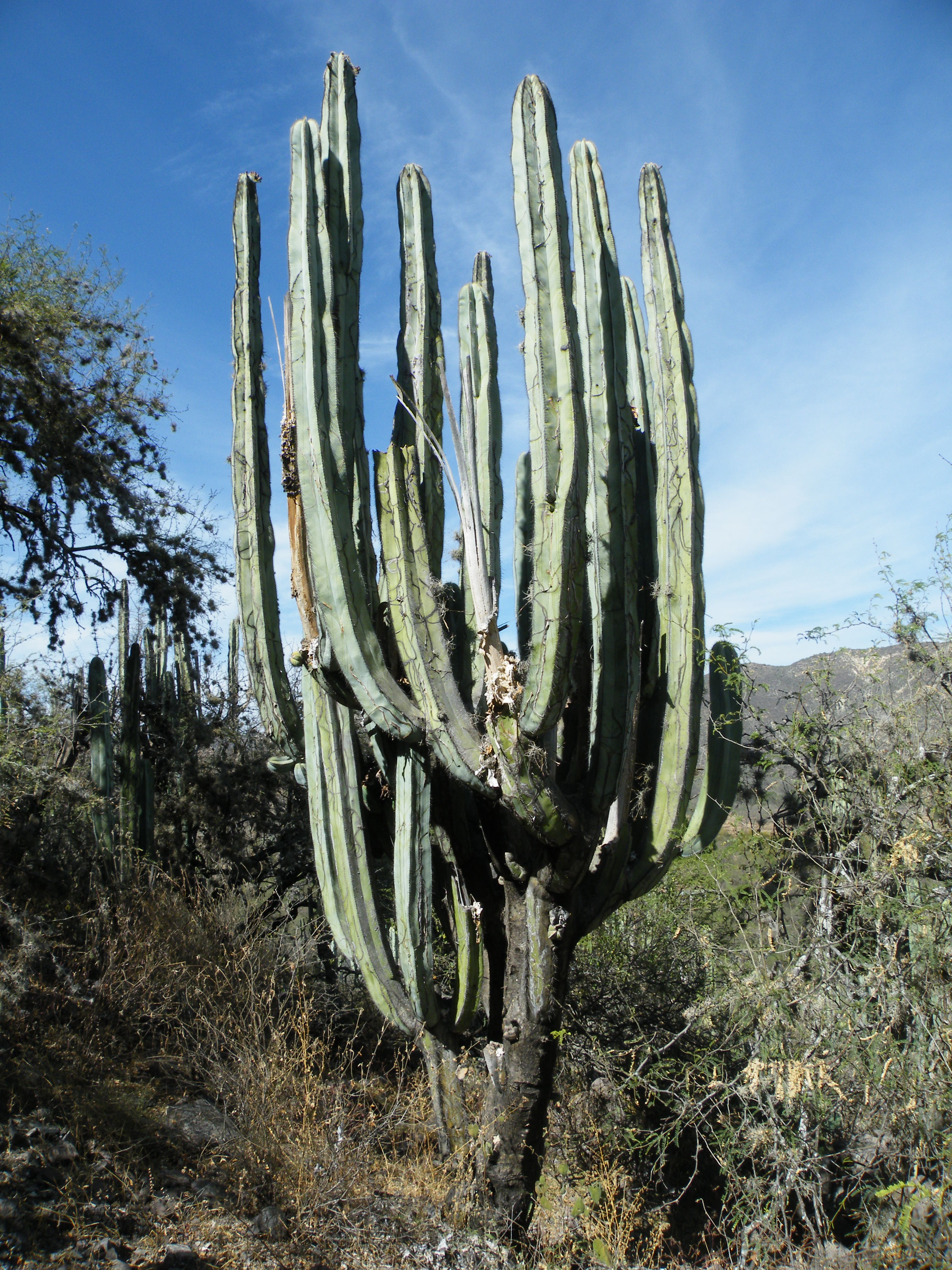
Cactus (Stenocereus dumortieri) en San Agustín Metzquititlán.

El Matorral Desértico Aluvial tiene un área de distribución suroeste en el Valle del Mezquital, ha sostenido agricultura desde tiempos prehispánicos y por tal razón su vegetación está muy alterada. La presencia de Larrea en el Valle de Ixmiquilpan como su posible área de distribución. En cambio se ha encontrado flourensia cernua, al este y al sur de Ixmiquilpan que hacia el sur casi alcanza el Valle de Actopan. El suroeste, abarca Tepatepec, Progreso y Mixquiahuala, está completamente ocupado por campos de cultivo donde ha quedado Prosopis, Acacia y ocasionalmente Celtis como representantes de la antigua vegetación.
El Matorral desértico rosetófilo es una agrupación de plantas carnosas y generalmente espinosas, cuyas hojas están dispuestas en roseta, acaule o estípite que constituyen una alfombra discontinua, cuyos géneros representativos son: Agave, Hechtia, Dasylirion y Yucca. Está compuesto por árboles y subarbustos acaules como: Agave lechuguilla, Agave stricta, Hechtia glomerata, Yucca filifera, Yucca carnerosana, y Yucca decipiens.
El Matorral Desértico Microfilo es una formación abierta formada por una mezcla de plantas leñosas y herbáceas, que forman una alfombra discontinua; la especies características de esta formación son dos: Larrea divaricata y Flourensia cernua.
El Matorral Submontano se desarrolla altitudes de 1500 a 1700 m s. n. m.; a lo largo de las laderas de la Barranca de Metztitlán, los valles de Tulancingo y Apan; y las sierras de Zacualtipán, Jacala y Zimapán. Las especies características son: Acacia berlandieri, Cordia boissieri, Eysenhardtia polystachya, Prosopis juliflora, Tecoma stans, Opuntia, Vachellia farnesiana, Bursera fagaroides, Lantana Camara, Larrea divaricata, Morkillia mexicana, Opuntia streptacantha, y Pistacia mexicana.
El Matorral Crasicaule se desarrolla altitudes de 1800 a 2700 m s. n. m.; en el Valle del Mezquital, la Barranca de Metztitlán, y la Sierra de Zimapán. Las especies dominantes son: Myrtillocactus geometrizans, Opuntia streptacantha, Prosopis juliflora y en algunos casos Lemaireocereus dumortieri; Como dominante fisonómico ocasional se presenta Yucca filifera.
El Matorral de Fouquieria se desarrolla en suelos bien drenados sobre laderas de colinas de origen ígneo y pendiente pronunciadas. La especie dominante es Fouquieria campanulata. Acacia sp., Myrtillocactus geometrizans, Prosopis juliflora, Pseudosmodingium sp. y Yucca filifera destacan por su altura pero se presentan aisladamente. La Quercus microphylla se ha observado en la Sierra de Actopan se presenta como una alfombra de 20 a 30 centímetros de altura, y la Quercus alpescens se ha observado en la cima del Cerro Juárez. El Valle del Mezquital, ha sido registrada la presencia de nueve especies de orquídeas: Bletia campanulada, Deiregyne confusa, Epipactis gigantea, Galeoglossum tubulosum, Homalopetalum pumilio, Laelia speciosa, Malaxis elliptica, Mesadenus polyanthus y Sarcoglottis schaffneri.

Flora del estado de Hidalgo.
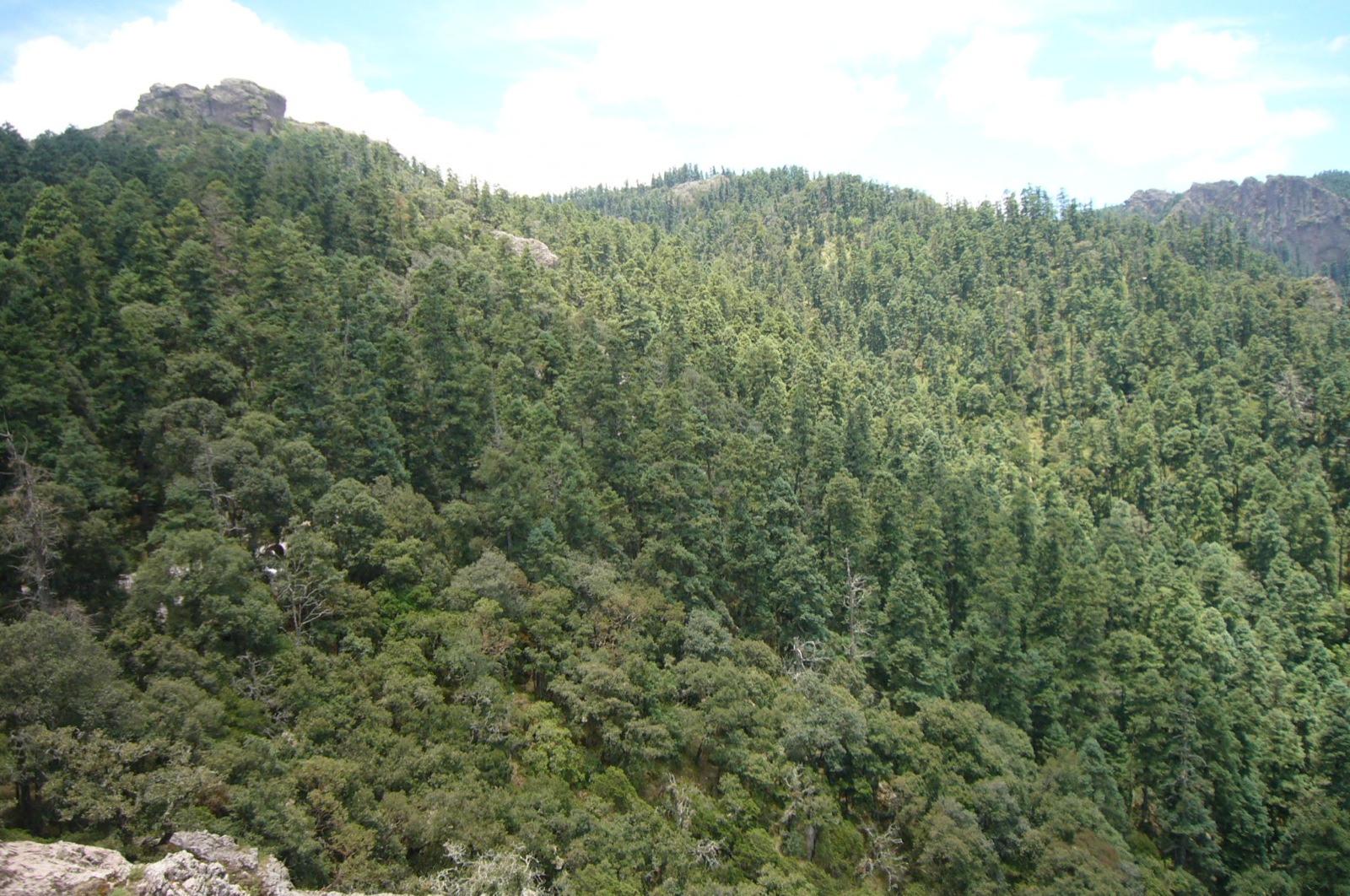
Cedro (Cupressus lusitanica) en Mineral del Chico.
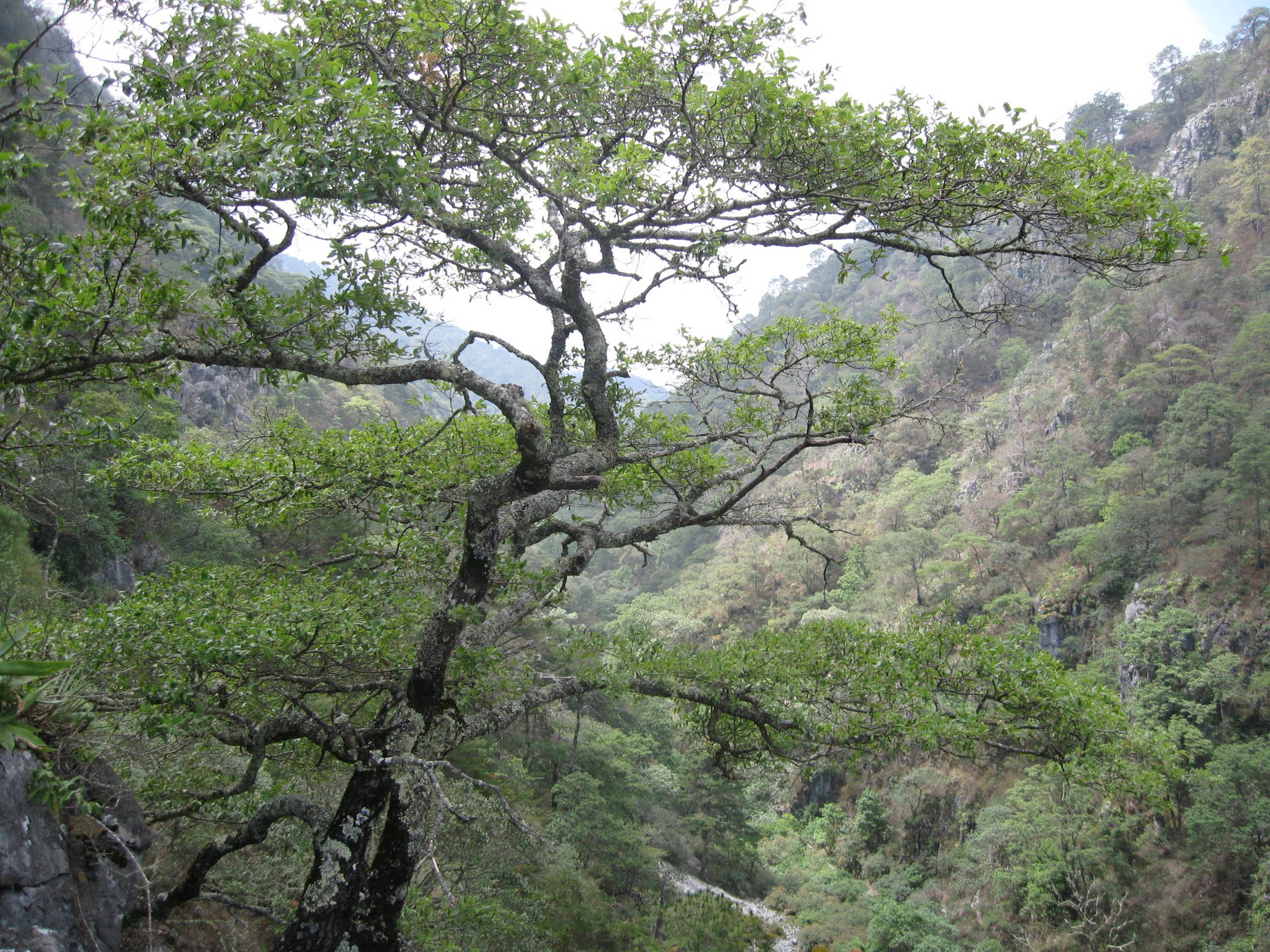
Encino (Quercus), en Zimapan.
Haya (Fagus mexicana), en Zacualtipán.
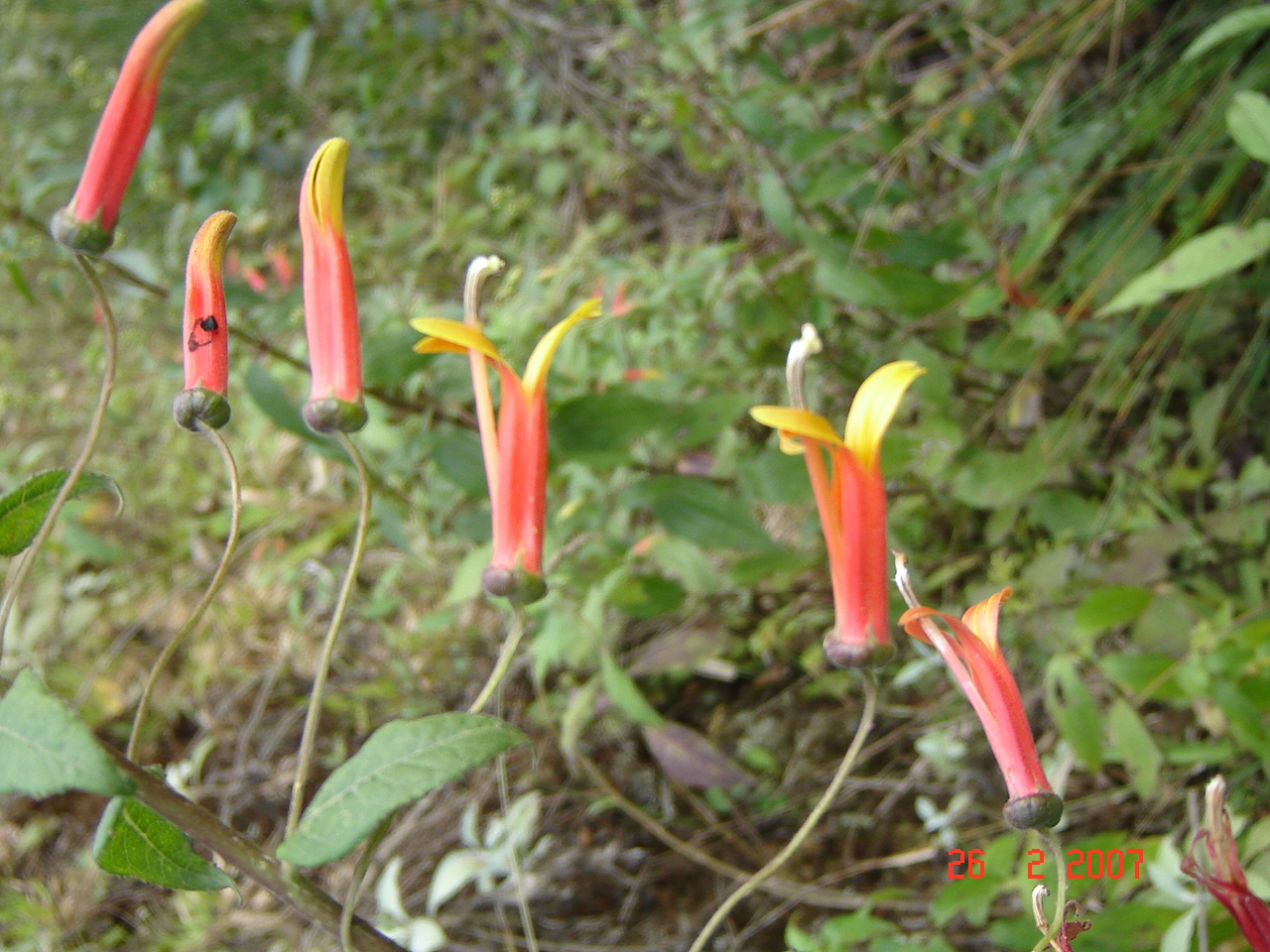
Chilpanxochitl (Lobelia laxiflora), en Acaxochitlán.
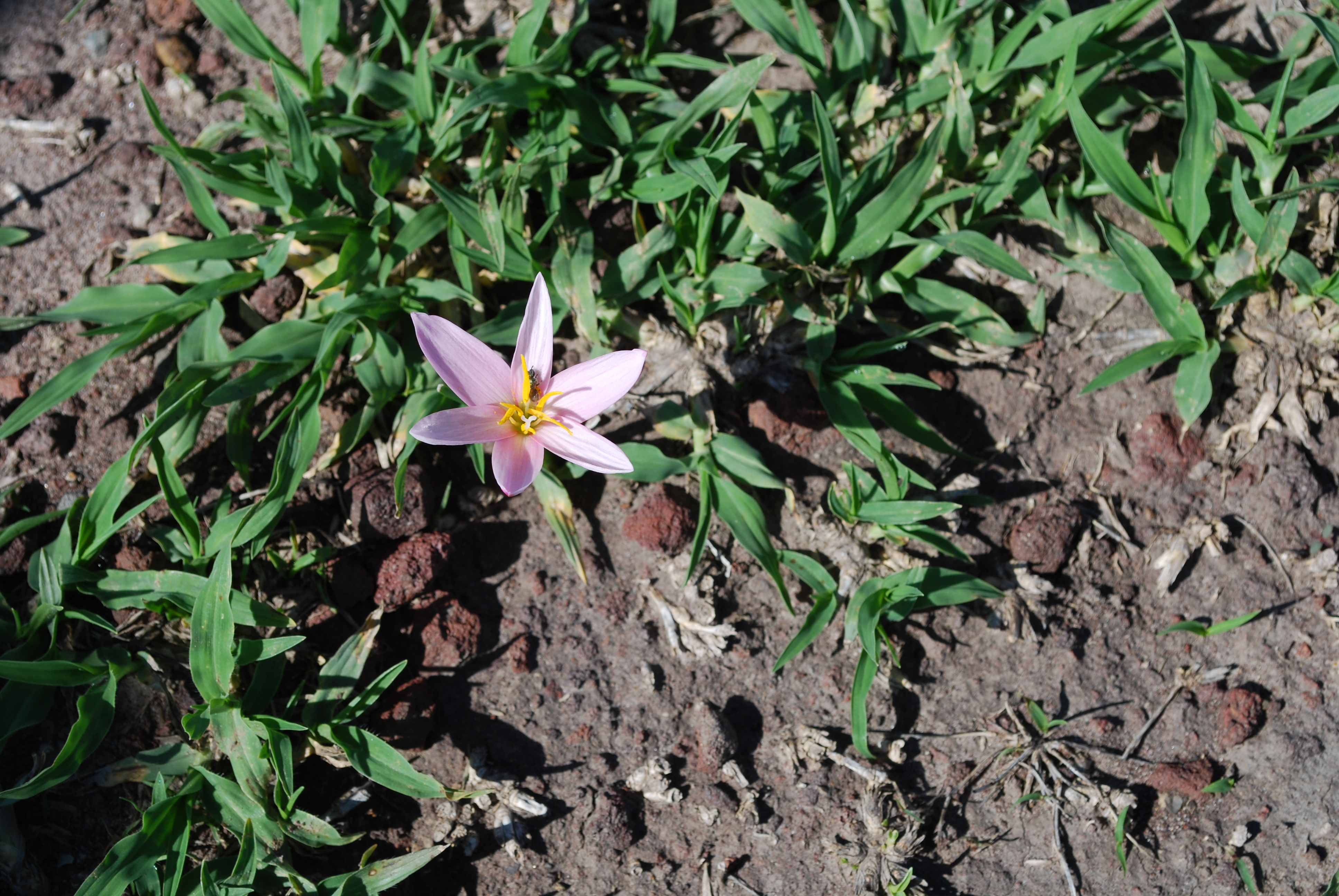
Flor (Zephyranthes carinata), en Huasca de Ocampo.
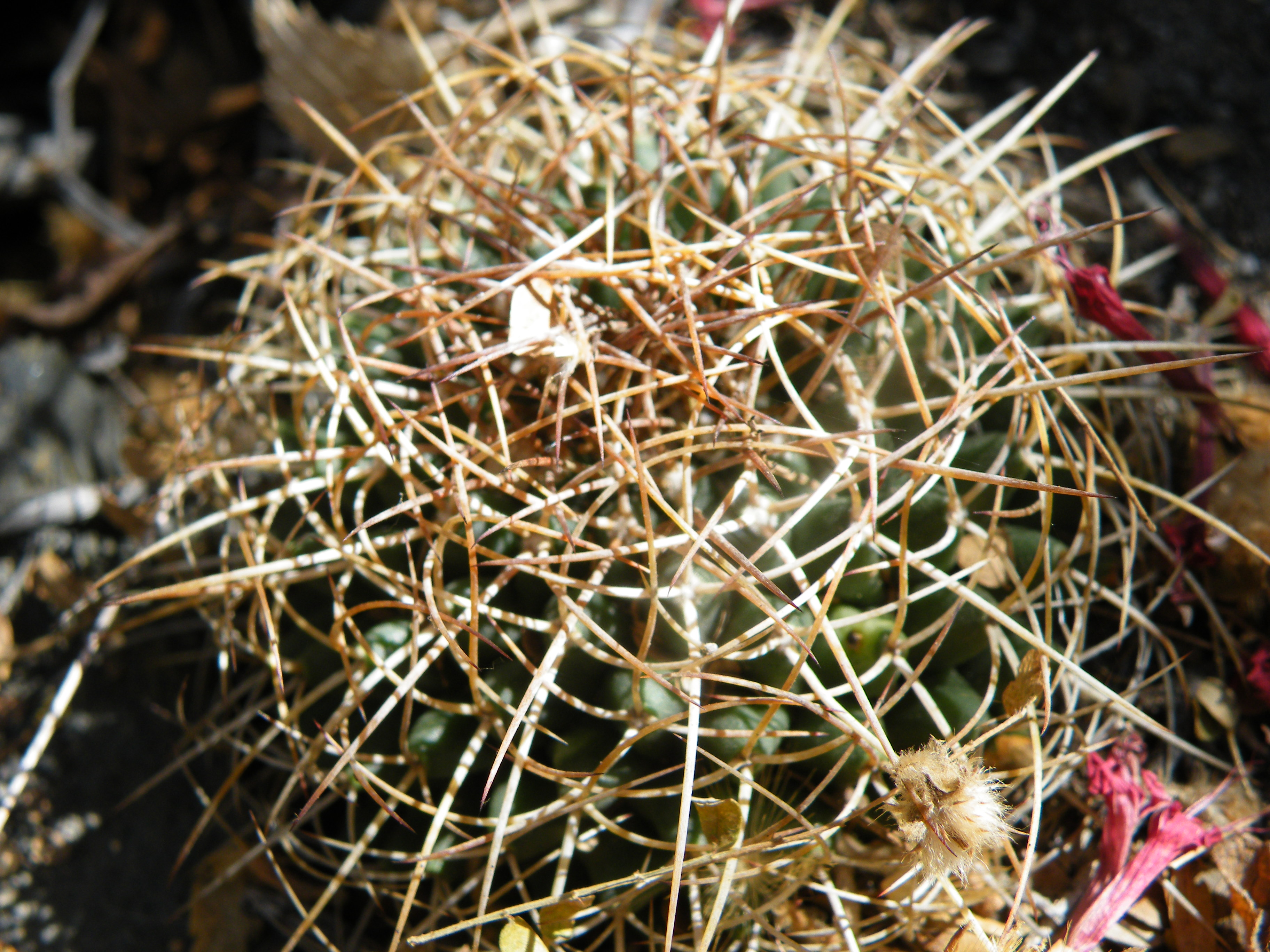
Cactácea (Mammillaria polythele subsp. obconella), en Metzquititlán.
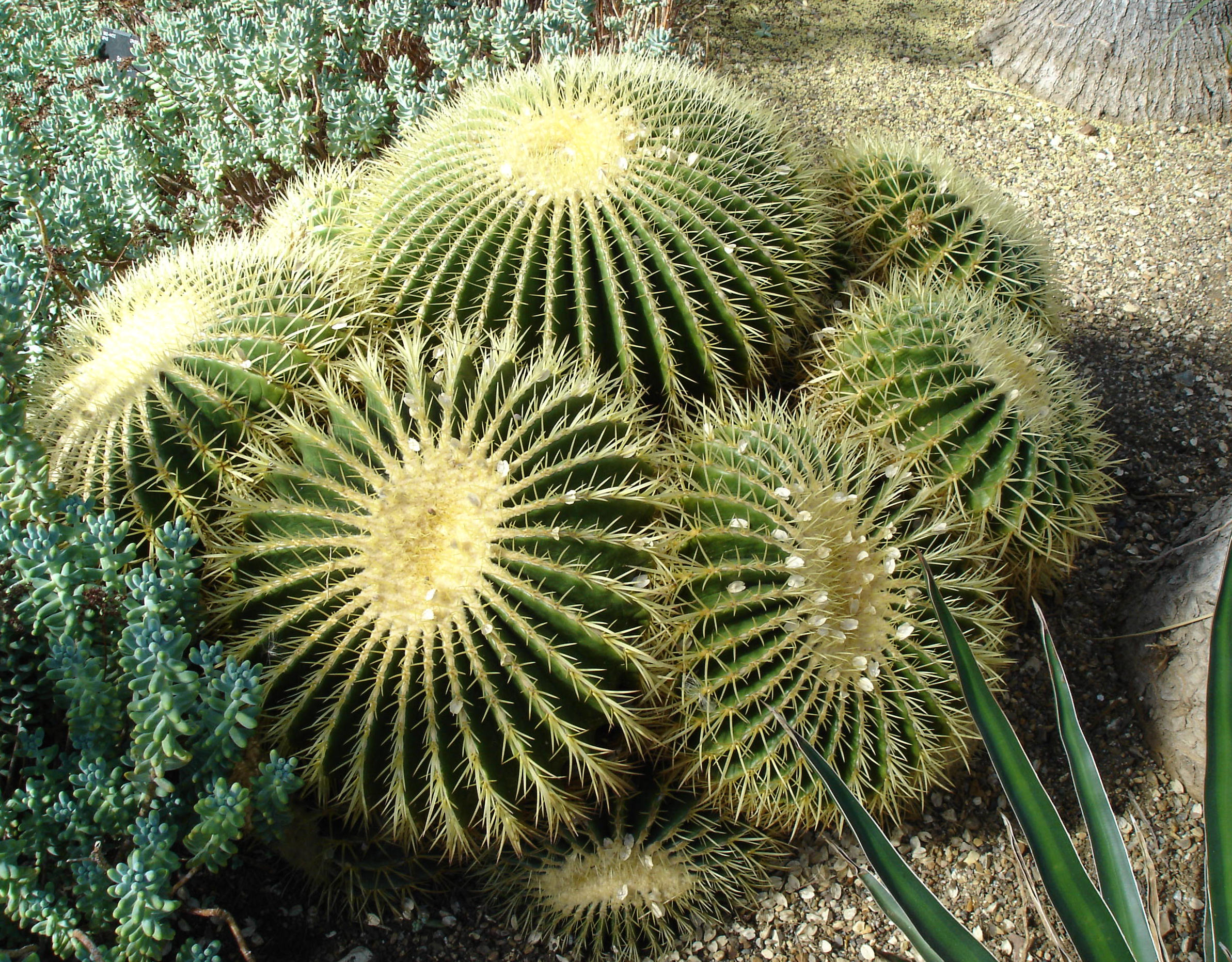
Biznaga (Kroenleinia grusonii), en Metztitlán.
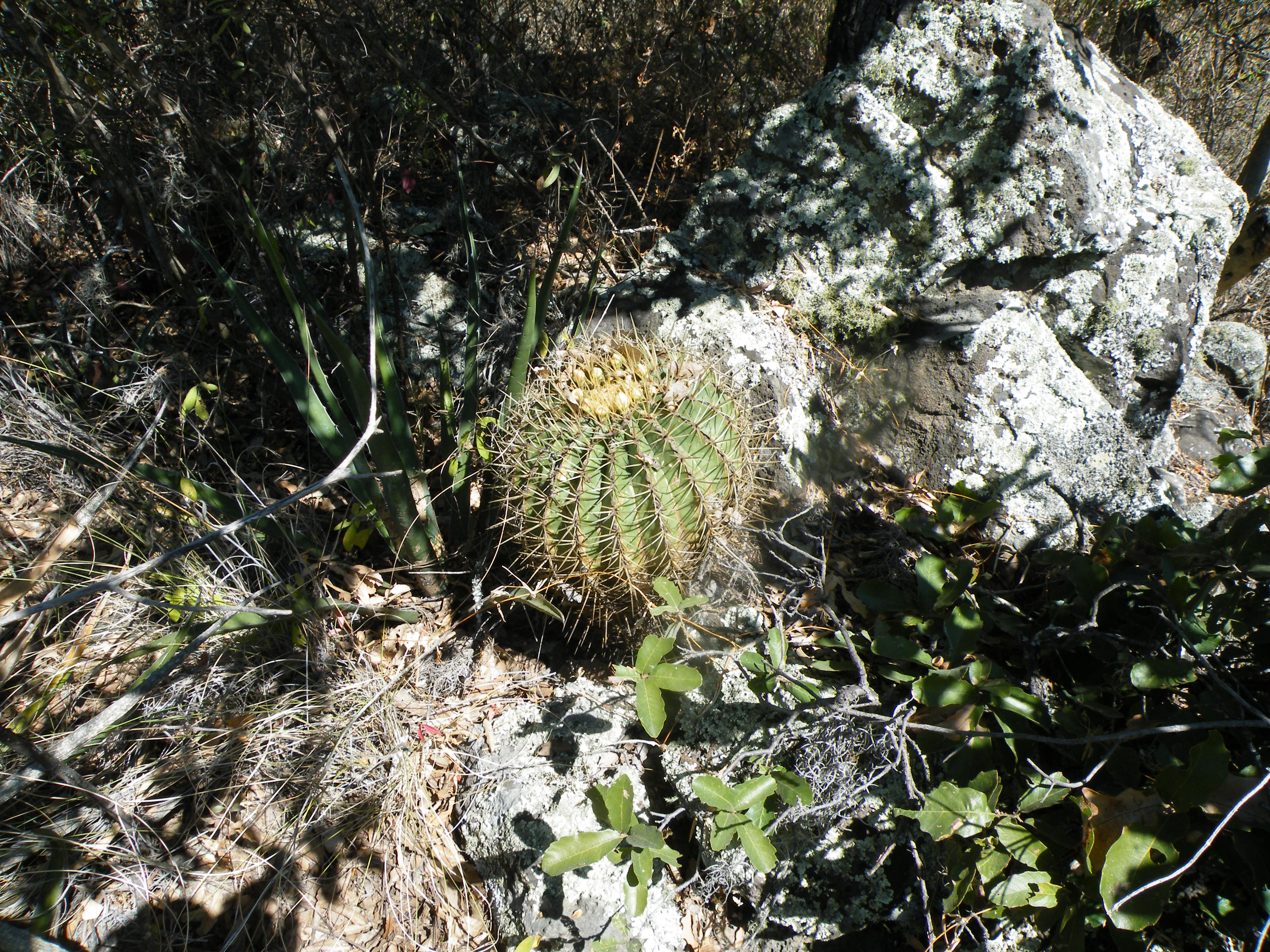
Cactácea (Ferocactus histrix), en Metztitlán.
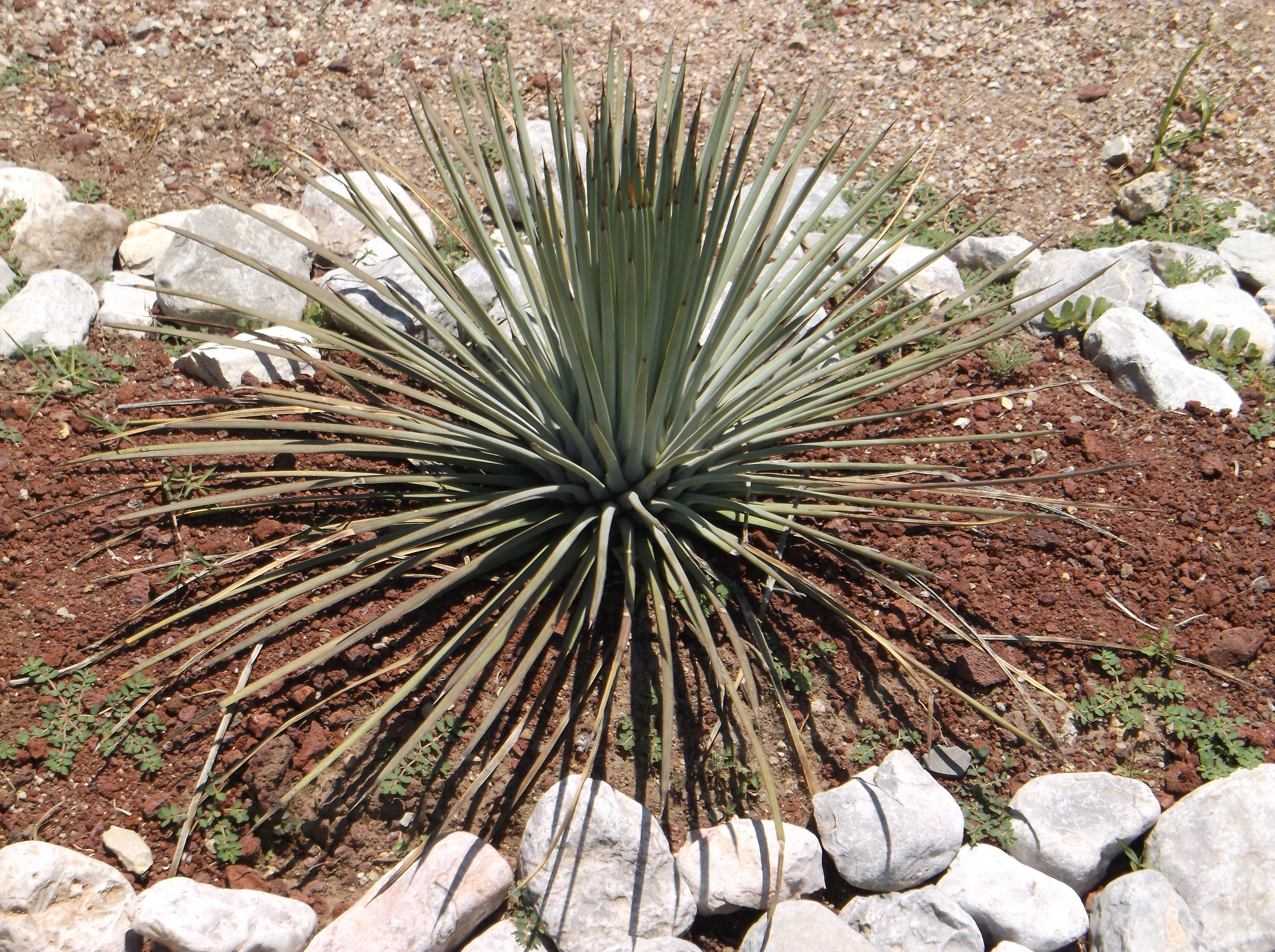
Agave (Agave striata), en Tula de Allende.
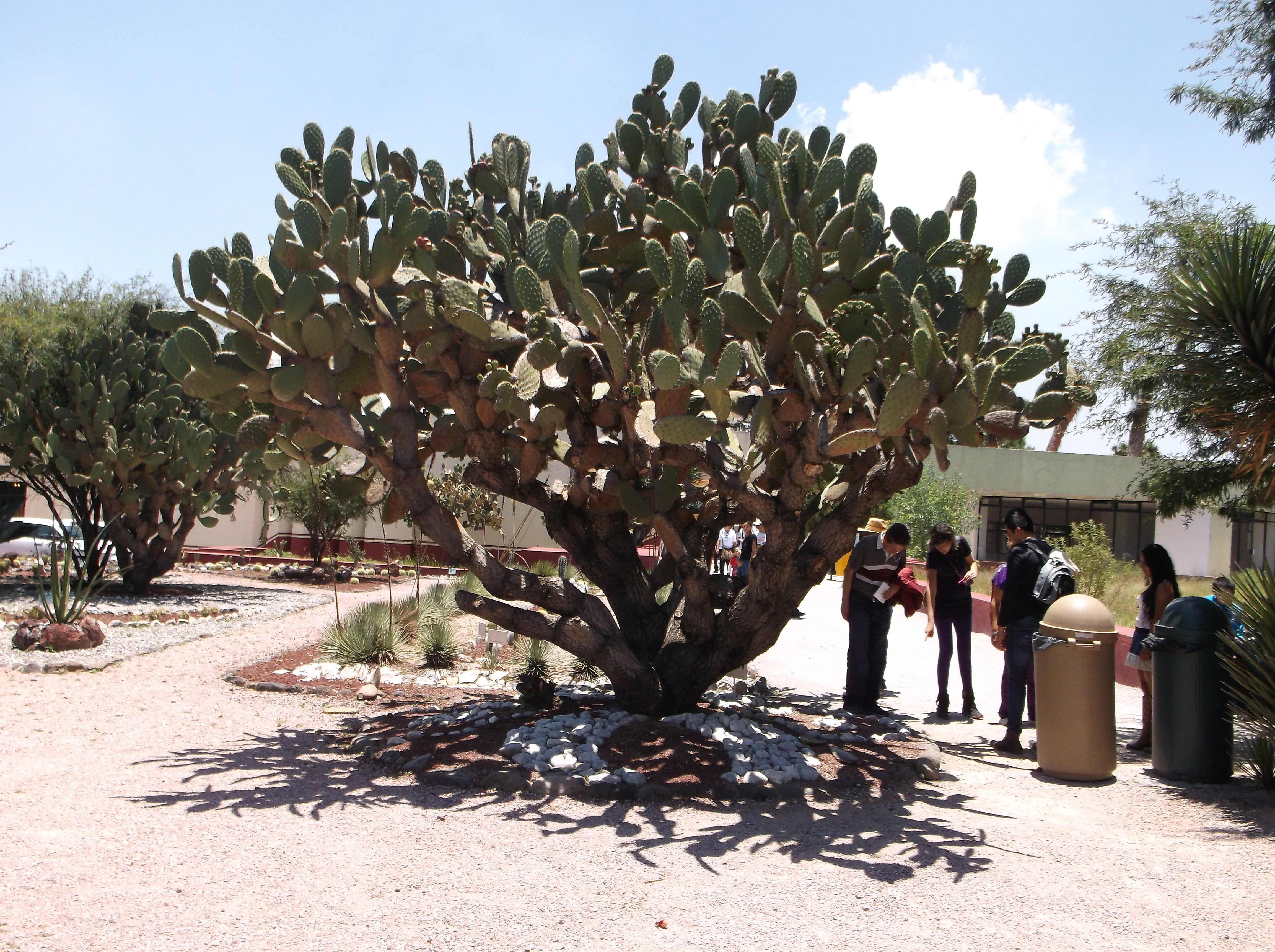
Nopal Serrano (Opuntia stenopetala), en Tula de Allende.
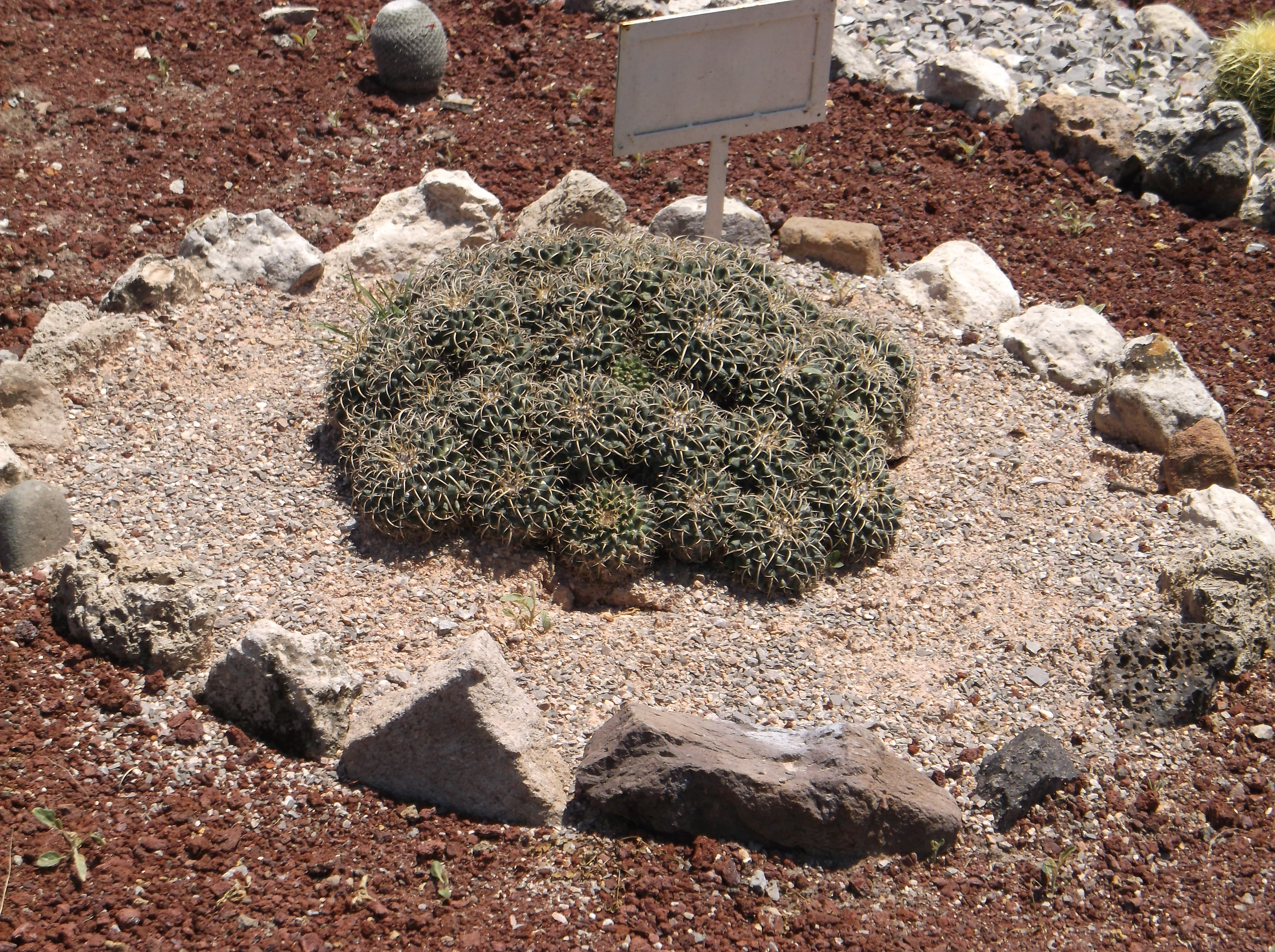
Cactácea (Mammillaria magnimamma), en Tula de Allende.
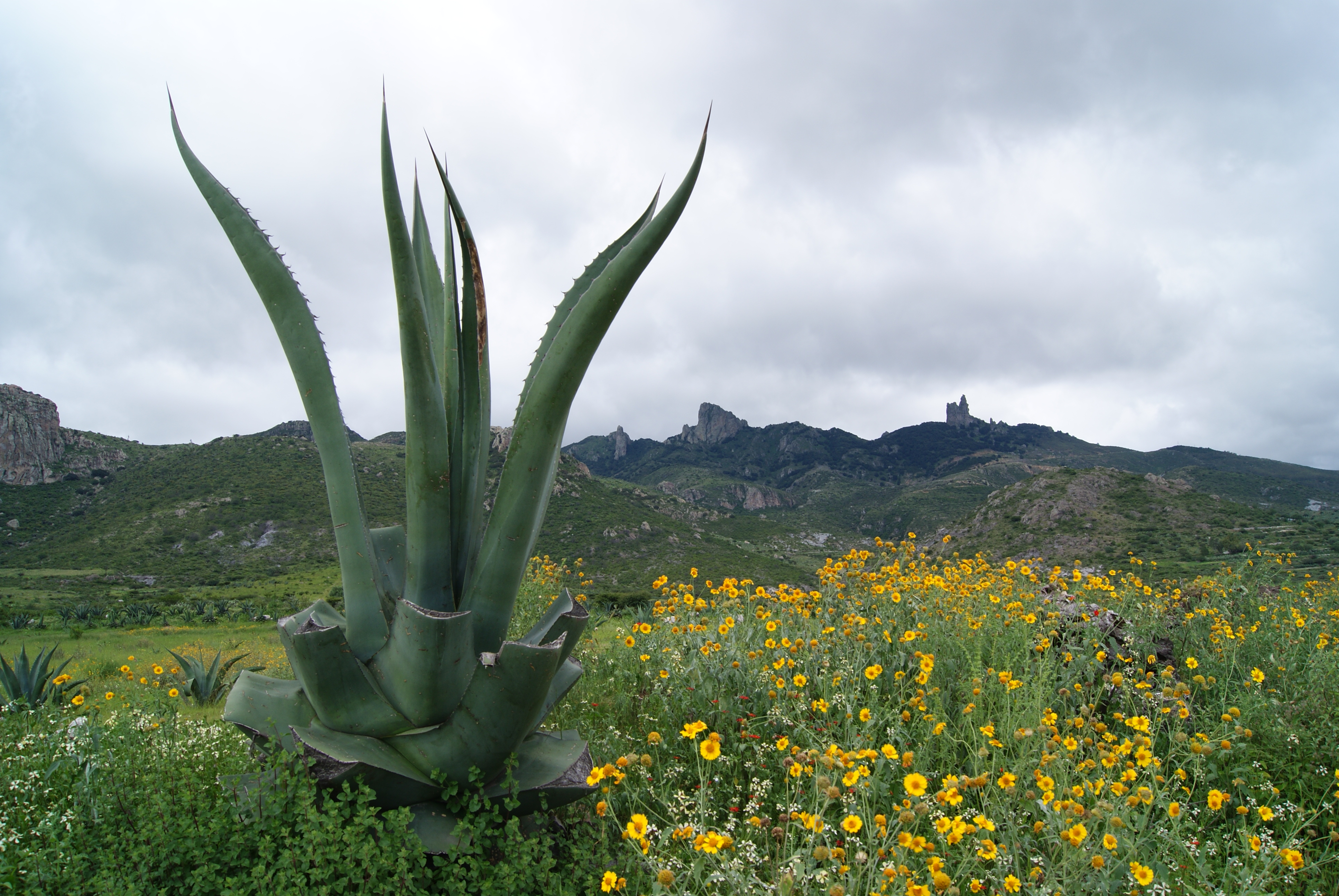
Maguey (Agave americana) en el El Arenal.

#### Fauna
En la Huastea hidalguense se encuentran aves como el ruiseñor, jilguero, cenzontle, águila, alondra, colibrí, cotorra, paloma, papán, tordo, tórtola, codorniz, correcaminos, garza, y el guajolote silvestre. También se cuenta con serpientes como la apachicoatl o voladora, mazacóatl o venadillo, ayacachtli o cascabel, mihuaquitlapil, coralillo y la nauyaca. Además en la Huasteca la fauna típica está compuesta de tlacuaches, puercoespines, tigrillos, tejones, jabalí y venado blanco.
En la Reserva de la Biosfera Barranca de Metztitlán se mencionan la presencia ocasional de especies de felinos, tales como el puma (Puma concolor) y el tigrillo (Leopardus wiedii); también se menciona la población de lince (Lynx rufus) y venado cola blanca (Odocoileus virginianus) es casi inexistente. En el invierno la laguna de Metztitlán se convierte en un santuario de pelicanos y garzas canadienses.
En la sierra hidaguense entre los mamíferos registrados para la región destacan: armadillo (Dasypus novemcinctus), ardilla arbórea (Sciurus aureogaster), ardilla de Peter (Sciurus oculatus), cacomixtle norteño (Bassariscus astutus), conejo de monte (Sylvilagus floridanus), comadreja (Mustela frenata), coyote (Canis latrans), gato montés (Lynx rufus), liebres (Lepus corsicanus), liebre antílope (Lepus alleni), liebre cola negra (Lepus californicus magdalenae), mapache (Procyon lotor), musaraña de Saussure (Sorex saussurei), ratón (Microtus quasiater), ratoncito o meteoro de Jalapa (Microtus quasiater), rata cambalachera garganta blanca (Neotoma albigula), ratón arbustero (Peromyscus boylii madrensis), ratón americano (Peromyscus maniculatus), tejón (Nasua narica), tlacuaches (Didelphis marsupialis y Didelphis virginiana), tigrillo (Felis wiedii), tuza de tierra (Thomomys umbrinos), venado cola blanca (Odocoileus virginianus), zorrillo manchado (Spilogale augustrifrons), zorrillo (Mephitis macroura), zorra gris (Urocyon cinereoargentus) y otros pequeños roedores (Liomys irroratus, Neotoma mexicana, Oligoryzomys fulvescens, Oryzomys alfaroi, Peromyscus difficilis, Peromyscus levipes, Peromyscus pectoralis y Sigmodon hispidus).
Entre murciélagos (Artibeus intermedius, Dermanura azteca, Diphylla ecaudata, Macrotus waterhousii, Corynorhinus townsendii, Myotis velífera, Choeronycteris mexicana), murciélago hocicudo mayor (Leptonycteris nivalis), murciélago hocicudo de curazao (Leptonycteris curasoae), murciélago trompudo (Choeronycteris mexicana), musaraña-orejillas (Cryptotis mexicana). En las Grutas de Xoxafi  cerca de 100 000 murciélagos habitan en estas cuevas.
La gran diversidad de aves hacen que sea el grupo de vertebrados mejor representado, destacando las siguientes especies: azulejo (Aphelocoma ultramarina), búho (Asio stygius), carpinteros (Colaptes auratus, Melanerpes formicivorus y Picoides villosus), carpintero de strickland (Picoides stricklandi), cardenal rojo (Cardinales cardinales), codorniz pinta (Cyrtonyx montezumae), codorniz común (Colinus virginianus), coa (Trogon mexicanus), colibrís (Colibri thalassinus, Eugenes fulgens, Lampornis clemenciae), colibrí pico ancho (Cynanthus latirostris), cuitlacoche alacranero (Toxostoma longirostre), correcaminos (Geococcyx californianus), chinchinero de los Tuxtlas (Chlorospingus ophthalmicus), chipe coronado (Dendroica coronata), chirivín cola oscura de Guadalupe (Thryomanes bewicki), gavilán o aguililla conejera (Parabuteo unisictus), gavilán de Cooper (Accipiter cooperi), gavilán pecho rufo (Accipiter striatus), golondrina (Notiochelidon pileata), guajolote silvestre (Meleagris gallopavo), halcón (Falcon columbarius), huilota (Zenaida macroura), mulato azul (Melanosis caerulescens), mirlo primavera de La laguna (Turdus migratorius), paloma codorniz (Oreopelia albifacies), paloma de collar (Colonus fasciata), paloma de alas blancas (Zenaida asiática), paloma arroyera (Leptotila vereauzi), parula de Socorro (Parula pitiayumi), piñonero encapuchado (Carduelis notata), querreque (Picoides villosus), reyezuelo de rojo de Guadalupe (Regulus calendula), vireo reyezuelo de La laguna (Vireo huttoni), zopilote (Cathartes aura), zorzal corona negra (Catharus mexicanus), tecolote cornudo (Bubo virginianus), entre otras.
La distribución de los reptiles es amplia, gracias a que sus ciclos de vida y tipo de actividad los hace comunes en los tipos de climas secos y semihúmedos presentes en la región. Entre ellos tenemos: culebra minera potosina (Geophis latifrontalis), culebra sorda mexicana (Pituophis deppei), culebra listón cuello negro (Thamnophis cyrtopsis), eslinzón encinero (Eumeces lynxe), encinela de selva (Scincella gemmingeri), lagartija (Phrynosoma branconnieri), lagarto alicante (Barisia imbricata), lagarto escorpión (Gerrhonotus liocephalus), lagartija nocturna de Gaiger (Lepidophyma gaigeae), lagartija escamosa de mezquite (Sceloporus grammicus), lagartijas (Sceloporus formosus, Sceloporus jarrovi, Sceloporus spinosus, Sceloporus torquatus), serpiente coralillo de Brown (Micrurus browni), tortuga pecho quebrado escorpión (Kinosternon scorpioides), víbora de cascabel (Crotalus atrox), víboras (Crotalus molossus, Crotalus lepidus, Diadophis punctatus, Storeria hidalgoensis).
Los representantes más comunes de anfibios son: ajolote (Rhyacosideron leorae), salamandra pie plano común (Chiropterotriton chiropterus), rana de cascada (Rana pustulosa), ranas chirriadoras (Eleutherodactylus longipes, Eleutherodactylus crystignathoide), salamandra pie plano cartilaginosa (Chiropterotriton chondrostega), tlaconete regordete (Pseudoeurycea cephalica), además de Ambystoma velasci, Pseudoeurycea belli, Anaxyrus punctatus, Cranopsis valliceps, Hyla arenicolor, Hyla eximia y Ecnomiohyla miotympanum. En cuanto a reptiles y anfibios el Valle del Mezquital cuenta al menos treinta y siete especies, las cuales constituyen cinco familias, seis géneros y siete especies de anfibios, así como ocho familias, veinticuatro géneros y treinta especies de reptiles. Un microhábitat de estos es el “sobre suelo”, donde se encuentran doce especies, siete de lagartijas y cinco de serpientes (Aspidoscelis gularis, Phrynosoma orbiculare, Sceloporus grammicus, Sceloporus parvus, Sceloporus scalaris, Sceloporus spinosus, Sceloporus torquatus, Rhadinaea hesperia, Salvadora grahamiae, Trimorphodon tau, Crotalus atrox y Tropidodipsas sartorii). En esta región el microhábitat más utilizado es “bajo roca”, donde se pueden encontrar tres especies de anfibios (Anaxyrus punctatus, Chiropterotriton sp. y Craugastor sp.).

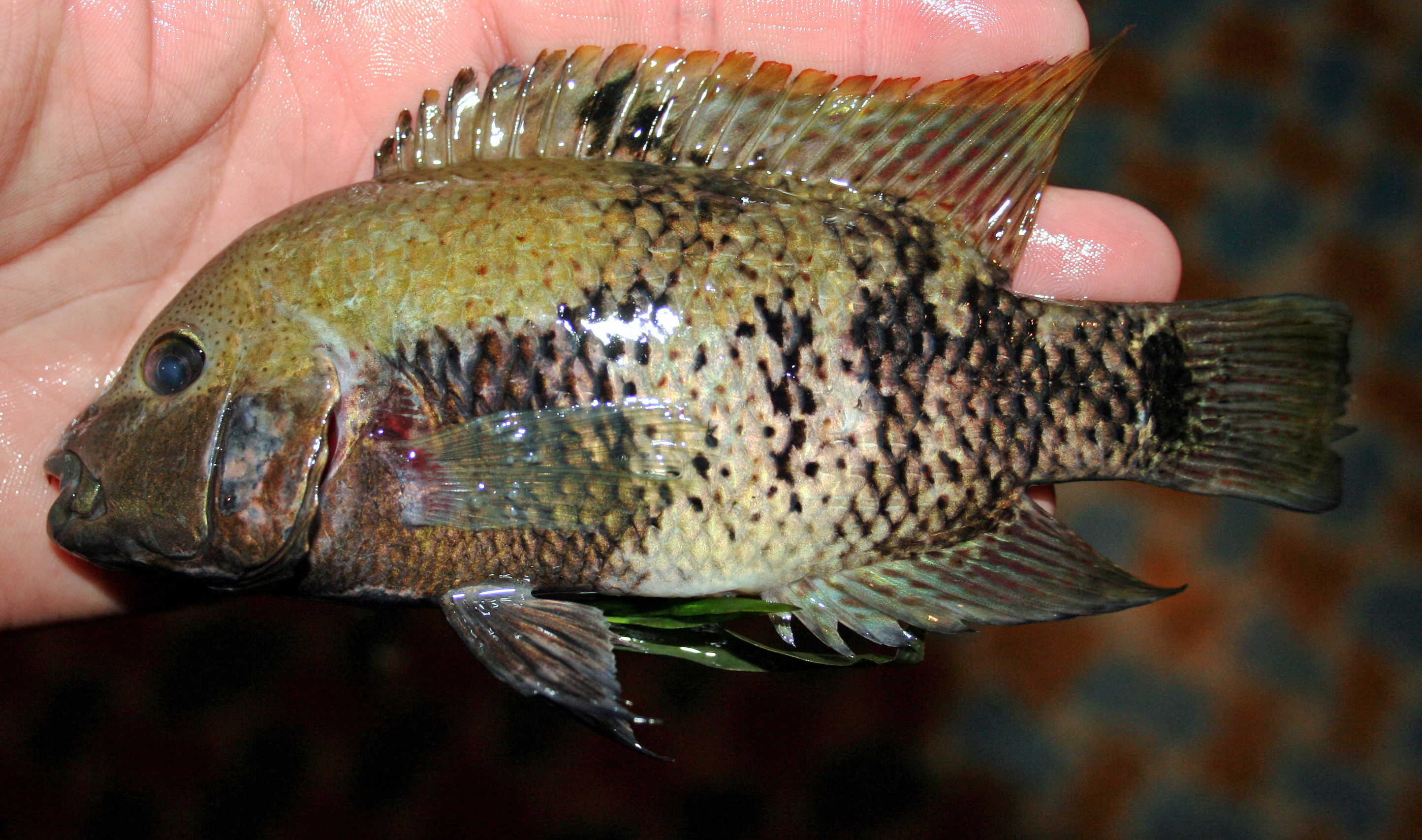
Herichthys molango especie endemia de la laguna de Atezca, en el municipio de Molango de Escamilla.

En cuanto a la avifauna en el Valle del Mezquital se registran un total ciento sesenta especies pertenecientes a ciento dieciocho géneros, cuarenta y cuatro familias y quince órdenes. De estas, noventa y ocho especies son residentes permanentes, cuarenta y ocho visitantes de invierno, once transitorias y tres residentes de verano. Las familias con mayor riqueza de especies son Parulidae (18 especies), Icteridae (13 especies), Tyrannidae (12 especies), Trochilidae y Emberizidae (ambas con 11 especies). La existencia de un suelo árido y las escasas lluvias de temporal que se presentan en el Valle del Mezquital, propicia que se dé la presencia de coralillos, lagartijas, camaleones, arañas, ciempiés, escorpiones, grillos, chapulines, hormigas y pinacates.
En cuanto a fauna acuática en los ríos de la Huasteca hidalguense se encuentran: lisa o sardina (Ictiobus bubalus), trompa de Puerco (Ictiobus labiosus), lisa (Astyanax mexicanus), mojarra criolla (Cichlasoma labridens), mojarra (Cichlasoma steindachneri), mojarra estrellada o citlalli (Herichthys cyanoguttatus), mojarra macho (Herichthys tamasopoensis), charal (Dorosoma petenense), lisa o sardinita (Cyprinella lutrensis), viejito o dorado (Dionda ipni), guavina (Gobiomorus dormitor), bagre o xolote (Ictalurus mexicanus), bagre (Pylodictis olivaris), trucha (Dionda erimyzonop, Dionda rasconis,  Agonostomus monticola), lisa (Gambusia regani), y distintos peces conocidos como charal (Gambusia vittata, Heterandria bimaculata, Poecilia latipunctata, Poecilia mexicana, Poeciliopsis gracilis, Xiphophorus birchmanni, Xiphophorus continens, Xiphophorus cortezi, Xiphophorus malinche, Xiphophorus variatus).

Fauna del estado de Hidalgo.
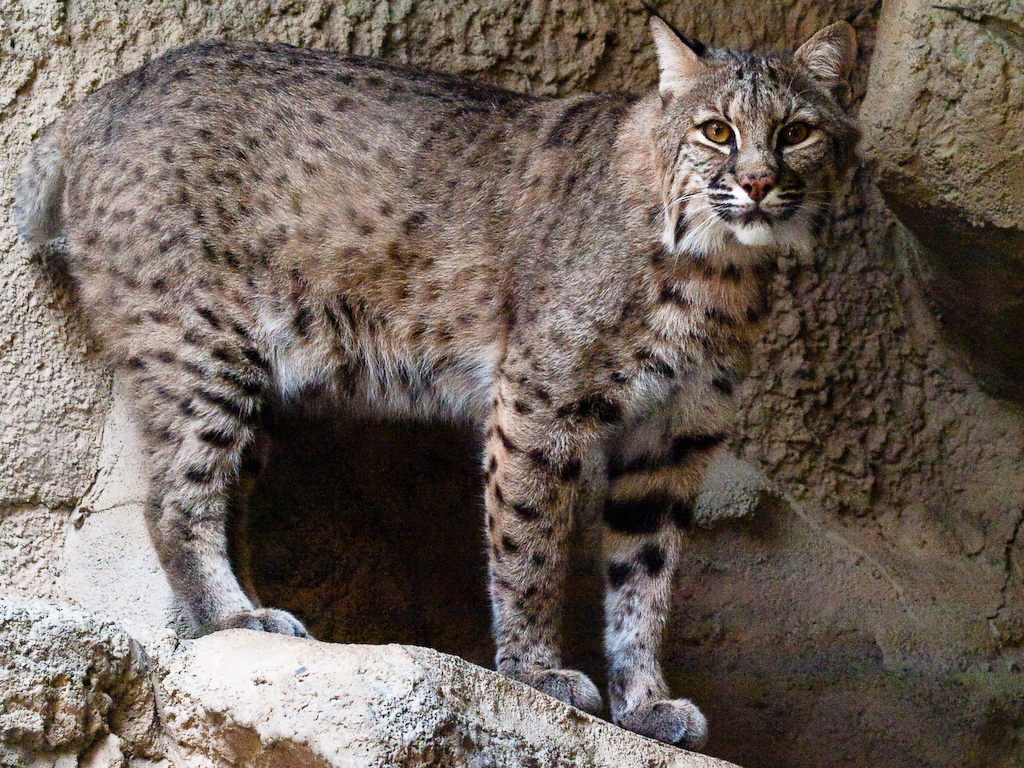
Gato montés (Lynx rufus).
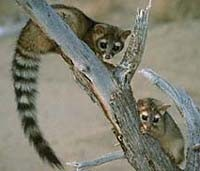
Cacomixtle (Bassariscus astutus).
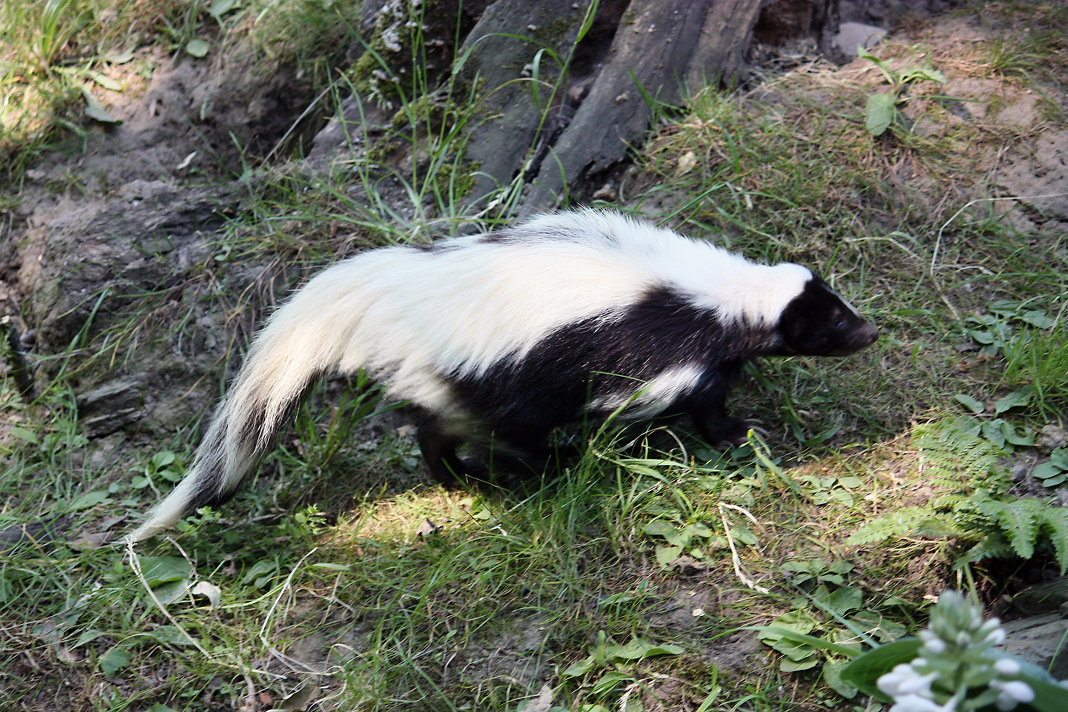
Zorrillo (Mephitis macroura).
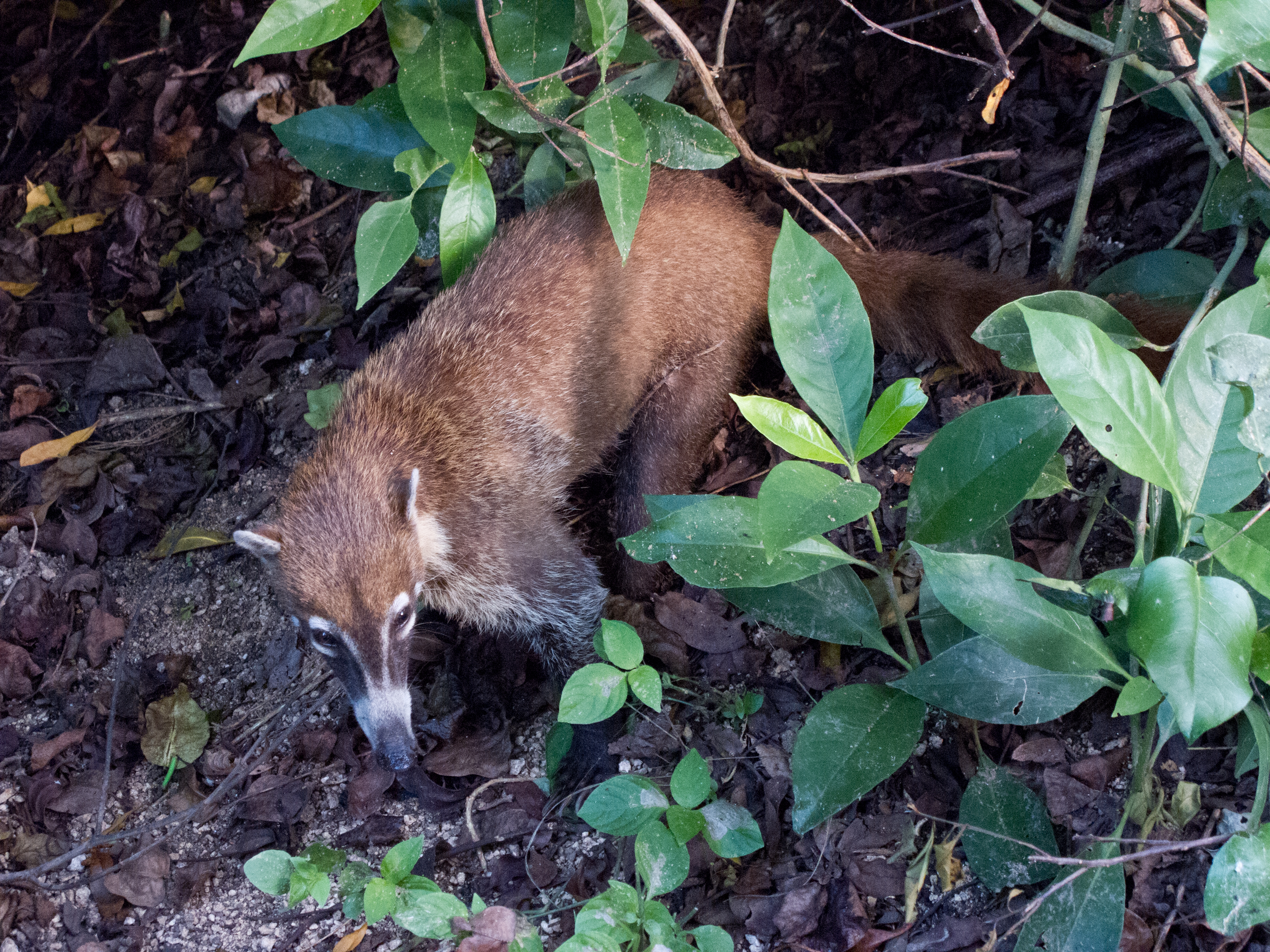
Tejón (Nasua narica).
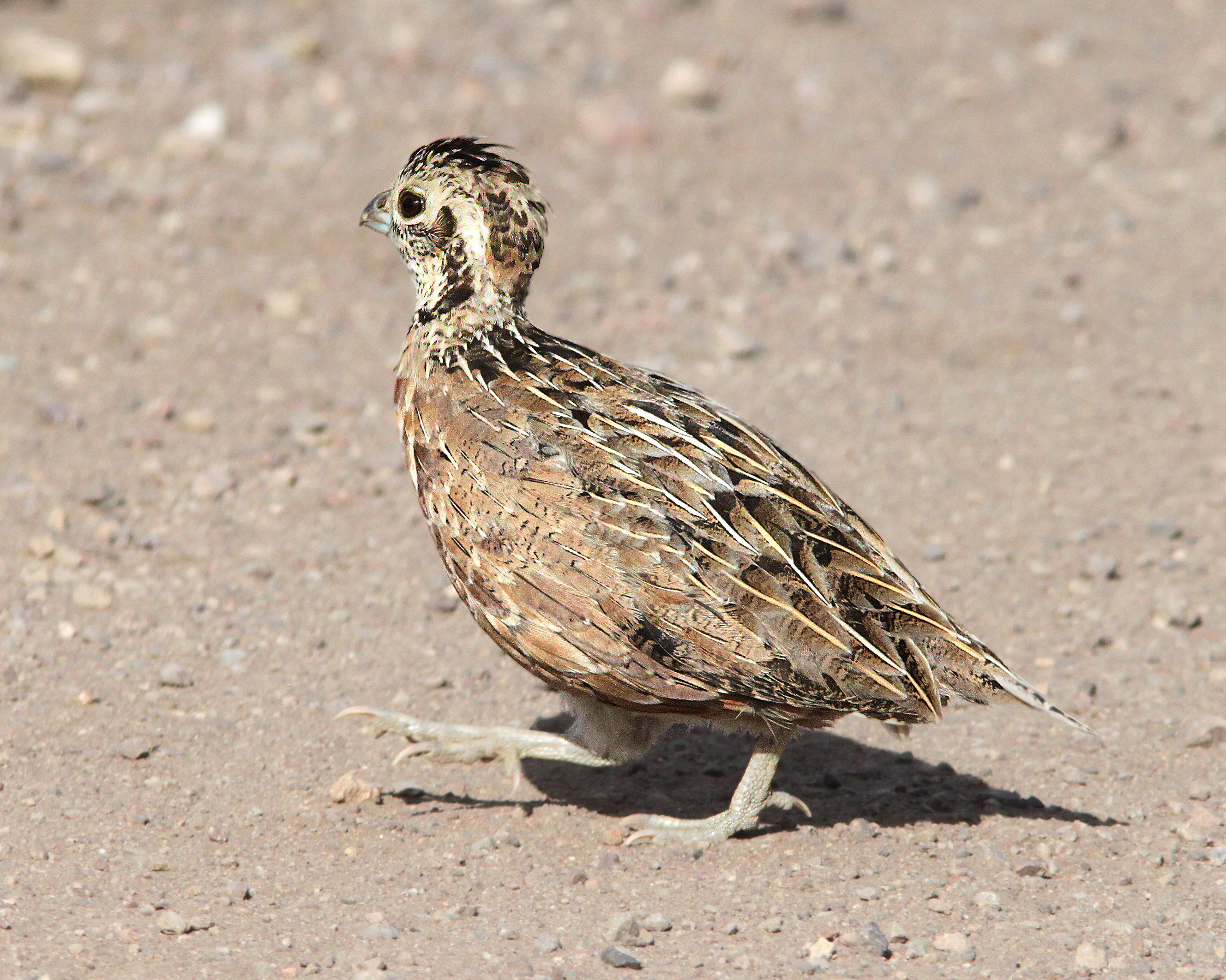
Codorniz pinta (Cyrtonyx montezumae).
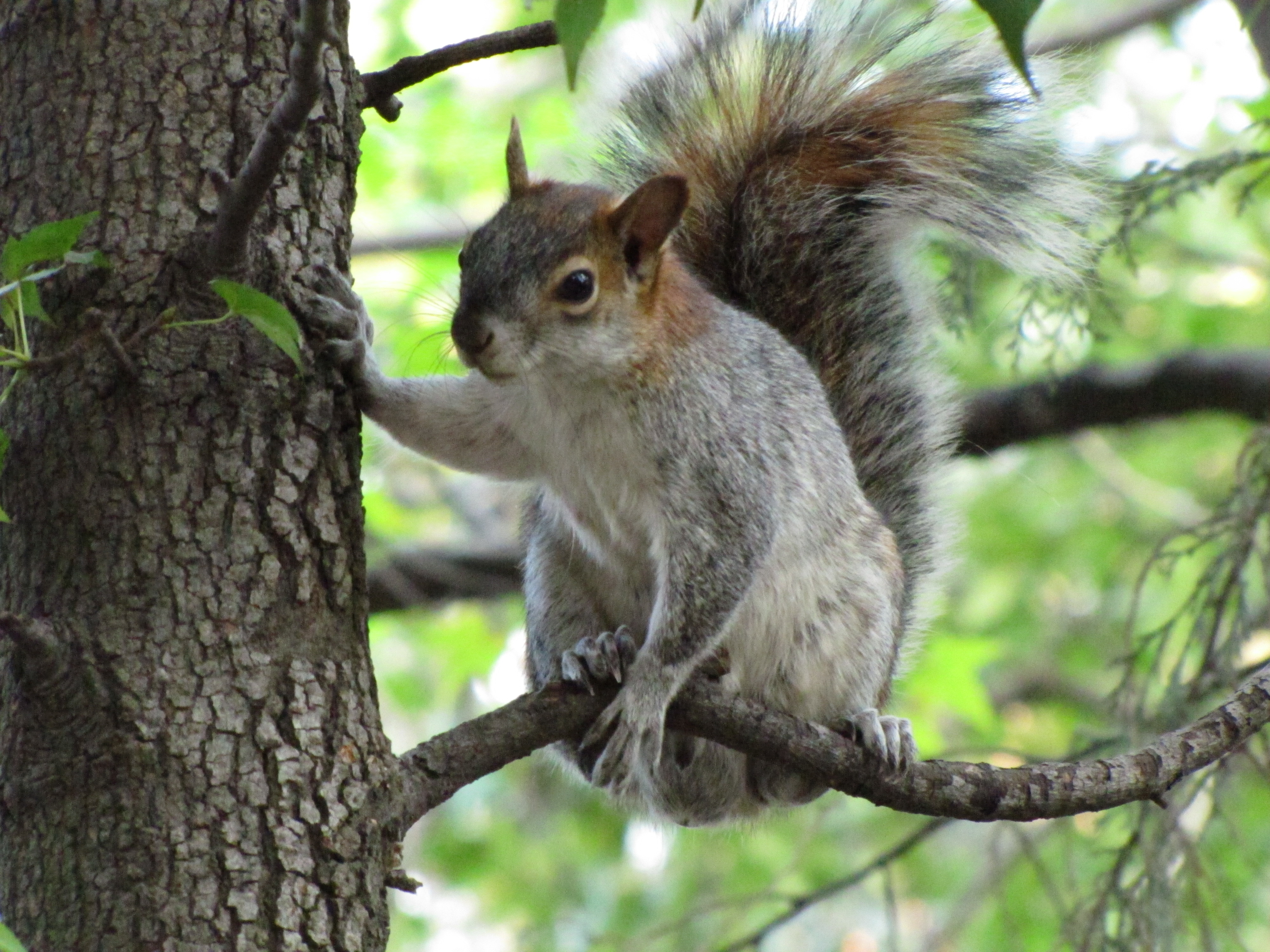
Ardilla arbórea (Sciurus aureogaster).
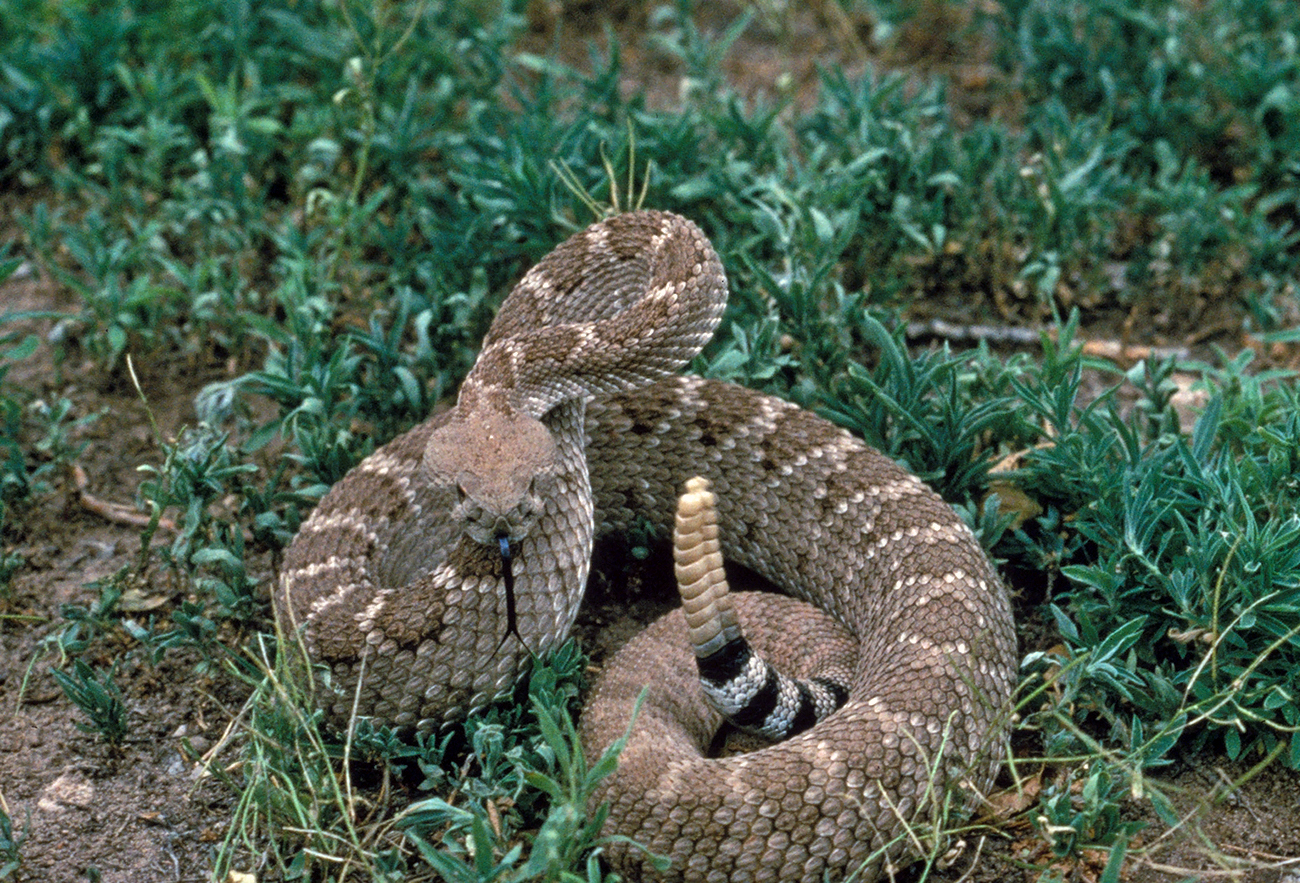
Víbora de cascabel (Crotalus atrox).
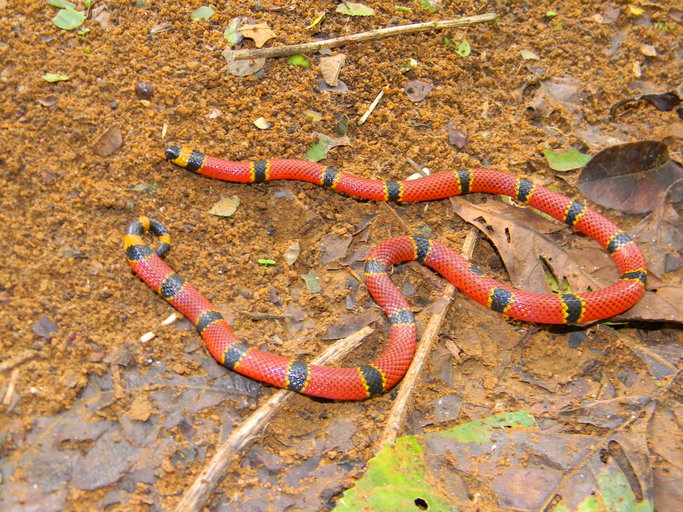
Serpiente coralillo (Micrurus browni).
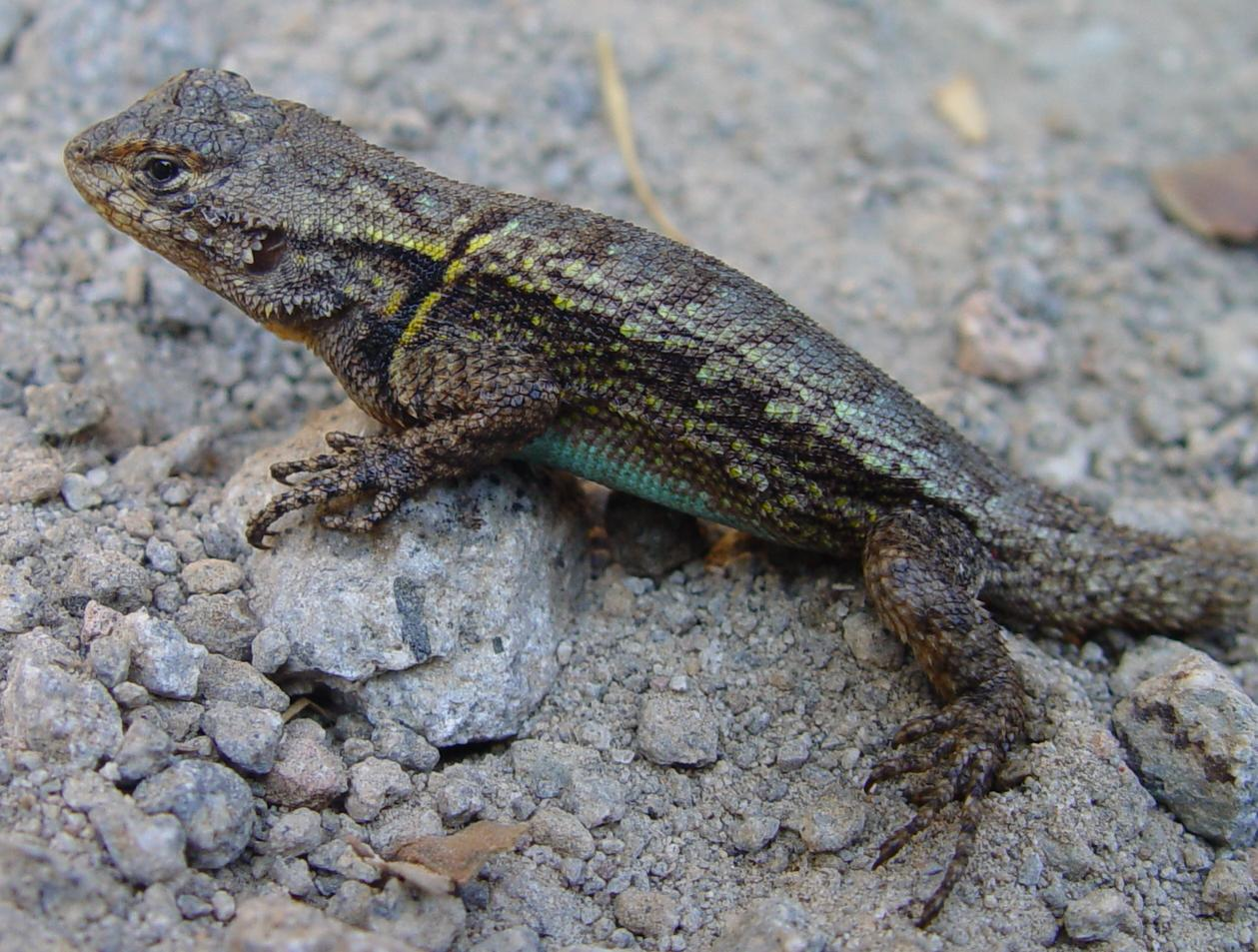
Lagartija escamosa de mezquite (Sceloporus grammicus).
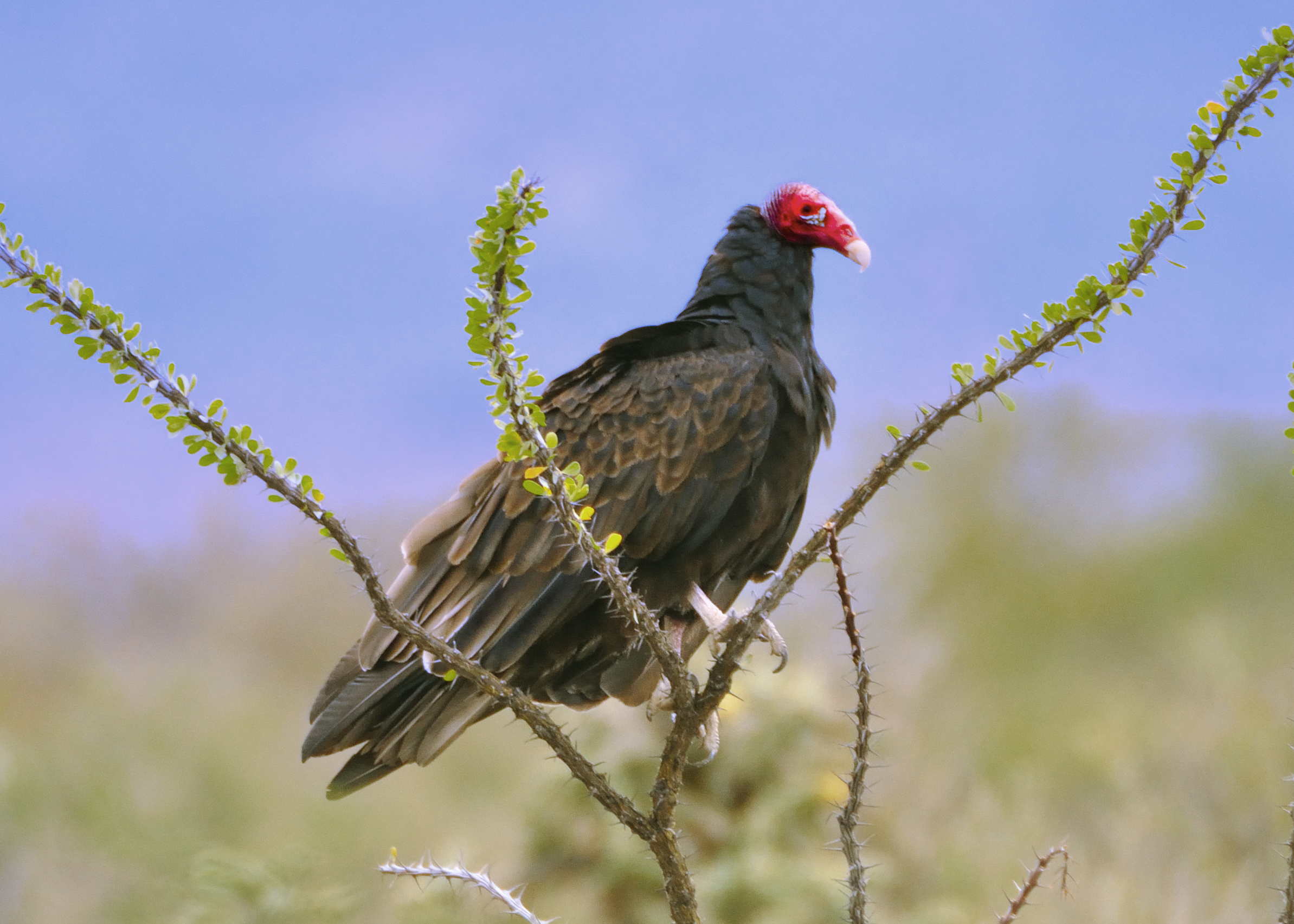
Zopilote (Cathartes aura).
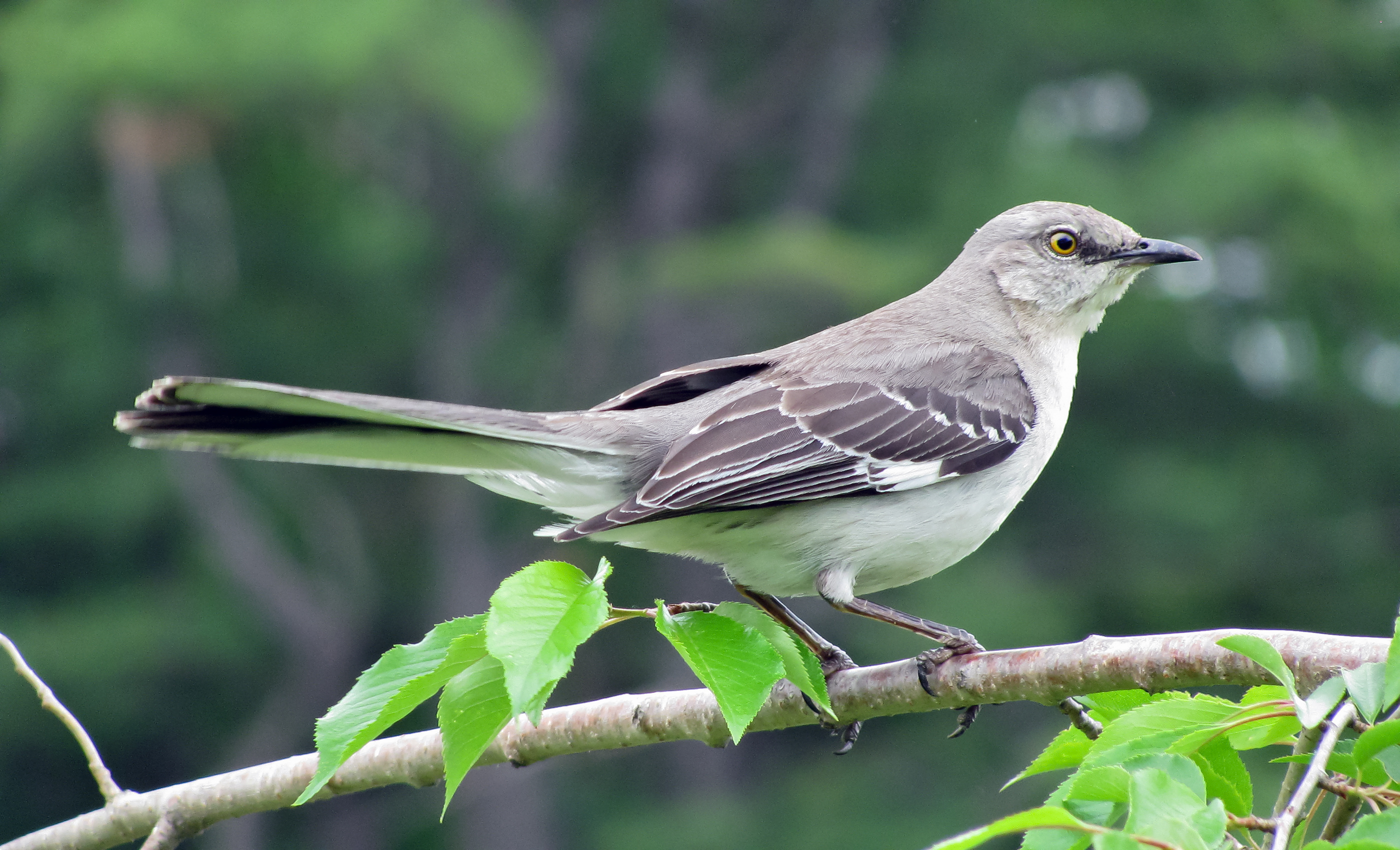
Cenzontle (Mimus polyglottos).
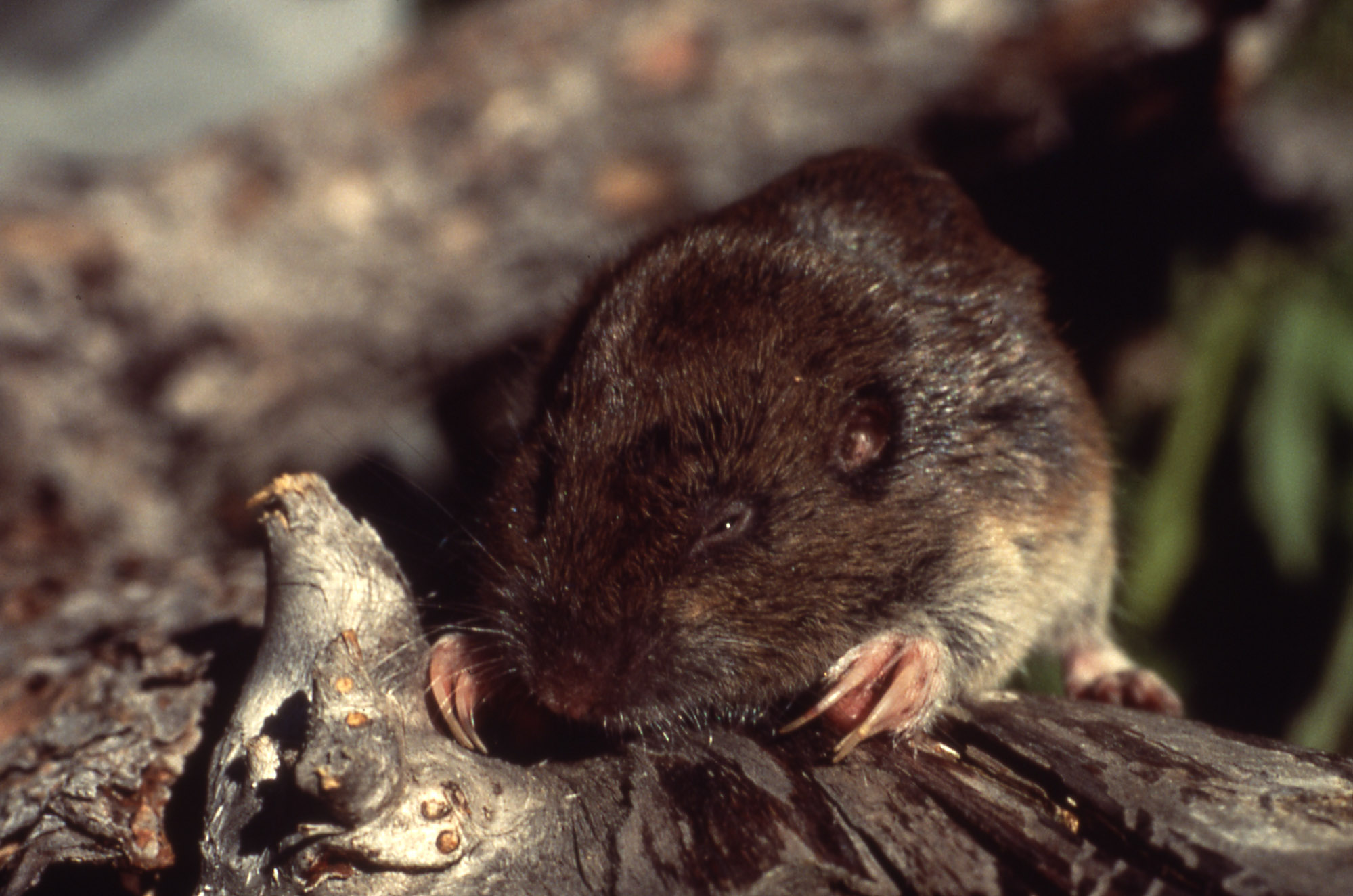
Tuza (Geomyidae).

### Áreas naturales protegidas
El estado de Hidalgo cuenta con cincuenta y ocho áreas naturales protegidas de competencia federal, estatal y/o municipal; las cuales cubren 156 950.68 hectáreas, que representan el 7.54 % de la extensión total territorial.

#### Áreas naturales protegidas federales
Las áreas naturales protegidas de competencia federal corresponden a tres Parques nacionales, una Reserva de la Biosfera y una Área de Protección de Recursos Naturales, esta última se comparte con el estado de Puebla. En total las áreas naturales protegidas de competencia federal cubren 131 522.57 hectáreas.

#### Áreas naturales protegidas estatales

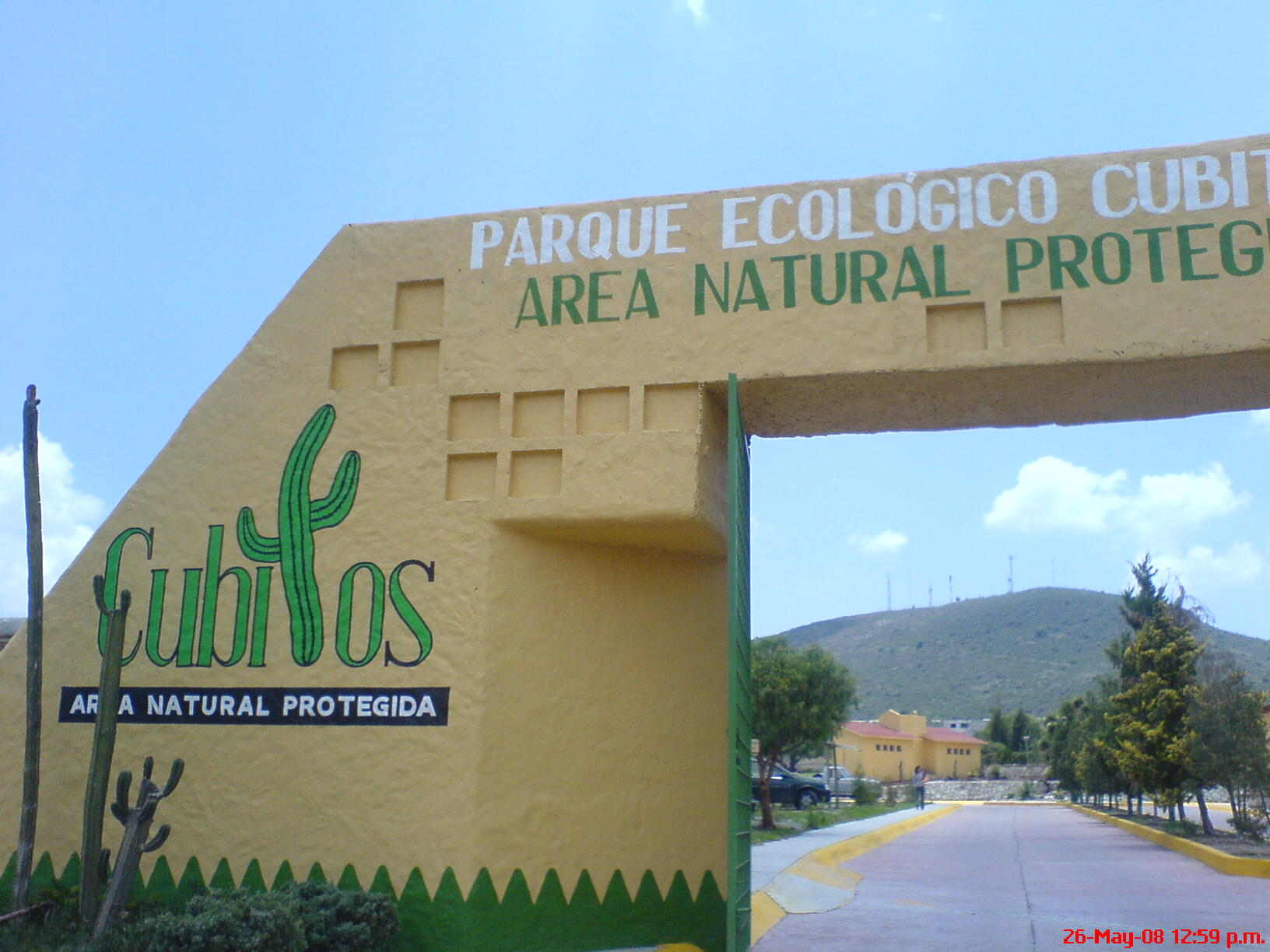
Parque Ecológico Cubitos.

Las áreas naturales protegidas de competencia estatal son tres parques estatales, cuatro reservas estatales, y un corredor biológico, con 14 088.89 ha.

#### Áreas naturales protegidas municipales
Las áreas naturales protegidas de competencia municipal también denominadas como "zonas de preservación ecológica de los centros de población", son cuarenta y cinco áreas con 11 339.22 hectáreas. 

#### Otras áreas naturales protegidas y decretadas
Hidalgo cuenta con tres sitios Ramsar y un Geoparque. Estos no necesariamente representan un área protegida; de los sitio Ramsar solo Metztitlán y Necaxa, pertenecen a un área protegida, aunque solo una fracción de la superficie del área protegida corresponde al sitio Ramsar. La superficie designada al Geoparque Comarca Minera corresponde al total de los municipios que comprende, pero solo treinta y un geositios corresponden una denominada área núcleo; dentro de estos geositios se encuentran áreas naturales protegidas de competencia federal, estatal y municipal, e incluso monumentos históricos declarados por el Instituto Nacional de Antropología e Historia (INAH).